# Guerre du Donbass
Cet article concerne la guerre hybride russo-ukrainienne en Ukraine continentale entre 2014 et 2022. Pour les offensives russes en 2022, voir Offensive du Donbass (2022).
Pour un article plus général, voir Guerre russo-ukrainienne.
- Territoire contrôlé par la république populaire de Donetsk, par la république populaire de Lougansk et par la fédération de Russie
- Villes contrôlées par la république populaire de Donetsk, par la république populaire de Lougansk et par la fédération de Russie
- Territoire contrôlé par l'Ukraine
- Villes contrôlées par l'Ukraine
- Territoire disputé / zone de combats

Guerre russo-ukrainienne
Invasion de l'Ukraine par la Russie
Batailles
- Euromaïdan
- Révolution de la Dignité
- Manifestations anti-Maïdan

Annexion de la Crimée
- Invasion russe de la Crimée
- Prise du Parlement de Crimée
- Prise de la base navale sud
- Incident de Simféropol (en)
- Occupation russe de la Crimée

Troubles pro-russes
- Odessa
- Troubles pro-russes à Kharkiv (uk)
- Troubles pro-russes à Louhansk (uk)
- Affrontement de la rue Rymarska
- Proclamation de la république de Crimée
- Prise de Donetsk
- Proclamation de la RP de Donetsk
- Proclamation de la RP d'Odessa (hu)
- Proclamation de la RP de Lougansk
- Affrontements à Odessa du 2 mai (uk)
- Incendie de la Maison des syndicats d'Odessa

Guerre du Donbass
- Sloviansk
- Kramatorsk
- Artemivsk
- Marioupol
- Karlivka
- 1re Donetsk
- Louhansk
- Krasnyi Lyman
- Il-76
- Chyrokyne
- Frontière
- Saour-Mogyla
- Horlivka
- Vol Malaysia Airlines 17
- 2e Donetsk
- Loutouhyne
- Ilovaïsk
- Novoazovsk
- 3e Donetsk
- 32e barrage
- Volnovakha
- Debaltseve
- Marïnka
- Avdiïvka

La guerre du Donbass est une guerre hybride opposant, d'avril 2014 à février 2022, le gouvernement ukrainien à des séparatistes prorusses et à la Russie. C'est une phase de la guerre russo-ukrainienne se déroulant dans l'Est de l'Ukraine (Ukraine orientale), principalement au Donbass. Entre 2014 et 2020, ce conflit a causé plus de 14 000 morts selon l'Organisation des Nations unies (3 405 civils, 4 400 membres des forces ukrainiennes et 6 500 membres des groupes armés prorusses) et le déplacement de près d'un million et demi de personnes.
Elle débute en février 2014 dans le contexte des manifestations de l'Euromaïdan dénonçant la corruption du pouvoir en place. La révolution ukrainienne de février 2014 qui s'ensuit entraîne le renversement du gouvernement prorusse de Viktor Ianoukovytch et l'arrivée au pouvoir d'un gouvernement intérimaire dirigé par les proeuropéens Oleksandr Tourtchynov (le 22 février) et Arseni Iatseniouk (nommé Premier ministre le 27 février).
Le 23 février, des troubles prorusses et des manifestations anti-Maïdan éclatent, principalement dans l'Est de l'Ukraine et notamment à Kharkiv, la plus grande ville d’Ukraine après Kyïv.
À partir du 28 février, date qui préfigure l'annexion de la Crimée, des troupes russes s'emparent de cette péninsule qui fait partie de l'Ukraine,,. Rapidement, un référendum local, dont la légalité n'est pas reconnue par l'Ukraine ni la grande majorité de la communauté internationale, se tient le 16 mars sur le rattachement de la Crimée à la Russie. L'indépendance de la Crimée avait été déclarée par le vice-Premier ministre de la région dix jours avant le référendum.
Au début d'avril 2014, dans la région du Donbass appartenant à l'Ukraine, composée des oblasts de Donetsk et de Louhansk, et dans ses régions limitrophes, les manifestations anti-Maïdan évoluent en insurrection armée des prorusses contre le nouveau gouvernement ukrainien. Cette insurrection armée devient séparatiste et deux entités non reconnues internationalement sont proclamées : la « république populaire de Donetsk » (le 7 avril), puis la « république populaire de Lougansk » (le 11 mai),. Dès le 2 mai 2014, l'armée ukrainienne intervient dans l'Est du pays. Elle y progresse en juin et juillet avant d'être stoppée, puis de finalement reculer face aux séparatistes. La Russie, pays frontalier, est accusée de soutenir militairement les insurgés en y menant une guerre hybride,,,.
Le 5 septembre 2014, un premier accord de Minsk est négocié et signé pour faire cesser la guerre du Donbass. Toutefois cet accord en douze points, censé établir un cessez-le-feu, ne dure que quelques semaines. En janvier 2015, les combats s'intensifient et l'armée séparatiste prorusse progresse.
Les 6 et 11 février 2015, François Hollande et Angela Merkel se déplacent en Russie et en Ukraine pour négocier un nouveau plan de paix élaboré dans le cadre d'un règlement global. Le 12 février, ils signent à Minsk, en présence de Petro Porochenko, président de l'Ukraine, et de Vladimir Poutine, président russe, un nouvel accord de cessez-le-feu (communément appelé Minsk II) prévoyant l'arrêt des combats, contre l'engagement des différentes parties sur une feuille de route en treize points. Le conflit baisse alors d’intensité mais des combats sporadiques ont encore lieu jusqu’en 2019. L’accord Minsk II reste la référence pour résoudre le conflit de façon durable : elle est encore au centre des discussions lors de la rencontre de décembre 2019, dite au format Normandie, en présence du nouveau président ukrainien, Volodymyr Zelensky.
Du 19 au 21 février 2022, l'Organisation pour la sécurité et la coopération en Europe (OSCE) constate une augmentation accrue d'incidents armés et d'explosions dans les deux républiques du Donbass, les deux parties du conflit s'en rejetant mutuellement la responsabilité.
Le 21 février 2022, la Russie reconnaît l'indépendance — vis-à-vis de l'Ukraine — et la souveraineté des deux républiques séparatistes autoproclamées, la république populaire de Donetsk (RPD) et la république populaire de Lougansk (RPL). Les accords conclus entre la Russie et ces deux républiques mentionnent notamment un devoir de coopération et d'entraide. Selon l'OSCE et l'Union européenne (UE), ces accords constituent une violation du droit international, et, selon le secrétaire général des Nations unies, « une violation de l'intégrité territoriale et de la souveraineté de l'Ukraine » ainsi qu'une décision « incompatible avec les principes de la Charte des Nations unies » ; ils entraînent de facto une rupture de l'accord Minsk II par la Russie,.
Le 24 février 2022, les troupes russes entrent en Ukraine et poursuivent leur invasion depuis les territoires séparatistes, la Biélorussie, la Russie et le territoire de la Crimée.

## Contexte

### Tensions post-soviétiques
Bien que l'Ukraine ait été reconnue par l'ONU dans ses frontières actuelles après son indépendance prise lors de l'éclatement de l'URSS en 1991, Vladimir Poutine affirme dès 1994 regretter que la Crimée ait été séparée de la Russie lors de cet évènement. En 2005, l'ancien espion du KGB exprime sa nostalgie : la fin de l’URSS est pour lui « la plus grande catastrophe stratégique du XXe siècle ». Alors que l'Ukraine cherche à se rapprocher d'un modèle occidental et des valeurs démocratiques, la Russie, à l'inverse, s'en éloigne à partir des années 2000 avec l'arrivée au pouvoir de Vladimir Poutine. L'Ukraine est perçue par les dirigeants russes comme faisant partie de leur sphère d'influence en raison de son passé soviétique. Poutine tente d'enrayer cet élan démocratique populaire initié par les révolutions de couleur dans différents pays de l'ex-URSS, comme la révolution orange en Ukraine en 2004, qu'il craint de voir arriver dans son pays. Le mouvement conservateur Russe, dont Poutine est le leader, voit dans ces révolutions la main de l'occident, niant ainsi leur libre-arbitre aux peuples de ces pays. D'importantes manifestations portées par l'opposition s'organisent à partir de fin 2011 en Russie à la suite d'élections truquées, dont Poutine sort vainqueur, et sont réprimées par le pouvoir. En 2008, la Russie attise le séparatisme dans les régions géorgiennes d'Abkhazie et d'Ossétie-du-Sud avant d'envahir ces deux régions puis de reconnaitre leur indépendance,,. Les occidentaux ne réagissent que faiblement face à l'invasion de la Géorgie par la Russie (suivie par le reset d'Obama avec la Russie (en)), et face au crimes de guerre de Bachar El-Assad en Syrie en 2013. Vladimir Poutine voit dans cette absence de réaction des occidentaux une faiblesse de leur part, et saisira l'occasion d'envahir l'Ukraine en 2014.
Les crises du gaz de 2006 à 2009 (en partie dues à une hausse des prix du gaz par la Russie qui considère l'Ukraine comme déloyale à la suite de la révolution orange) conduisent la Russie à construire le gazoduc Nord Stream en 2011 en Mer Baltique, afin que son gaz à destination de l'Europe transite moins par l'Ukraine. Cela amoindrit les revenus de l'Ukraine (dont l'économie, alors faible, est fortement dépendante des droits de passage du gaz russe vers l'Europe) ainsi que sa position stratégique vis-à-vis de l'Europe,.

### Euromaïdan
La guerre du Donbass prend son origine en février 2014 à la suite des manifestations de l'Euromaïdan débutées en novembre 2013 dénonçant la corruption du pouvoir en place. Le gouvernement ukrainien avait en effet rompu un accord d'association avec l'Union Européenne, à quelques jours seulement de sa signature, au profit d'un accord avec la Russie pour rejoindre la future Union économique eurasiatique. La révolution ukrainienne de février 2014, qui suit ces manifestations, entraine le renversement du gouvernement, la destitution du président ukrainien prorusse Viktor Ianoukovytch par le Parlement et l'arrivée au pouvoir d'un gouvernement intérimaire dirigé par les proeuropéens Oleksandr Tourtchynov (le 22 février 2014) et Arseni Iatseniouk (nommé Premier ministre le 27 février).
Le 23 février, des manifestations anti-Maïdan éclatent principalement dans l'Est de l'Ukraine notamment à Kharkiv, la seconde plus grande ville d’Ukraine.
Après la fuite de Viktor Ianoukovytch et la nomination le 22 février 2014 de Tourtchynov comme président par intérim (il sera remplacé le 7 juin 2014 par Petro Porochenko), l'Ukraine reste fortement divisée entre l’Ouest qui soutient le nouveau pouvoir élu démocratiquement en mai 2014 et l'Est du pays où réside en majorité sa minorité russophone (17,2 % de sa population totale en 2001). La possibilité d'une future partition de l'Ukraine est même envisagée pour la première fois dans les médias.

### Suppression du statut de langue officielle en février 2014
Le 23 février 2014, la loi de 2012 sur les langues régionales (uk) controversée au sein du Parlement et dans la population ukrainienne, permettant d'utiliser le russe comme seconde langue officielle dans certaines régions, est abrogée. La Rada (Parlement) retire ainsi le statut de langue officielle au russe (comme au roumain, au hongrois et au tatar criméen) dans 13 des 25 régions ukrainiennes (essentiellement réparties au Sud et à l'Est du pays). Face à cette mesure législative, l'émotion dans la population russophone d'Ukraine est importante, car près de 30% de la population ukrainienne parle le russe (bien que seulement 1% ne comprenne pas l'ukrainien et 1% ne comprenne pas le russe), de 58 à 91 % dans les oblasts de Crimée, de Dnipropetrovsk, de Donetsk, de Mykolaïv, de Louhansk, de Kharkiv, d'Odessa et de Zaporijjia.

### Soulèvement prorusse au sud-est
Le 24 février, en réaction, des brigades d'autodéfense commencent à se former dans le Sud-Est de l'Ukraine, notamment à Sébastopol en Crimée où un maire prorusse est imposé par des manifestants. Le 27 février, la Russie engage des manœuvres militaires de son armée de terre dans ses zones frontalières avec l'Ukraine.

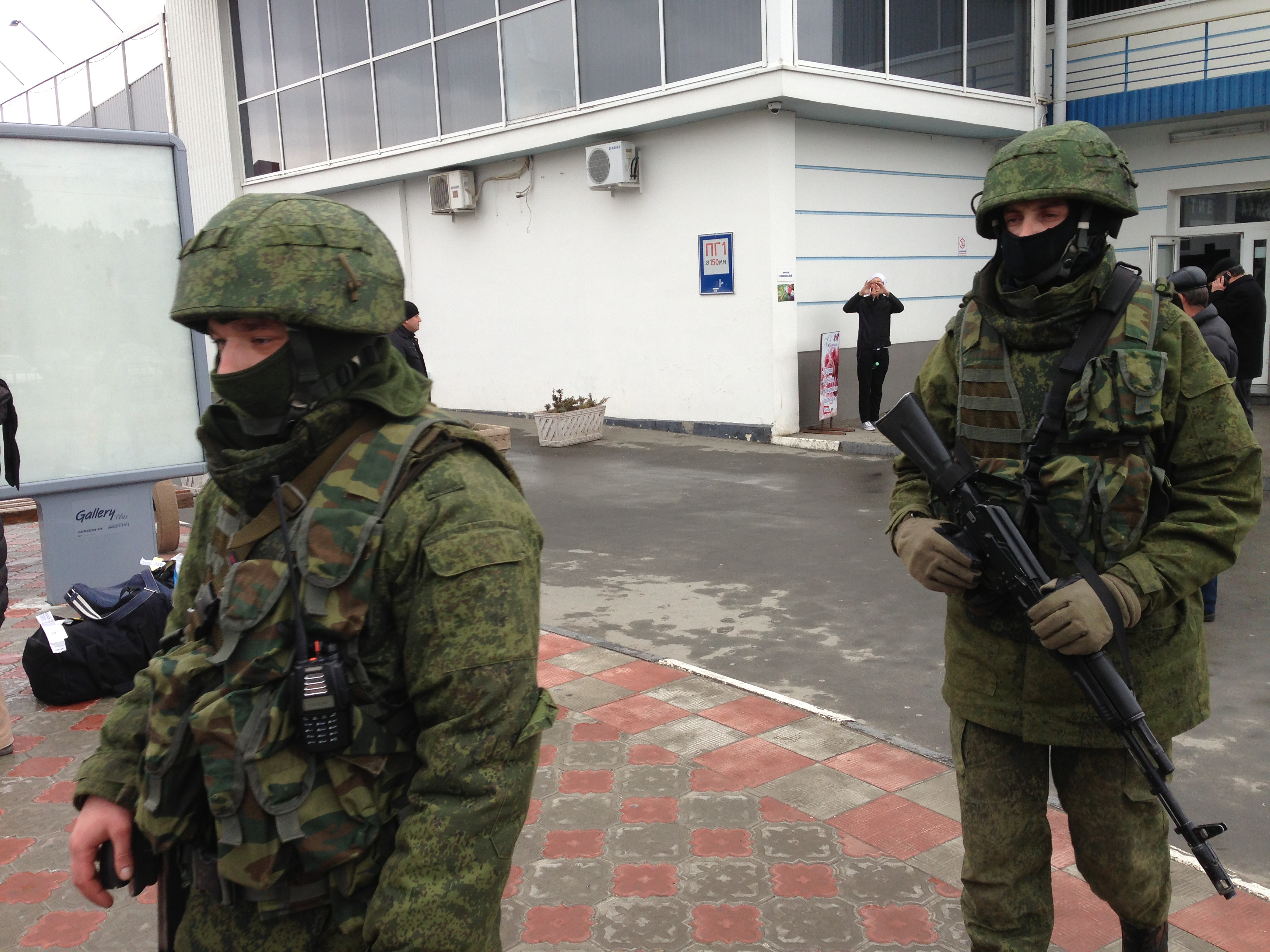
Patrouille armée de soldats surnommés les « petits hommes verts », en uniforme sans insigne, à Simferopol en 2 2014.

Le 28 février 2014, des hommes en armes, alors non identifiés, prennent le contrôle de l'aéroport de Simferopol, en Crimée. Ils sont surnommés les « petits hommes verts » par les Ukrainiens du fait de la couleur de leur treillis. Vladimir Poutine reconnaitra le 17 avril qu'ils étaient bien russes : « Derrière les forces d'autodéfense de Crimée, bien sûr, se trouvaient nos militaires ».
Finalement le même jour, aux fins de désamorcer les tensions, le président par intérim Tourtchynov ne ratifie pas l'abrogation de la loi sur les langues régionales et remet cette loi en vigueur.
Les 1er et 2 mars, les manifestations prorusses continuent dans les régions russophones du pays, s'intensifiant même à Kharkiv et Donetsk. En Crimée, l'amiral Denis Berezovski, commandant en chef de l'amirauté ukrainienne nommé le 28 février à la tête de la marine ukrainienne, fait allégeance au camp prorusse.
Dans la première semaine de mars, la contagion des événements de Crimée et du Donbass jusqu'à des villes du sud de l'Ukraine, comme les villes portuaires stratégiques de Marioupol et d'Odessa (sur la mer Noire) qui s'agitent à leur tour, laisse présager une éventuelle partition du pays.

Manifestations prorusses
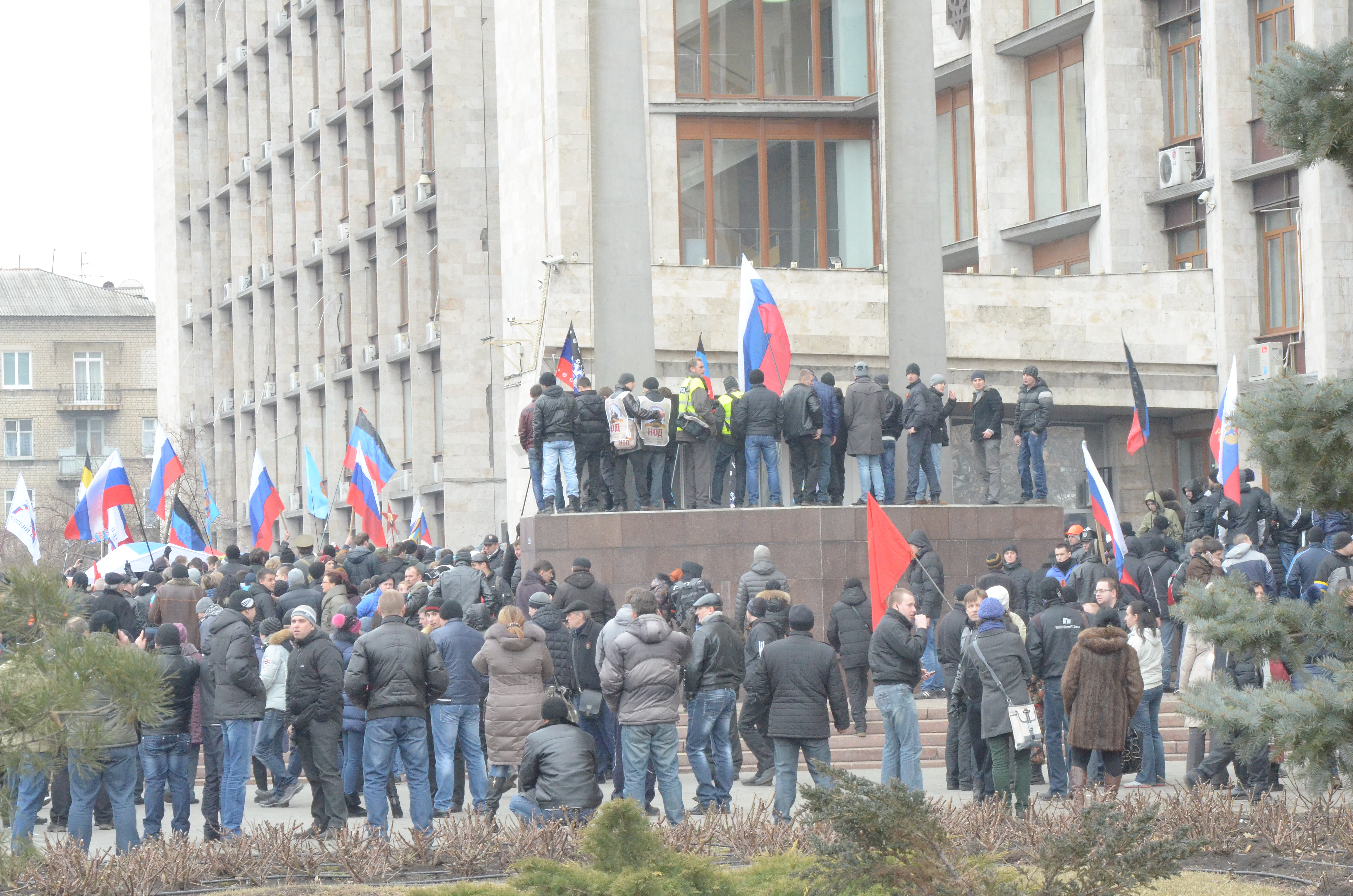
1er mars 2014 : Prise du bâtiment de l'administration régionale à Donetsk.
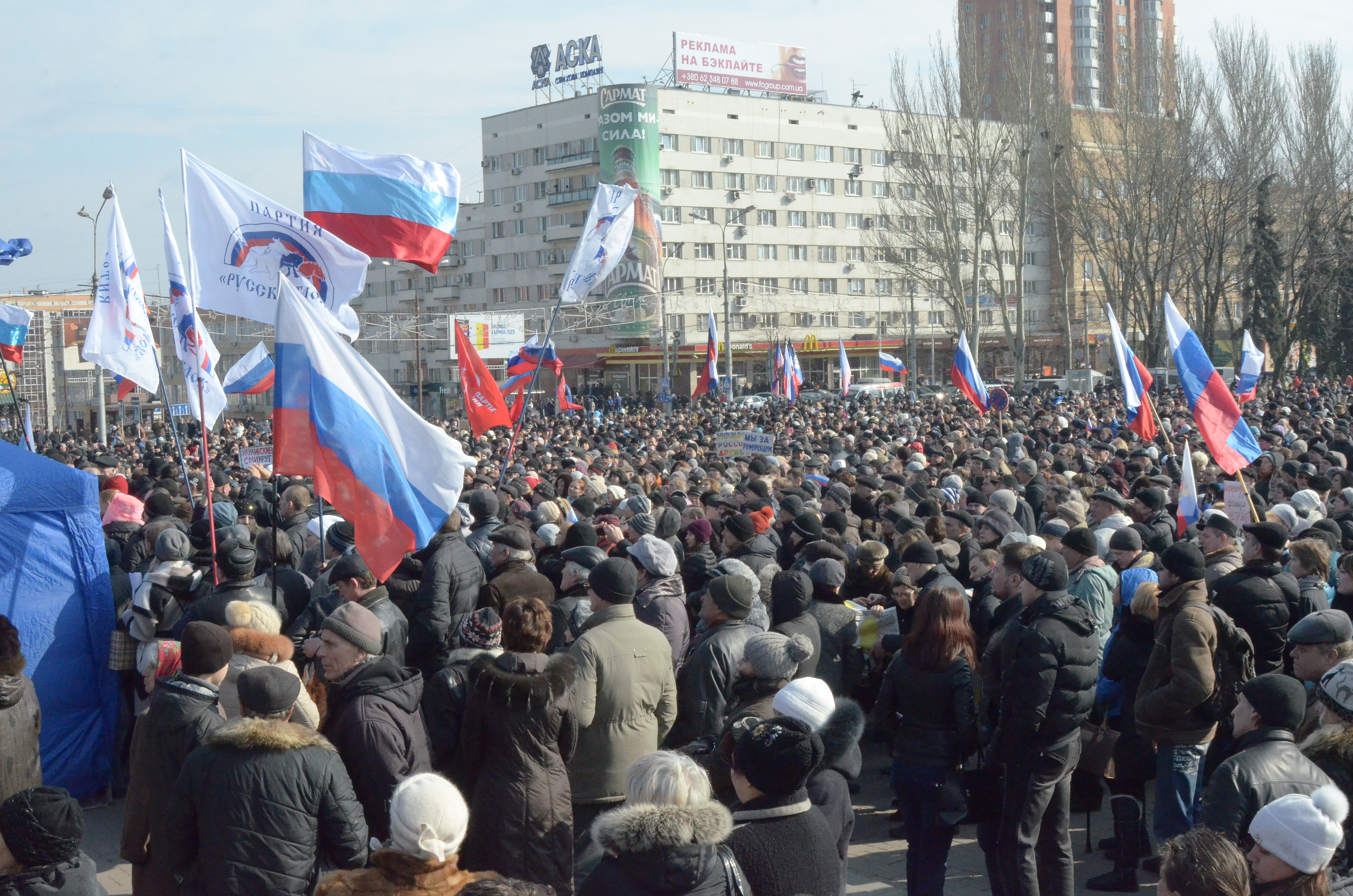
9 mars 2014 : Manifestation prorusse à Donetsk.
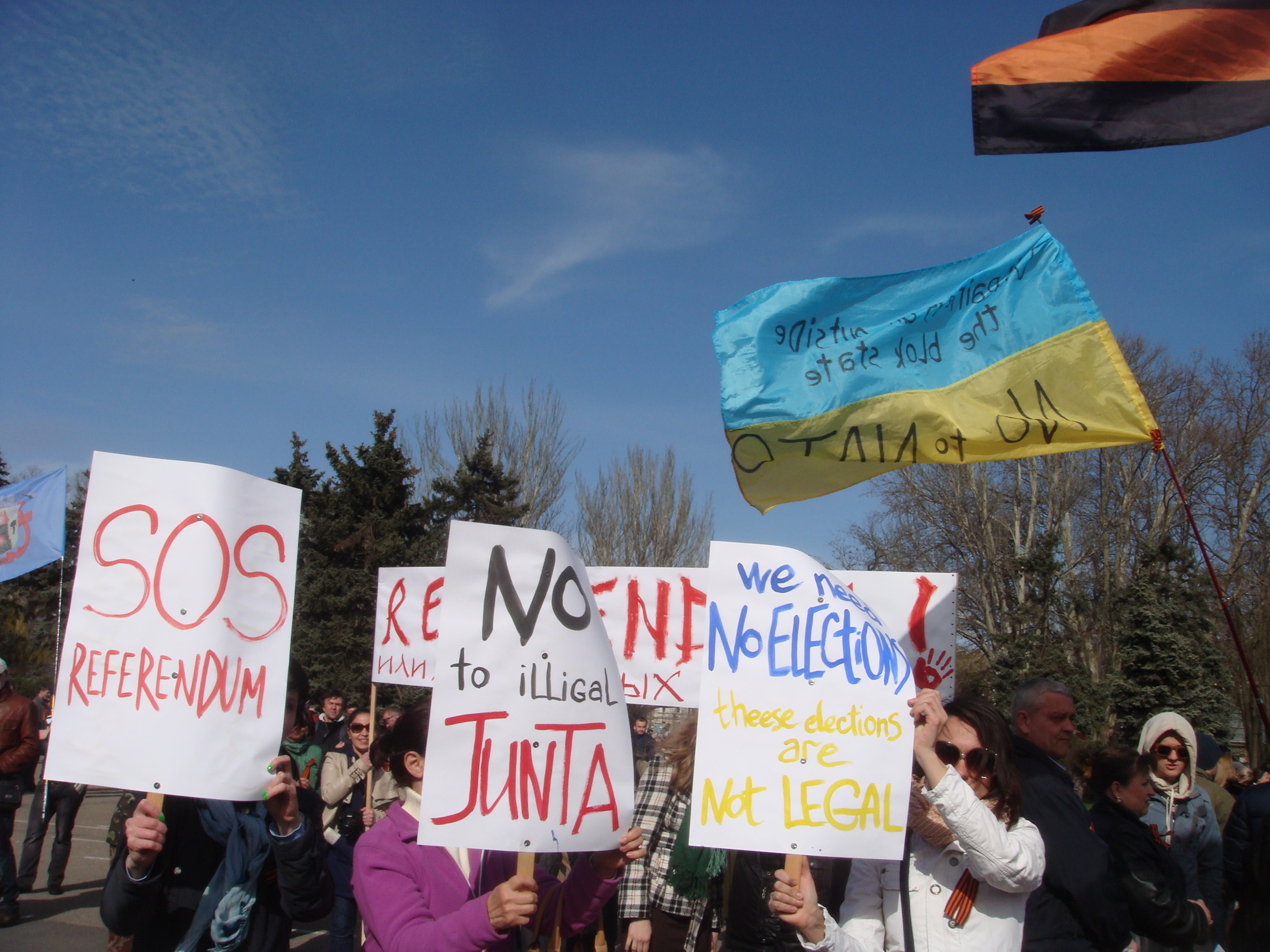
6 avril 2014 : Manifestation prorusse à Odessa.
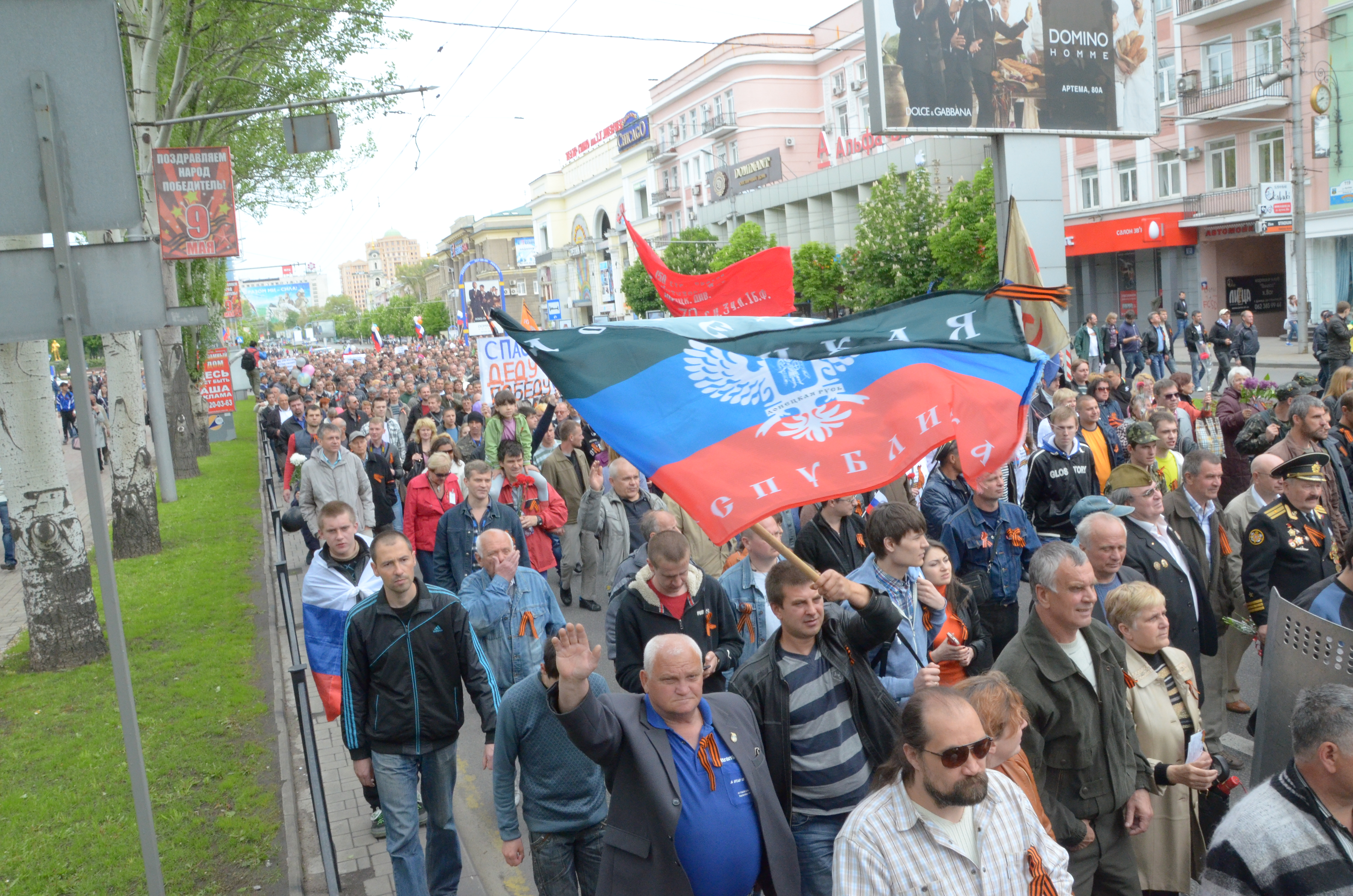
9 mai 2014 : Le Jour de la Victoire à Donetsk.

### Soulèvement séparatiste de Crimée en mars

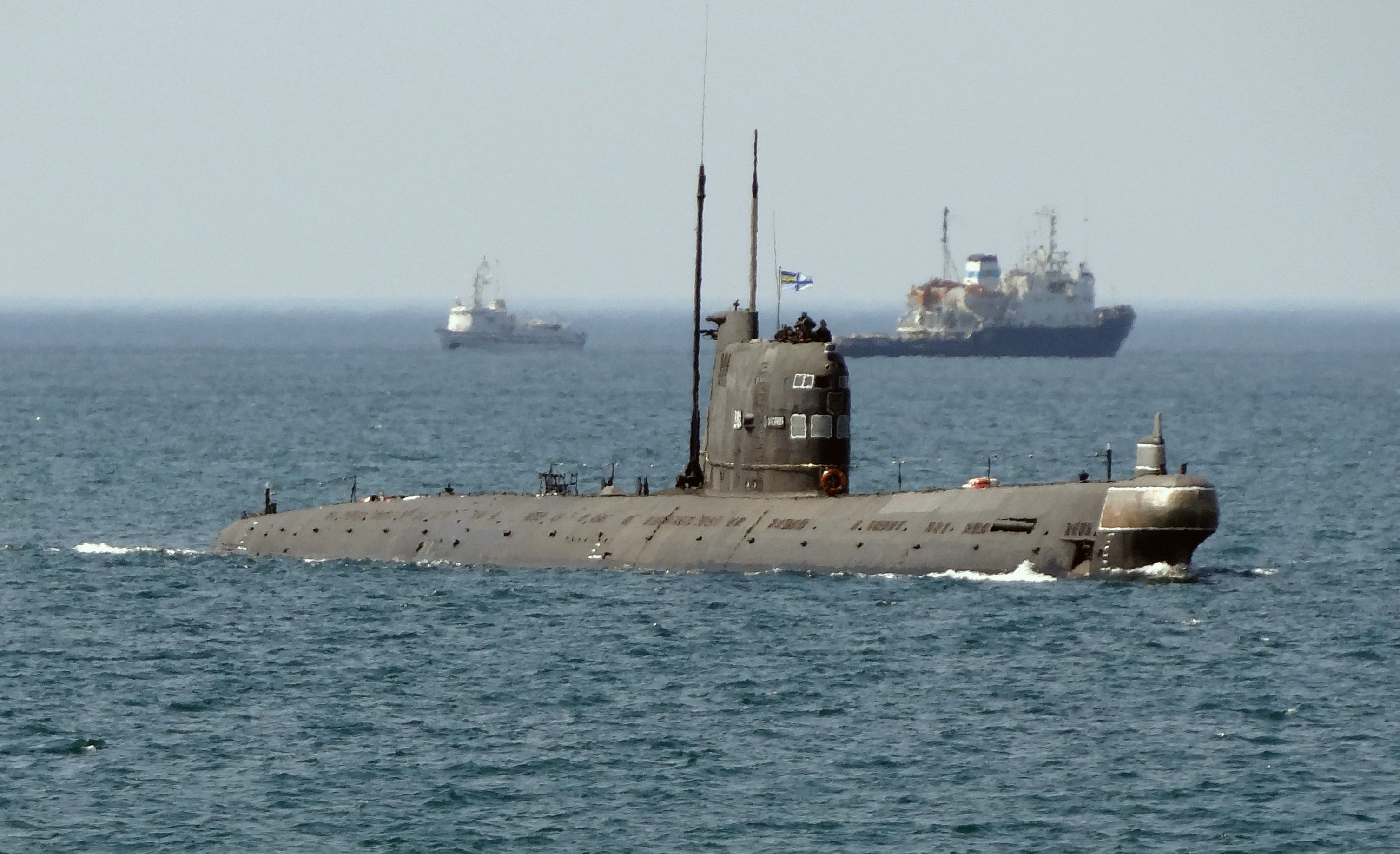
Le sous-marin ukrainien Zaporijjia est capturé par les Russes le 21 3 2014 (photographie de 2012).

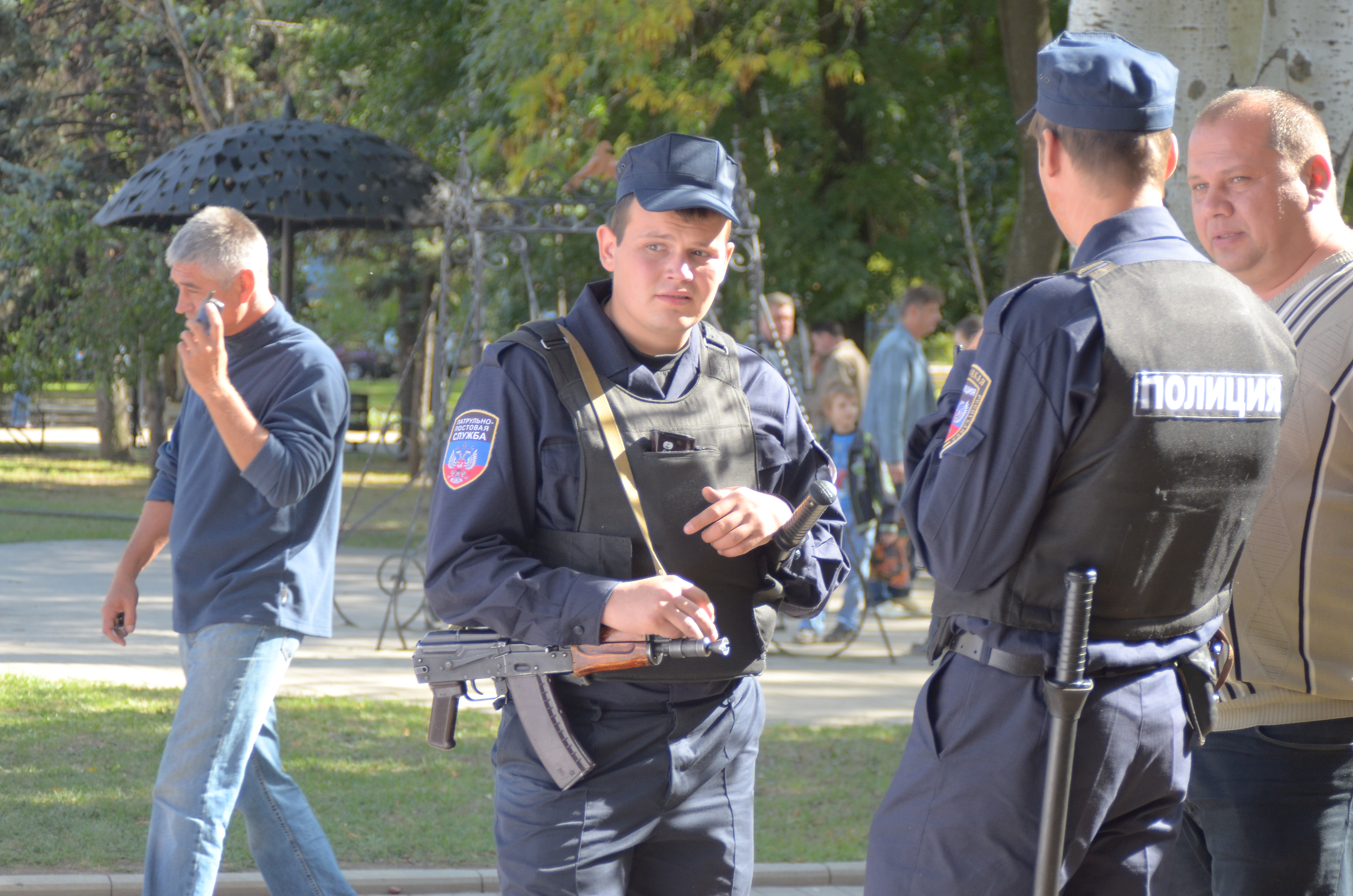
République populaire de Donetsk, septembre 2014.

Le 6 mars, le Parlement de Crimée vote sous la contrainte de forces armées russes et prorusses, à l'unanimité, une motion demandant son rattachement à la Russie,. Le 11 mars 2014, le Parlement de Crimée adopte dans les mêmes conditions une déclaration d'indépendance. Le 16 mars, la Crimée vote finalement à 97% pour son rattachement à la Russie lors d'un référendum considéré comme illégal par Kyïv, les institutions européennes et les gouvernements occidentaux. Une résolution de l'ONU adoptée à 100 votes pour, 11 contre et 58 abstentions souligne le caractère invalide du référendum et de l'annexion,. Les conditions du vote sont également contestées notamment à cause de l'absence d'observateurs internationaux, d'un contexte de violence avec la présence accrue de forces armées russes, d'une propagande intensive et du boycott en découlant par une grande partie des opposants au référendum,,.

Le 21 mars, les 53 membres de l'Organisation pour la sécurité et la coopération en Europe (OSCE) décident le déploiement d'une mission spéciale d'observation sur la zone de conflit dans le Donbass et d'autres régions de l'Ukraine. En 24 heures, des observateurs arrivent sur place. Des négociations ont eu lieu avec la Russie en amont de la décision, qui n'a pas accepté que la mission se déroule en Crimée, ni que les observateurs soient des militaires.

Animation du conflit armé de mai à septembre 2014 : évolution du territoire séparatiste, à la suite de l'intervention loyaliste qui a débuté le 2 mai 2014.

Situation dans le sud-est de l'Ukraine sur les aspects ethniques, linguistiques et politiques
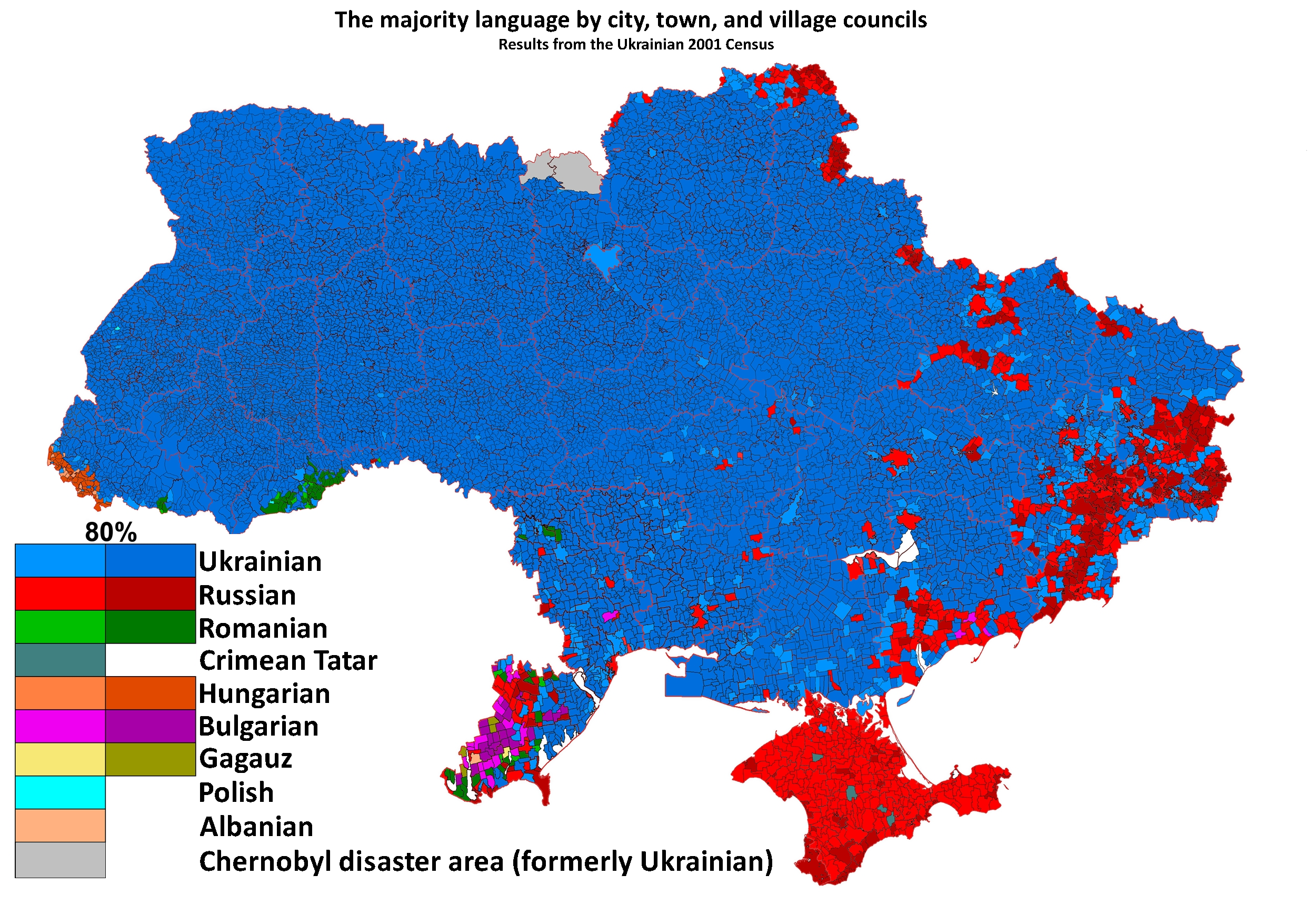
Langues majoritaires dans les villes d'Ukraine en 2001.
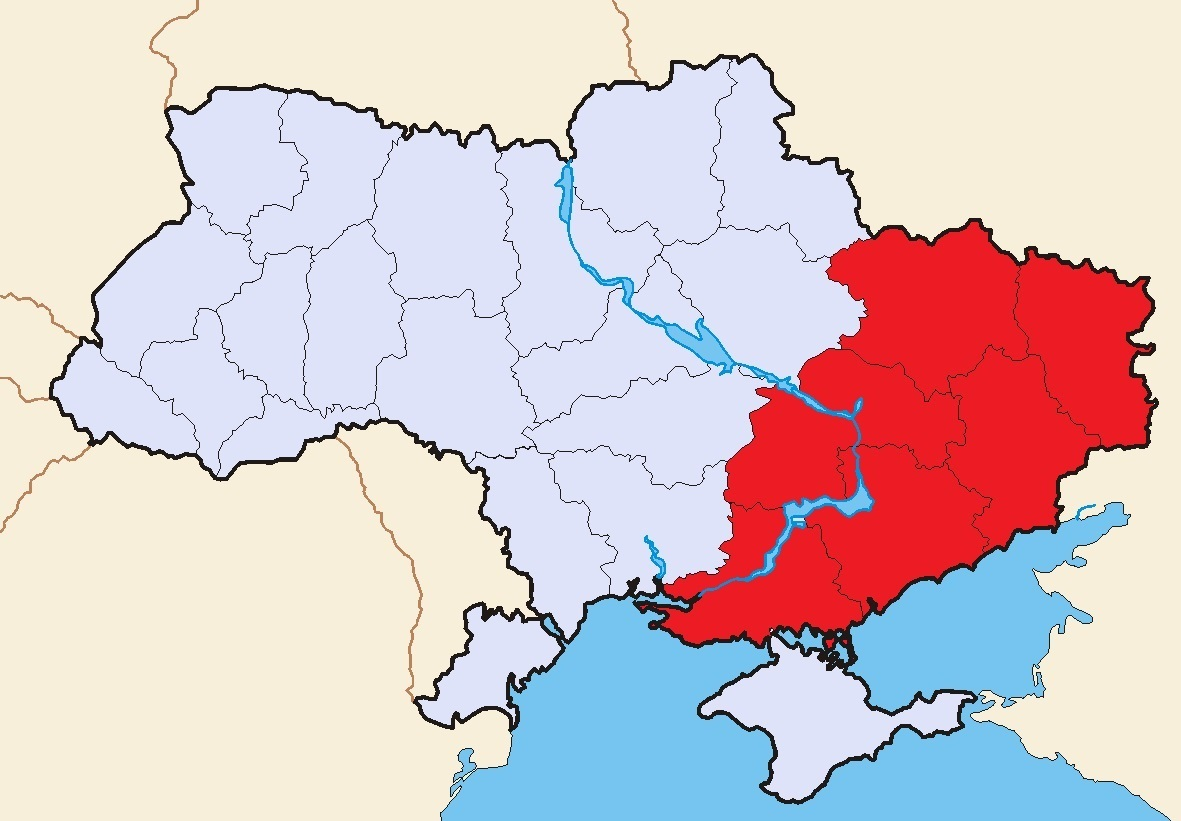
« République fédérale autonome de Donetsk » revendiquée en 2006 par les séparatistes.

## Déroulement

sud-est de l'Ukraine : évolution de l'implantation des séparatistes prorusses d'avril à août 2014
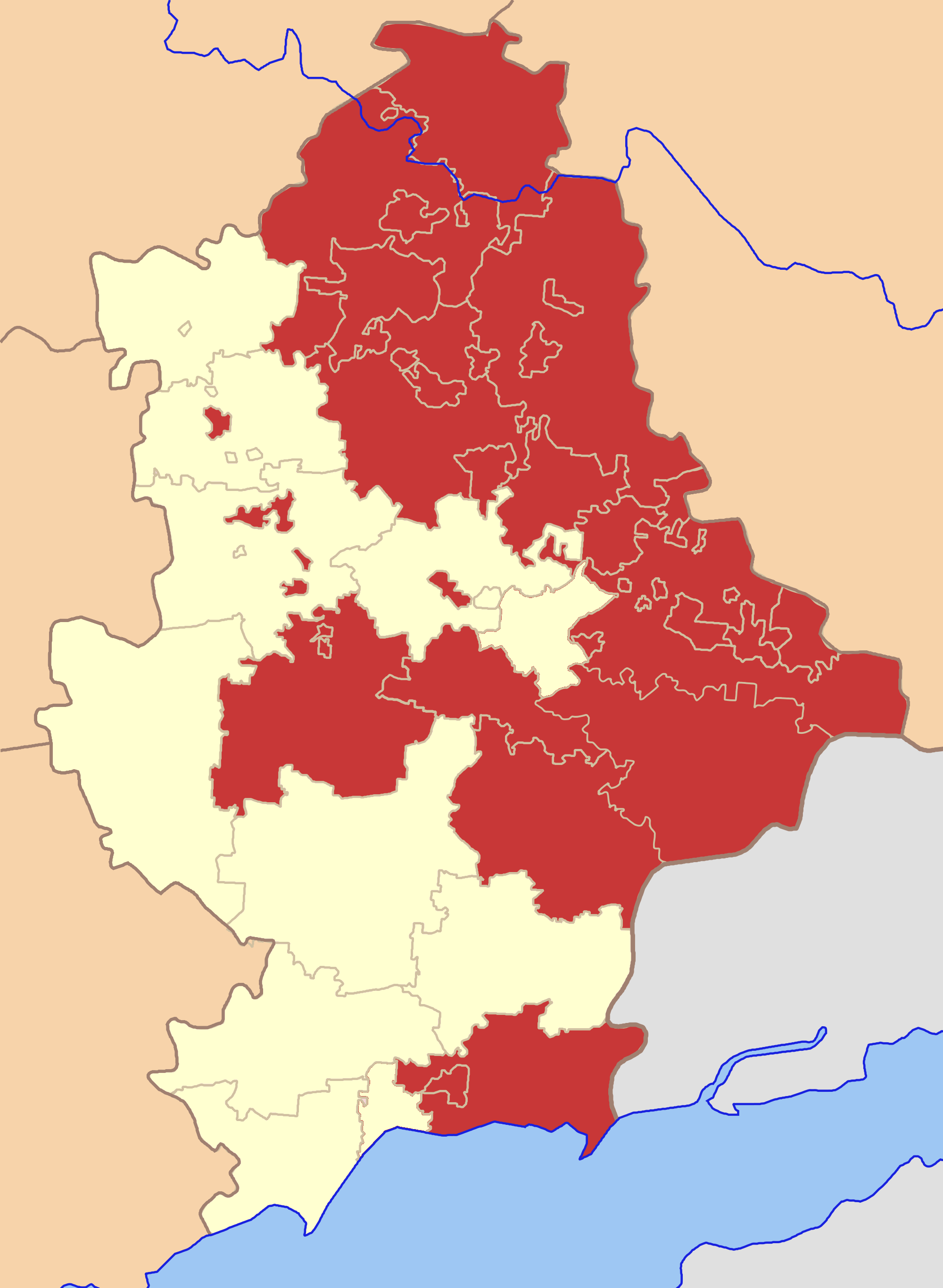
Avril 2014 Territoires contrôlés par les séparatistes dans l'oblast de Donetsk.
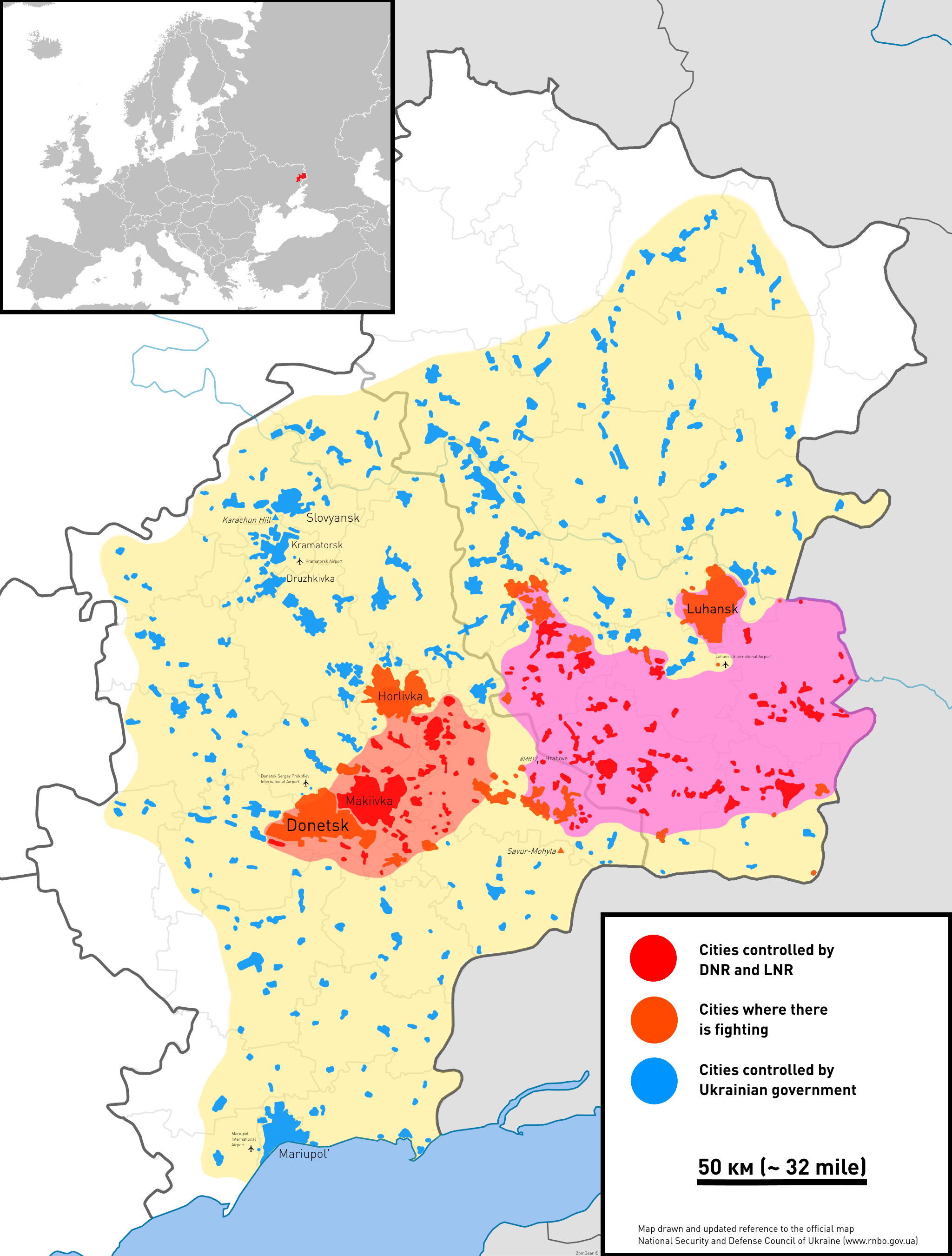
5 août 2014 L'armée ukrainienne intervient dès le 2 mai.
Août 2014 Intervention de la Russie vers le 25 août.

sud-est de l'Ukraine : évolution de l'implantation des séparatistes prorusses de septembre 2014 au 22 février 2022
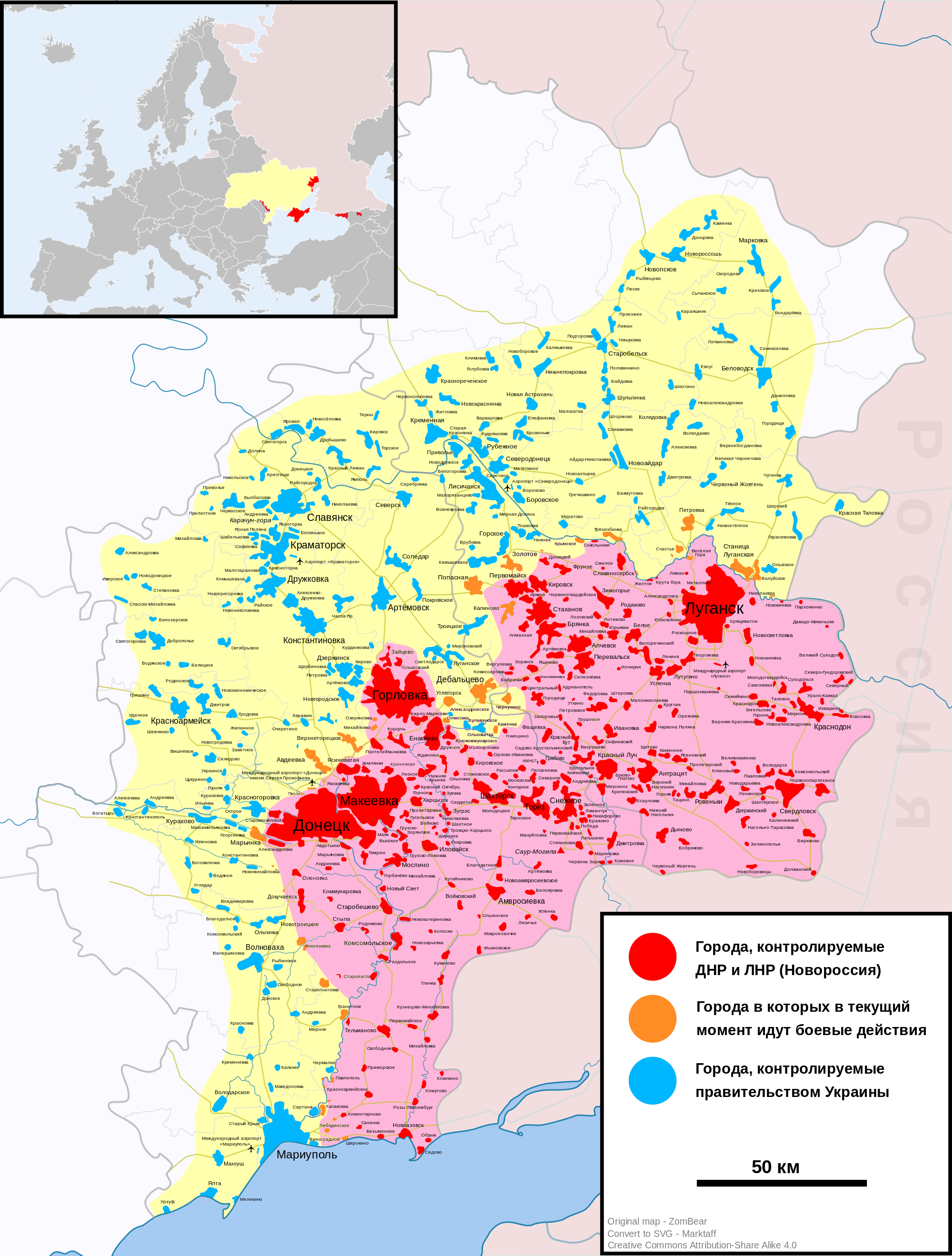
Janvier 2015 L'aéroport international de Donetsk est repris par les séparatistes.
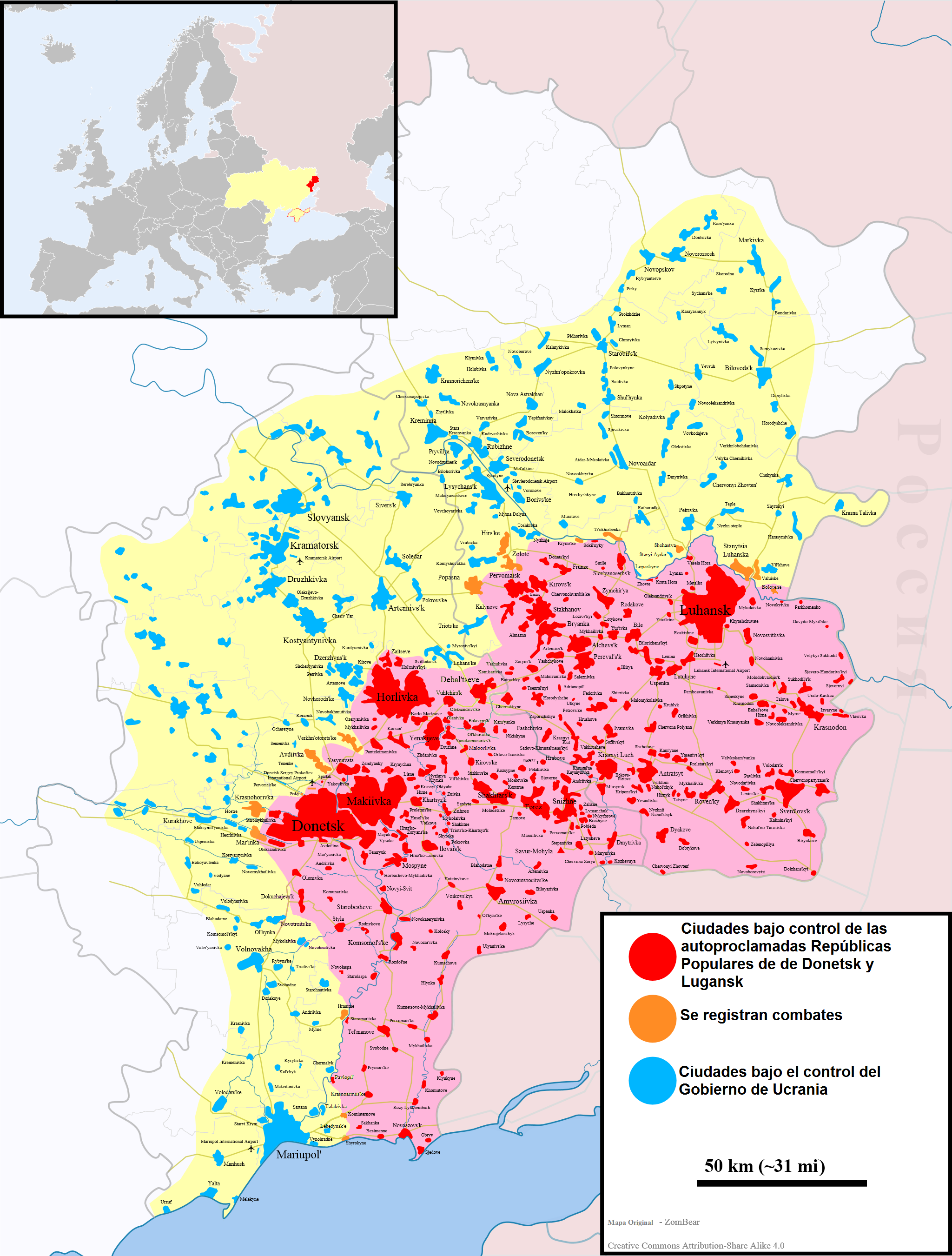
Mars 2015 Debaltseve a été reprise par les séparatistes prorusses le 18 février.
22 février 2022 2 jours avant l'invasion de la Russie.

### Soulèvement séparatiste du Donbass en avril 2014

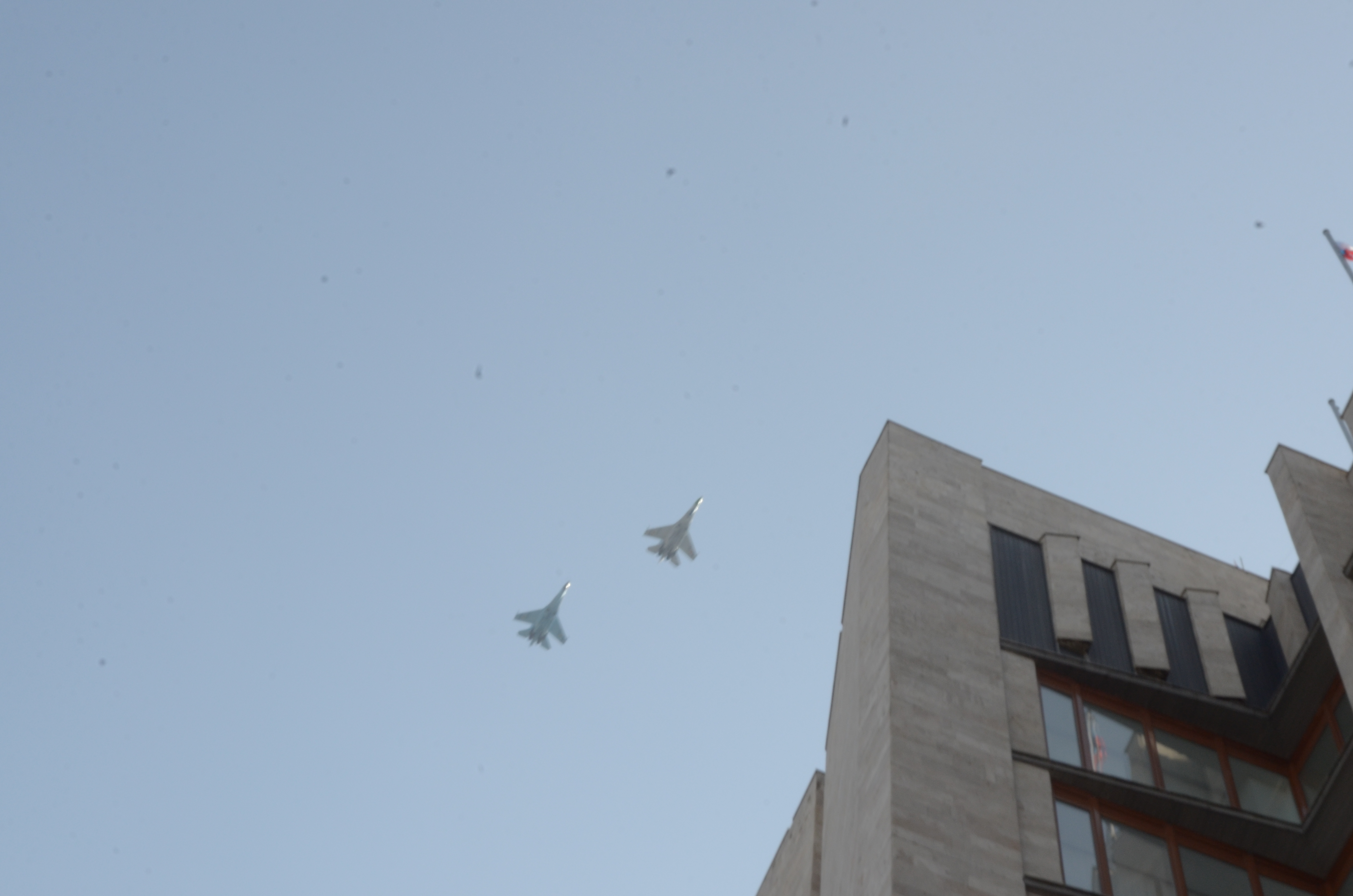
Avions de chasse Soukhoï Su-27 au-dessus de Donetsk, le 7 avril 2014.

Le 6 avril, des militants séparatistes saisissent des armes à feu dans des stations de polices du Service de sécurité d'Ukraine (SBU) à Donetsk et Louhansk puis d'autres villes alentours. À Donetsk, la police laisse entrer les militants. Mais à Louhansk, ces rebelles utilisent la violence avec par exemple des barres de fer. Le 7 avril, ils prennent d'assault les bâtiments gouvernements de Donetsk et Kharkiv et déclarent la création de la « République populaire de Donetsk » et de la « République populaire de Kharkiv ». La « République populaire de Louhansk » est déclarée fin avril. La « République populaire de Kharkiv » dure trois jours. À Kharkiv , les autorités ukrainiennes ont pu faire appel à des troupes d’élites restées loyales réaffectées en provenance de Sloviansk. À Donetsk et Louhansk, Kiev envoie des membres du gouvernement pour négocier, sans succès.
Sans qu’il y ait eu un total effondrement de l’état dans le Donbass en avril, sa faiblesse et le manque de forces de sécurité loyales (certaines soudoyées) ont empêché le rétablissement de l’ordre après la saisie de bâtiments gouvernementaux. Contrairement à Kharkiv, les bâtiments de Donetsk et Louhansk étaient occupés par des rebelles armés grâce aux saisies dans les postes de police. Cela a fait hésiter le nouveau gouvernement entre employer la force et éviter une escalade.
Le 12 avril, un vétéran russe identifié par Kiev comme un agent du renseignement militaire russe (GRU), Igor Guirkine (alias Strelkov), arrive avec un commando de 52 hommes armés à Sloviansk et Kramatorsk. Le lendemain, le gouvernement ukrainien répond en lançant une opération antiterroriste (ATO) dans l'est de l'Ukraine.

Le 14, Vladimir Poutine prononce un discours révisionniste, remettant en cause le territoire ukrainien. Il affirme : « L'Ukraine, c'est la Nouvelle-Russie », reprenant le projet de Nouvelle-Russie imaginé par Pavel Goubarev. Ce projet (en russe : Novorossia) repose sur l'ancienne entité coloniale de Nouvelle Russie conquise par la Russie impériale à l'époque des tsars, située sur le territoire de l'actuelle Ukraine. Ce terme de Nouvelle-Russie, longtemps oublié, revient en tant qu'élément de propagande,.

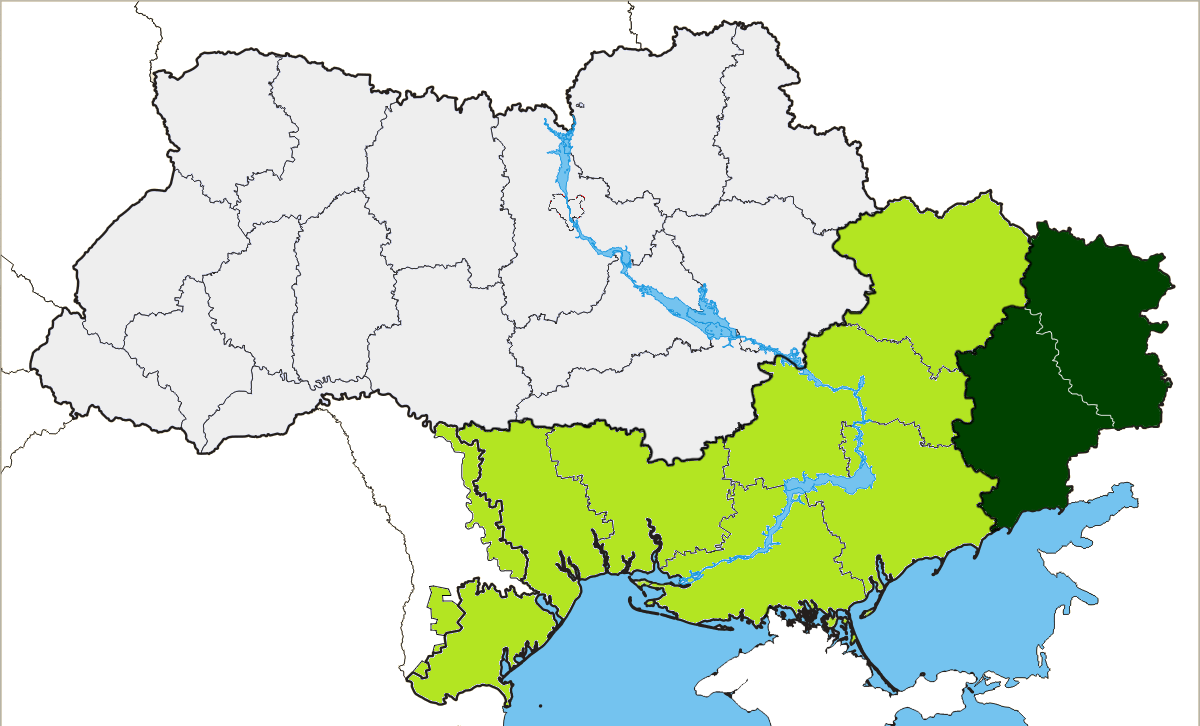
La « Nouvelle-Russie » envisagée en 2014 par Pavel Goubarev et le Parti de la Nouvelle Russie : en vert foncé, les oblasts de Donetsk et Louhansk.
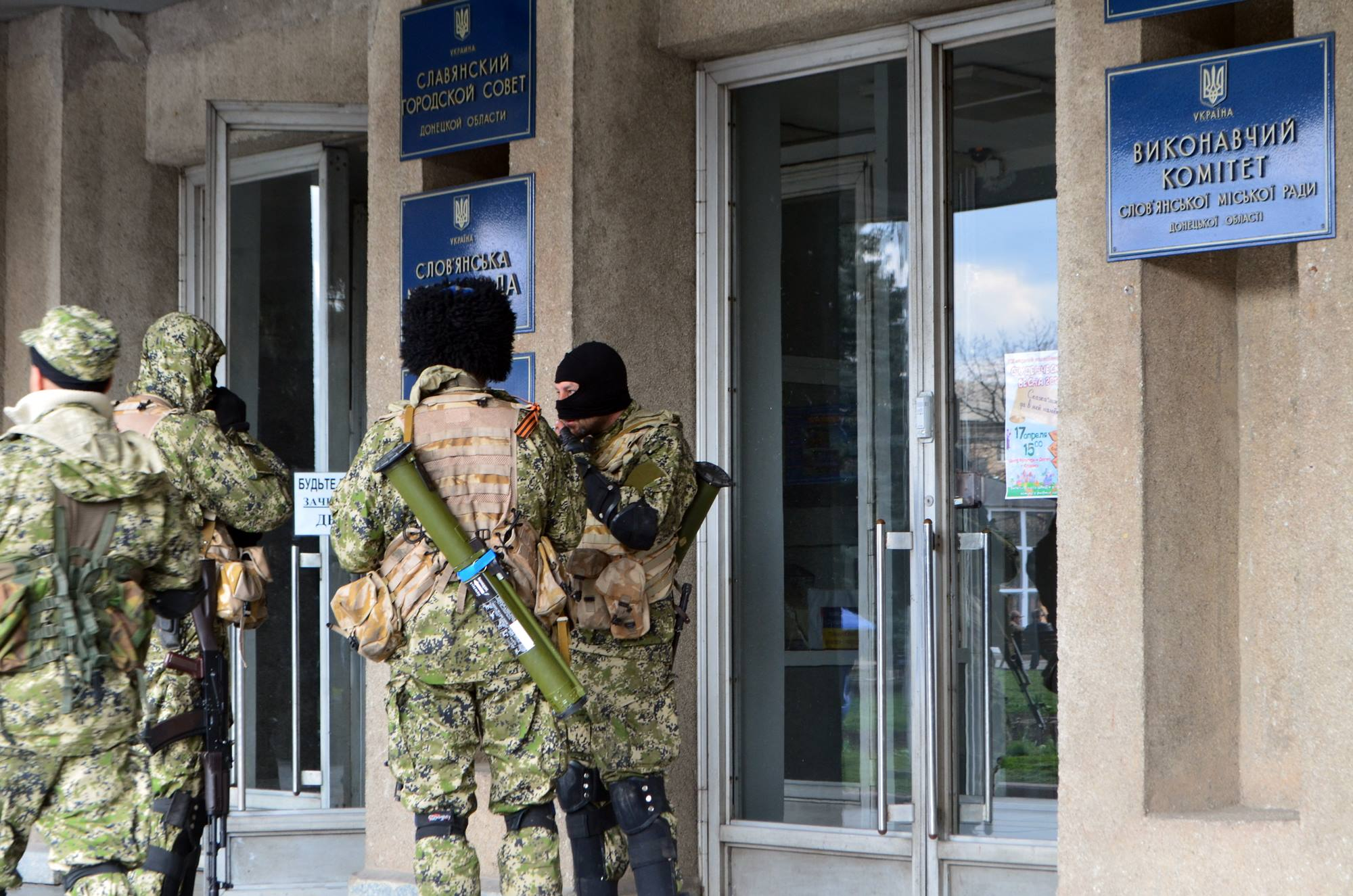
Des hommes armés prorusses gardent le Conseil municipal de Sloviansk, le 14 avril 2014.

Le même jour, lors d'une réunion d'urgence du Conseil de sécurité des Nations unies, l'ambassadeur du Royaume-Uni en Russie annonce, images satellites à l'appui, que 40 000 soldats russes appuyés par des avions, des chars de l'artillerie et de la logistique se seraient massés de l'autre côté de la frontière ukrainienne,. Parallèlement, le navire américain USS Donald Cook aurait été « provoqué » en mer Noire pendant une heure et demie par un Soukhoï Su-24 russe selon le porte-parole du Pentagone, le colonel Steve Warren,. Dans la même journée, la frégate Dupleix de la Marine nationale française entre en mer Noire.

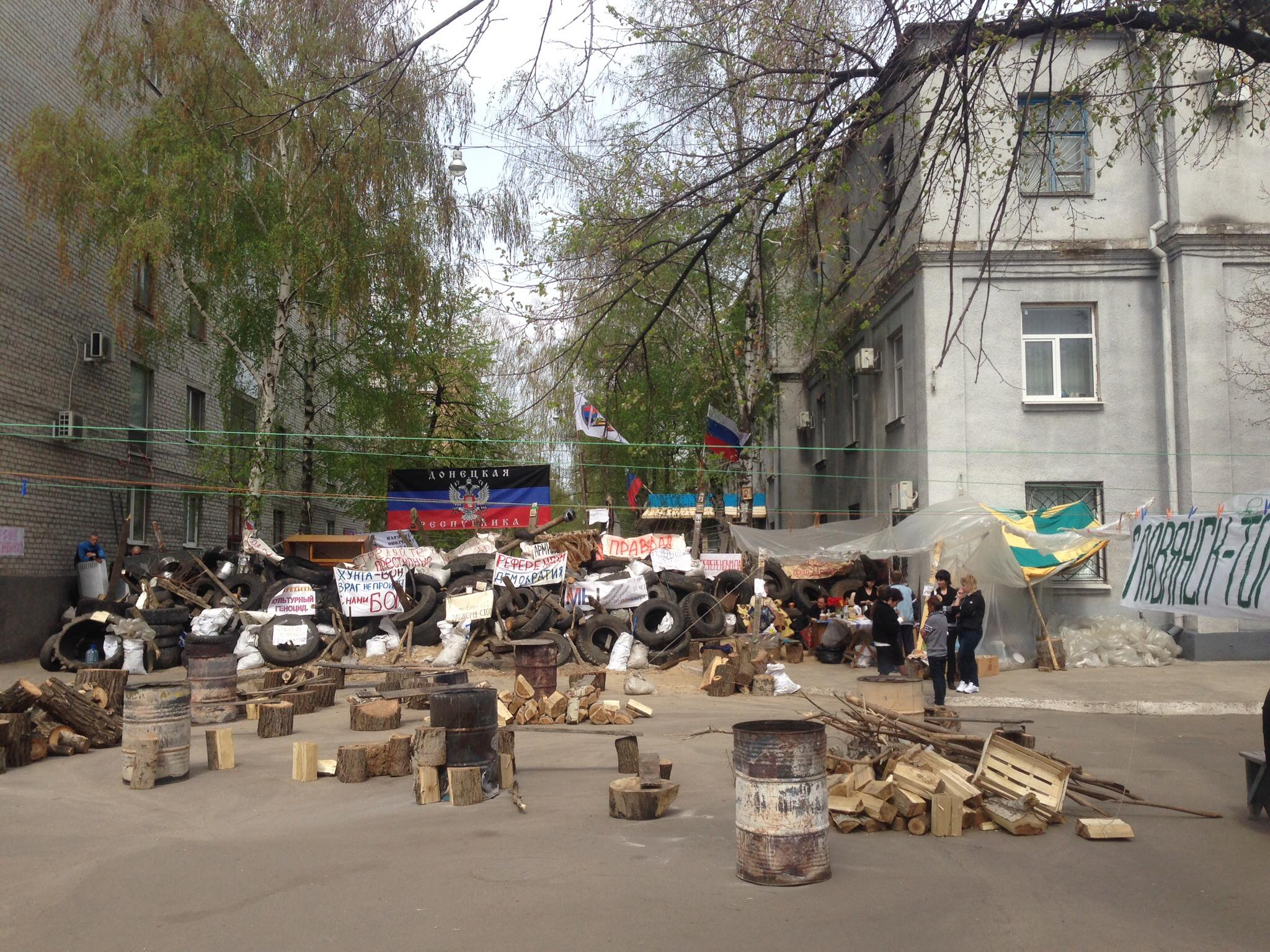
Barricades à Sloviansk (Oblast de Donetsk), le 23 avril 2014.

Le 15, Olexandre Tourtchinov déclare que l'opération antiterroriste contre les séparatistes prorusses a débuté à Donetsk. Les combats font plusieurs morts. Le lendemain, le vice-Premier ministre ukrainien Vitali Yarema affirme que des éléments de la 45e division aéroportée russe ont été repérés près de Sloviansk.
À l'occasion d'une réunion d'urgence à Genève le 17 avril 2014, la Russie, l'Ukraine, les États-Unis et l'Union européenne se mettent d'accord sur le fait que les formations militaires illégales en Ukraine doivent être dissoutes, et que toute personne occupant les bâtiments administratifs doit déposer les armes et les quitter. L'accord ajoute la possibilité d'une amnistie pour tous les manifestants antigouvernementaux. Néanmoins les séparatistes prorusses à Donetsk rejettent l'accord défiant le gouvernement ukrainien et la menace d'une nouvelle entente internationale sur l'Ukraine,,. En cas de non désescalade du conflit, les États-Unis menacent de prendre des « mesures additionnelles » (sanctions) contre la Russie,. Pour leur part, les militants prorusses refusent de quitter les édifices publics dans l'est du pays, ne s'estimant pas liés par l'accord international signé le 17 avril.
Le 28 avril, des hommes armés prennent d'assaut et s'emparent de la mairie et du commissariat de Kostiantynivka selon un mode opératoire similaire à celui qui a abouti à l'occupation des bâtiments de la ville de Sloviansk. Le même jour, le maire de Kharkiv, Hennadiy Kernes, est grièvement blessé par des tirs d'origine inconnue. Enfin, à Donetsk, quelques centaines de partisans de l'unité ukrainienne défilent dans les rues de la ville quand ils sont alors pris à partie et tabassés par des dizaines de prorusses encagoulés et armés de barres de fer et de matraques, pour certains de pistolet, de grenades assourdissantes et de cocktails Molotov. Les centaines de policiers anti-émeute entourant les manifestants pro-Kiev sont dépassées. De nombreux policiers font défection quand certains tentent vaillamment de faire leur travail. Ce sera la dernière manifestation pro-Ukraine dans le Donbass,. Le lendemain, à Louhansk, alors que le siège du SBU était déjà occupé, des manifestants prorusses s'emparent de la préfecture régionale et de l'hôtel de police, les policiers quittant ce dernier désarmés,. Sous le joug des séparatistes, le Donbass devient alors une zone de non-droit.
Le 2 mai, des ultras de football dont des éléments de la droite radicale paradent en faveur de l'unité ukrainienne à Odessa. Une milice d'"auto-défense" pro-russe avait installé un campement devant la maison des syndicats. Une confrontation a lieu et un de ces militants armé tire sur un pro-Maïdan, le tuant. Dans une mêlée qui s'ensuit, un autre pro-Maïdan et quatre pro-russes meurent. Les pro-russes sont repoussés vers leur campement, se retranchent dans la maison des syndicats et tirent sur les pro-Maïdan depuis le toit. Des échangent de jets de cocktail molotov ont lieu de part et d'autre. Le bâtiment prend feu et 48 militants pro-russes meurent. La propagande russe s'empare de cet évènement qu'elle qualifie de massacre, et convainc de nombreux russes (et en moindre proportion des ukrainiens pro-russes) à se porter volontaire pour combattre l'armée de Kyïv.
Le 11 mai, les républiques populaires de Donetsk et de Lougansk proclamées les 7 avril et 27 avril 2014 organisent un référendum d'autodétermination. Celui-ci est jugé illégal par la grande majorité des pays occidentaux, comme pour le référendum en Crimée. Il n'y a en effet aucun contrôle indépendant, les journalistes sont interdits par les forces prorusses. il n'y a pas d'enregistrement officiel, ce qui permettait de voter plusieurs fois et il n'y a pas d'isoloirs,. Le "pour" l'emporte avec environ 89,07 % dans l'oblast de Donetsk et 96,0 % dans l'oblast de Louhansk d'après les séparatistes prorusses. Dès le lendemain, le chef de l'entité séparatiste, Denis Pouchiline, et les dirigeants de la nouvelle « république de Donetsk » demandent le rattachement de la RPD à la Russie.

### Contre offensive de l'armée ukrainienne en mai-juin

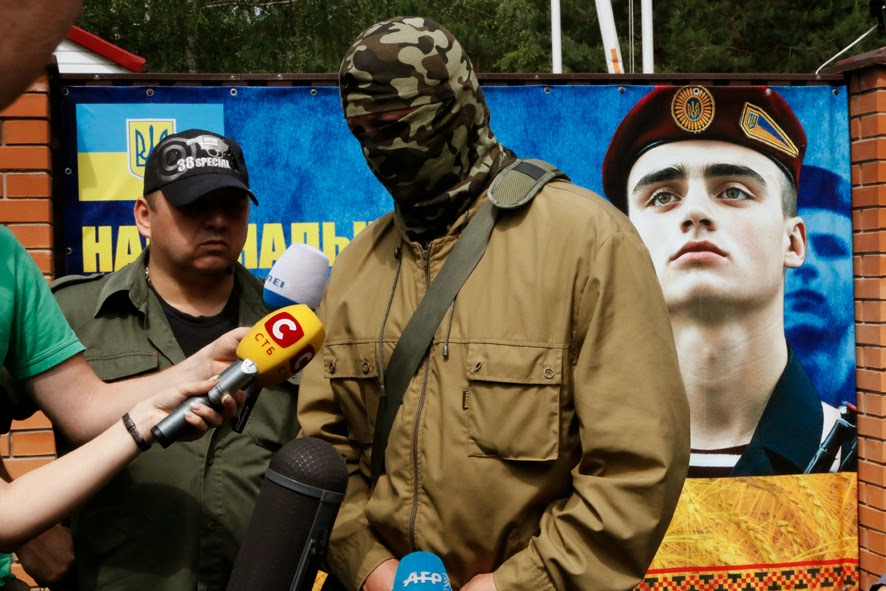
Le 2 juin 2014,, chef du Bataillon Donbass (loyalistes) donne une interview après que l'armée régulière a lancé une vaste opération dans le nord de Donetsk.

Le 9 mai, Jour de la Victoire sur l'Allemagne nazie, un assaut des Forces armées ukrainiennes contre les forces prorusses à Marioupol entraîne la mort de 20 rebelles armés prorusses.
Le 13 mai, le gouverneur de la RPL, Valéri Bolotov est blessé dans un attentat au pistolet-mitrailleur. Capturé par les forces gouvernementales, il est libéré le 17 mai par des hommes de la RPL.
Le 12 juin, selon un responsable ukrainien, 3 chars et d'autres véhicules blindés russes auraient franchi la frontière, déclaration rejetée par le ministère des Affaires étrangères russe,.
Le 13 juin, Marioupol est reprise aux séparatistes, après des combats menés par les forces gouvernementales, le bataillon Azov, le bataillon Donbass, et le bataillon Ukraine notamment armés d'engins blindés et de lance-roquettes.

D'abord mis à mal par la supériorité aérienne de l'armée ukrainienne, les séparatistes effectuent ensuite une contre-attaque aérienne grâce à l'assistance de forces de sécurité russes. Ils abattent ainsi 5 hélicoptères entre mai et juin. Le 14 juin, un avion de transport de troupes Iliouchine Il-76 de l'armée régulière est abattu par les insurgés à l'aéroport de Louhansk, faisant 49 morts. Cette contre-attaque aérienne porte un lourd coup à l'avancée ukrainienne et contribue à inverser la dynamique en faveur des insurgés.

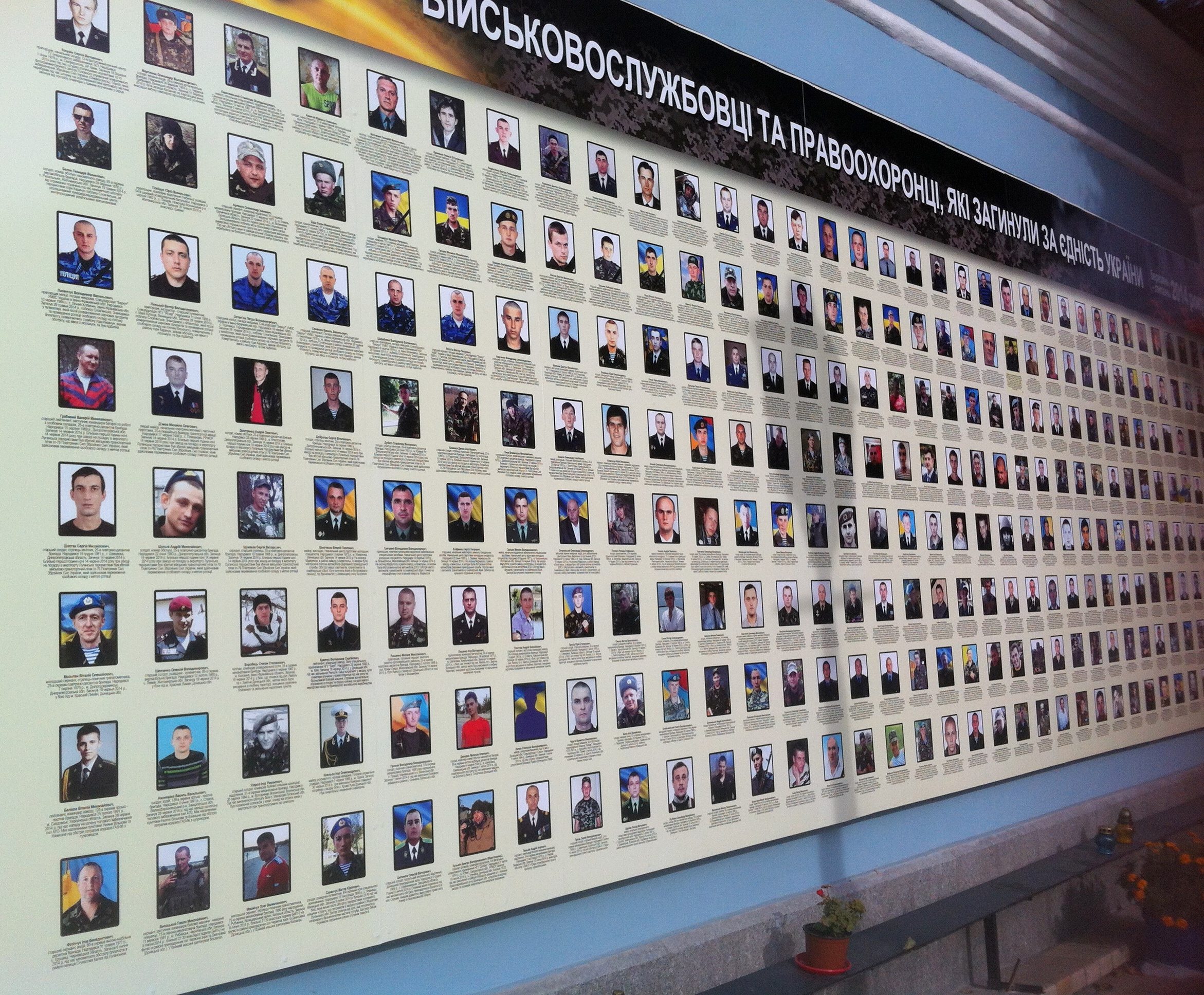
Mur de photos en hommage aux militaires et policiers ukrainiens tués en fonction entre mars et juillet 2014 « pour l'unité de l'Ukraine ». Près de Mihajlovski Sobor, Kyïv, 2015.

### Un bref cessez-le-feu

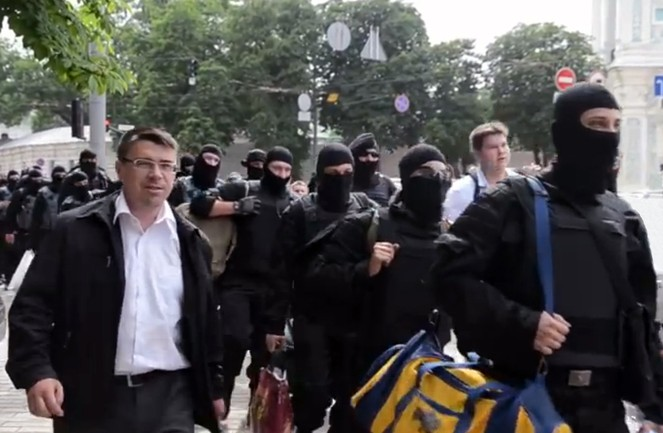
En juin 2014, Oleh Odnoroshenko (à gauche) commandant du Bataillon Azov (loyaliste ukrainien) protégé par certains de ses hommes, marche dans une rue de Kyïv.

Le 20 juin 2014, dans un discourTs télévisé, le président ukrainien Porochenko propose un cessez-le-feu en cas de désarmement des opposants. Ce que Moscou qualifie de nouvel ultimatum.
Porochenko déclenche alors une trêve d'une semaine dans son opération militaire de retour à l'ordre dans le sud-est du pays. Mais après l'annonce de Porochenko, des manifestations ont lieu à Donetsk contre l'« opération antiterroriste » du gouvernement ukrainien. Car dans la réalité des faits, des actions militaires sporadiques perdurent de part et d'autre. Et elles vont rapidement s’accentuer.
Le 30 juin 2014, Porochenko accuse les prorusses d'avoir enfreint à plusieurs reprises le cessez-le-feu, « tuant 28 soldats ukrainiens », et annonce de fait la fin du cessez-le-feu.
Les pourparlers entre ministres des Affaires étrangères allemand, français, russe et ukrainien se poursuivent toutefois avec notamment des négociations prévues à Berlin le 2 juillet 2014, et ce même si Moscou reproche aux États-Unis d'avoir poussé le gouvernement ukrainien à reprendre l'opération antiterroriste.

### Reprises des combats au début de juillet

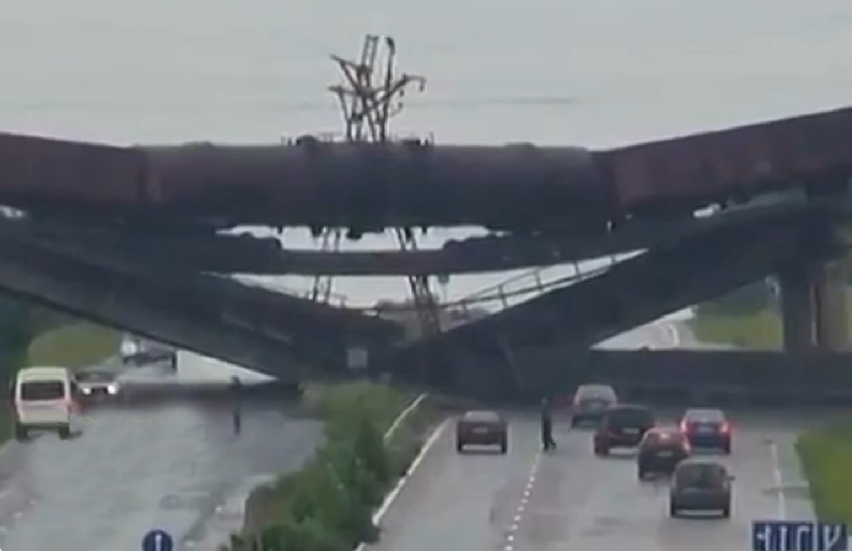
Pont autoroutier détruit dans le Donbass à la mi-juillet 2014.

Le 5 juillet, Sloviansk et Kramatorsk sont reprises par l'armée ukrainienne. Denis Pouchiline, un des principaux leaders prorusses dit ne plus se sentir soutenu par la Russie : « On nous a donné de l'espoir et on nous a abandonnés. Elles étaient belles les paroles de Poutine sur la défense du peuple russe, de la Nouvelle Russie. Mais ce n'étaient que des paroles. ». Le 10 juillet, la ville de Siversk est prise par l'armée ukrainienne, tandis que Donetsk se prépare à un siège. Selon les sources du ministère de l'Intérieur ukrainien, le bilan de la guerre est alors de 478 morts.
Le 11 juillet, une frappe de missiles sur Zelenopillia fait trente sept morts et plus de cent blessés parmi les soldats ukrainiens,,. Le lendemain, alors que l'armée ukrainienne est aux portes de Donetsk, 70 000 habitants fuient la ville.

### Destruction du vol MH17
Le 17 juillet 2014, un avion civil Boeing 777 de la compagnie Malaysia Airlines assurant la liaison entre Amsterdam et Kuala Lumpur, est abattu dans la zone de conflit tenue par les séparatistes de la RPD dans l'oblast de Donetsk. Les 298 passagers, dont 192 Néerlandais, sont tués. L'avion a été abattu par un système anti-aérien sol-air de type Bouk appartenant à la Russie. Une investigation est menée par une commission d'enquête internationale. Trois russes, dont Igor Guirkine, sont jugés par contumace et condamnés à perpétuité par la Cour de Justice néerlandaise de La Haye le 17 novembre 2022 pour avoir joué un rôle clé dans l'acheminement et l'utilisation du Bouk.

Route de l'avion jusqu'en périphérie de Donetsk.
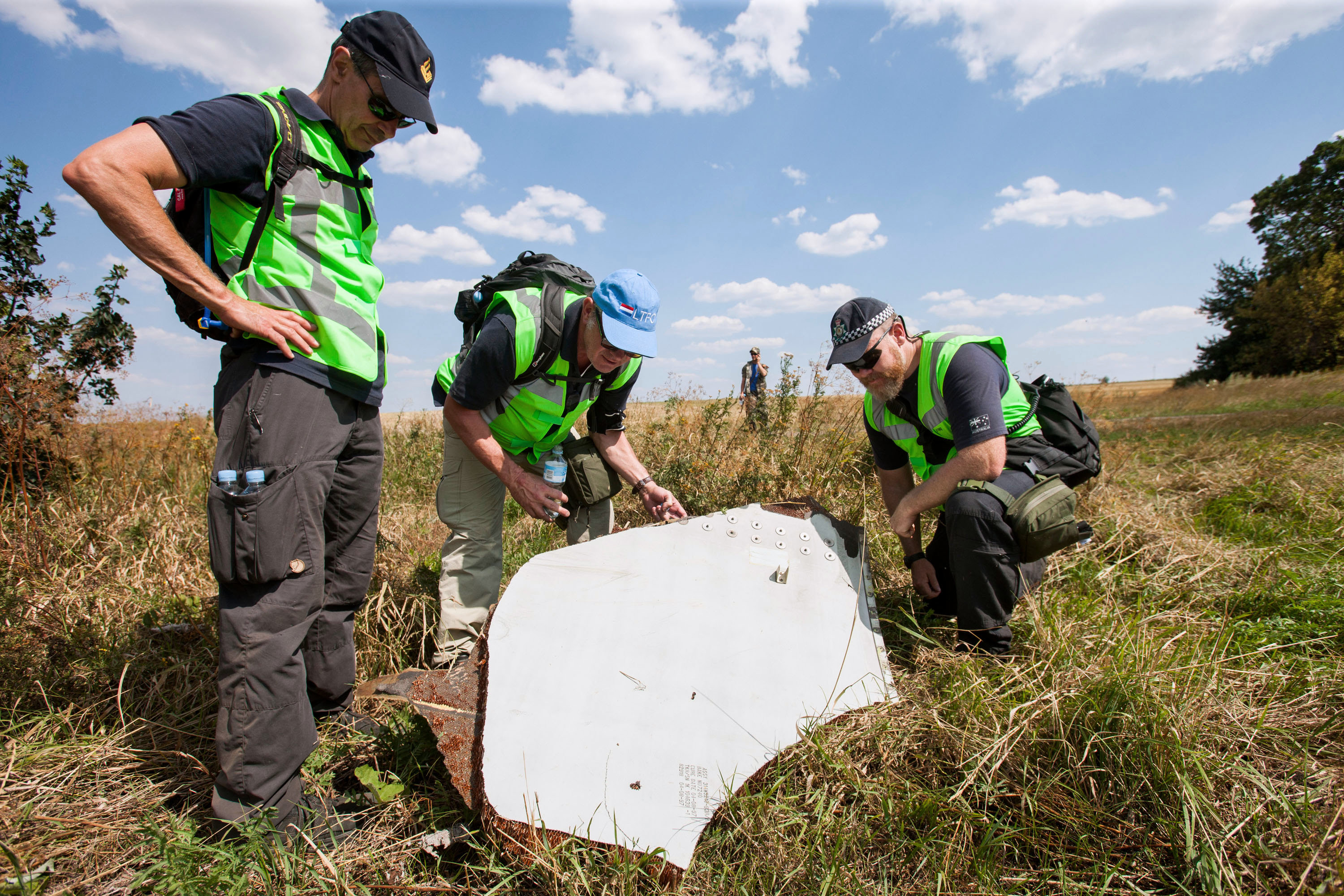
Un enquêteur examine un débris le 3 août.

Bien que le Boeing ait probablement été confondu avec un avion militaire ukrainien par les auteurs du tir, le cynisme de la Russie qui nie les faits, et l'obstruction à l'enquête par les séparatistes choque en occident. Cet évènement gêne ceux qui se voulaient conciliants avec la Russie. Une nouvelle série de sanctions occidentales est votée. Elle touche alors pour la première fois directement la Russie, dont des proches de Poutine et des secteurs clés de l'économie russe.

### Nouvelle avancée de l'armée ukrainienne à la fin de juillet

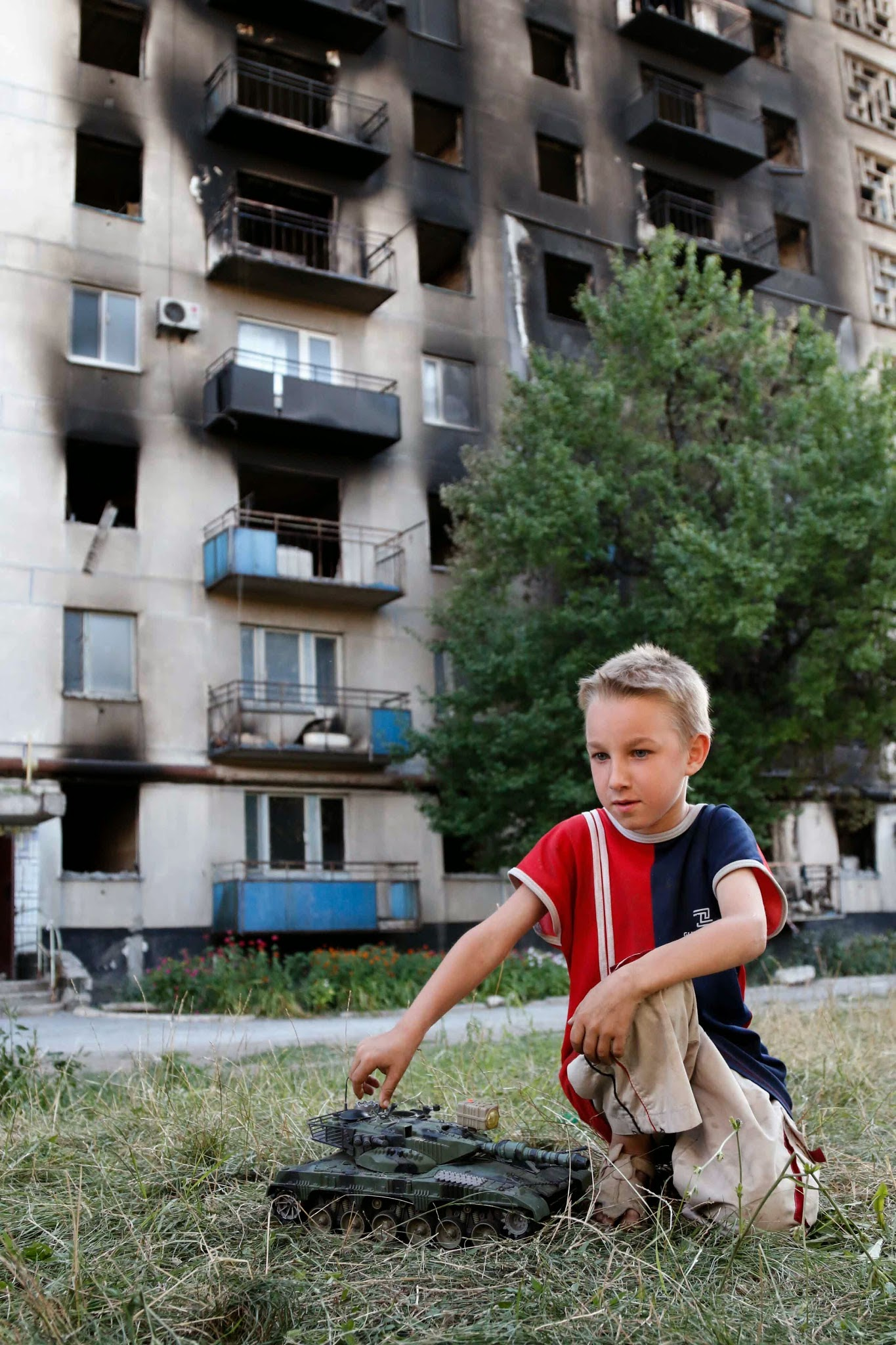
Immeuble détruit le 28 juillet à Lyssytchansk (Oblast de Louhansk), dans le Donbass.

Le 24 juillet 2014, la ville de Lyssytchansk, située à 90 km au nord-ouest de Louhansk, après avoir été le théâtre de violents combats, est finalement reprise par l'armée ukrainienne,.

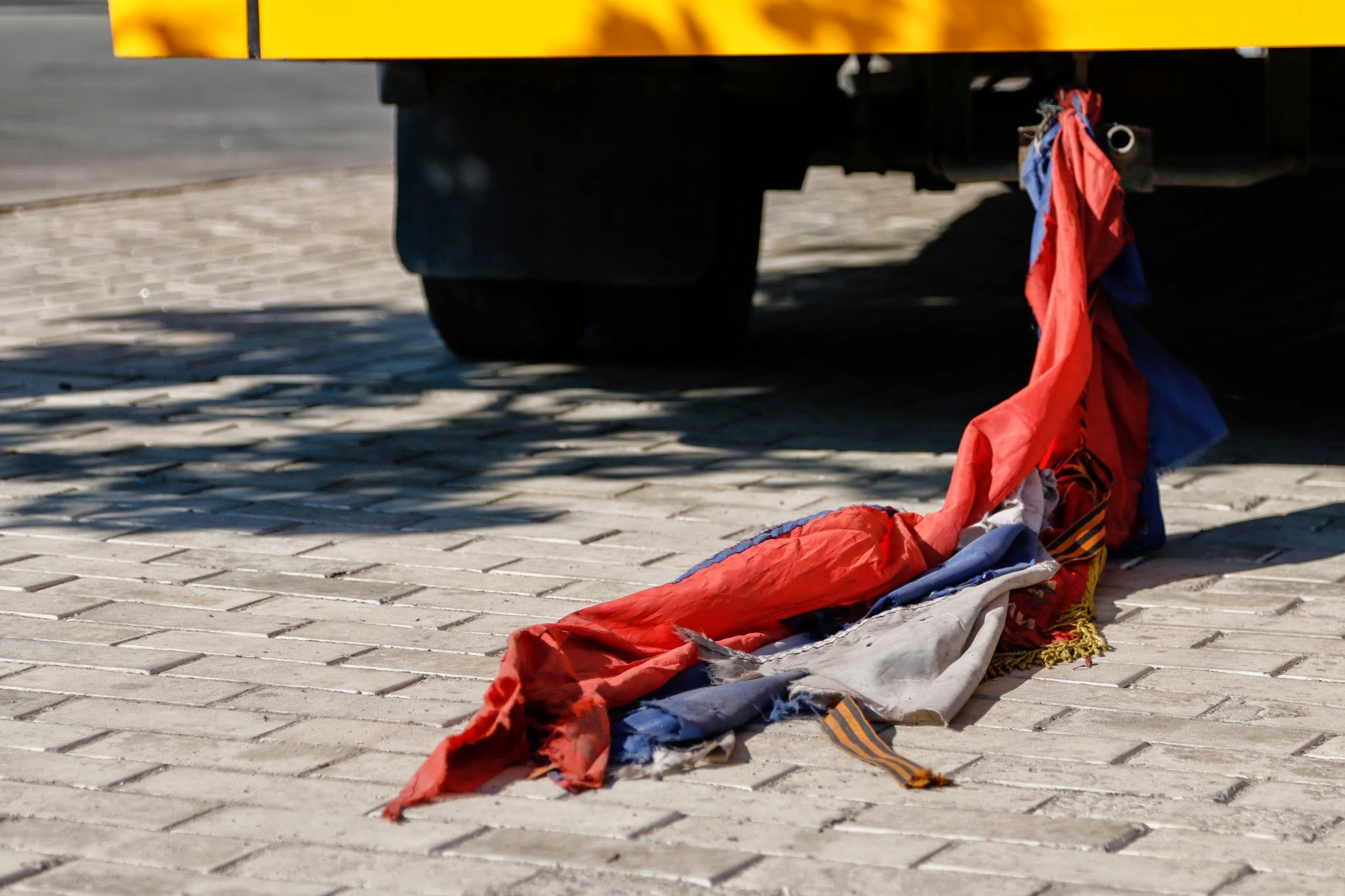
Drapeau russe et ruban de Saint-Georges profanés après la victoire ukrainienne à Lyssytchansk.

Le 23 juillet, l'OSCE procède au déploiement d'une mission d'observation aux postes-frontières de Donetsk et Goukovo, à la frontière entre la Russie et l'Ukraine, qui a été prévu lors de la déclaration conjointe des ministres des affaires étrangères de l'Ukraine, de la Russie, de l'Allemagne et de la France (le 2 juillet, à Berlin). La durée initiale de la mission des 16 observateurs est de trois mois.

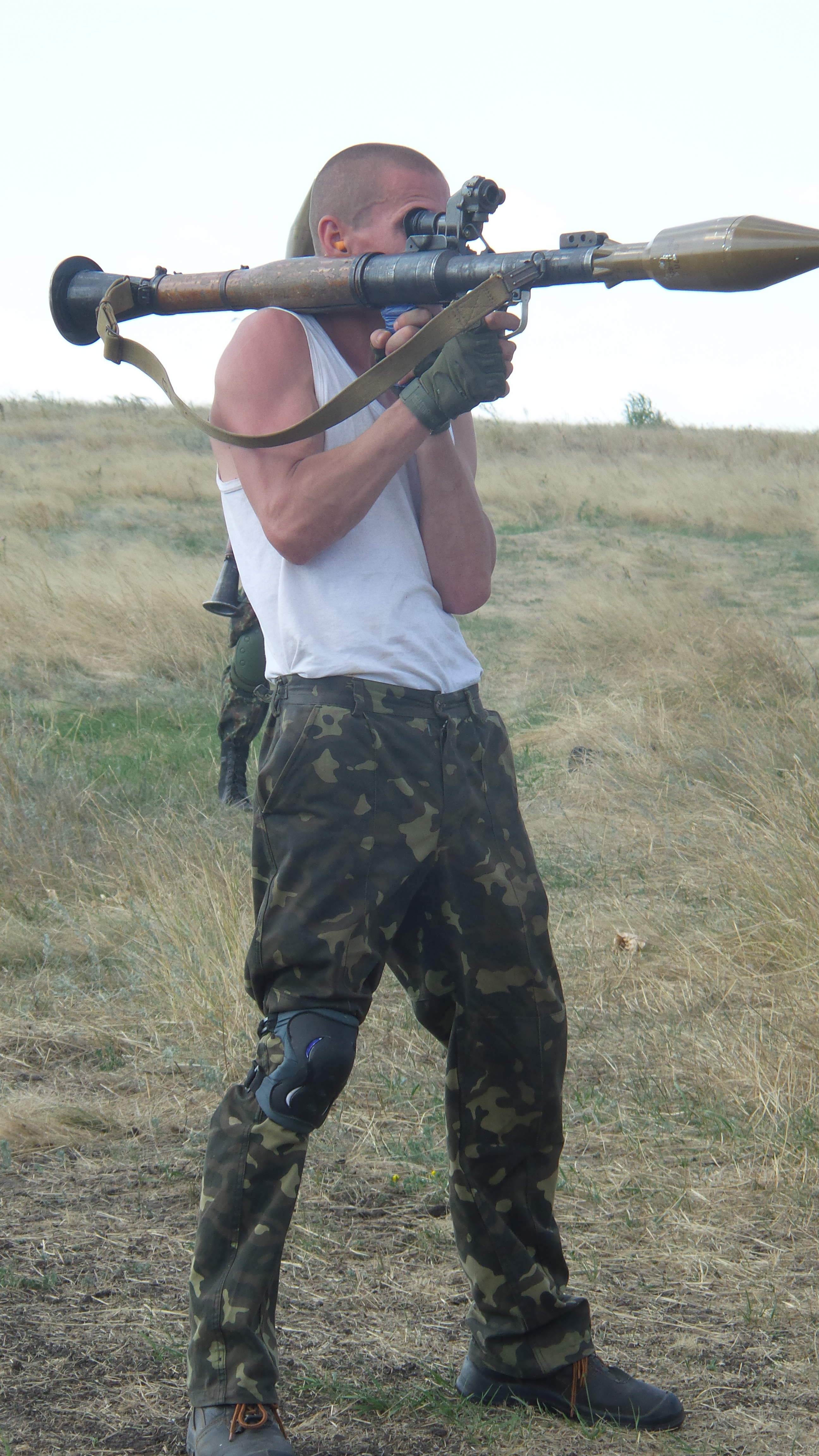
Membre du Bataillon Aidar (loyaliste), pendant l'été 2014 dans la région de Louhansk

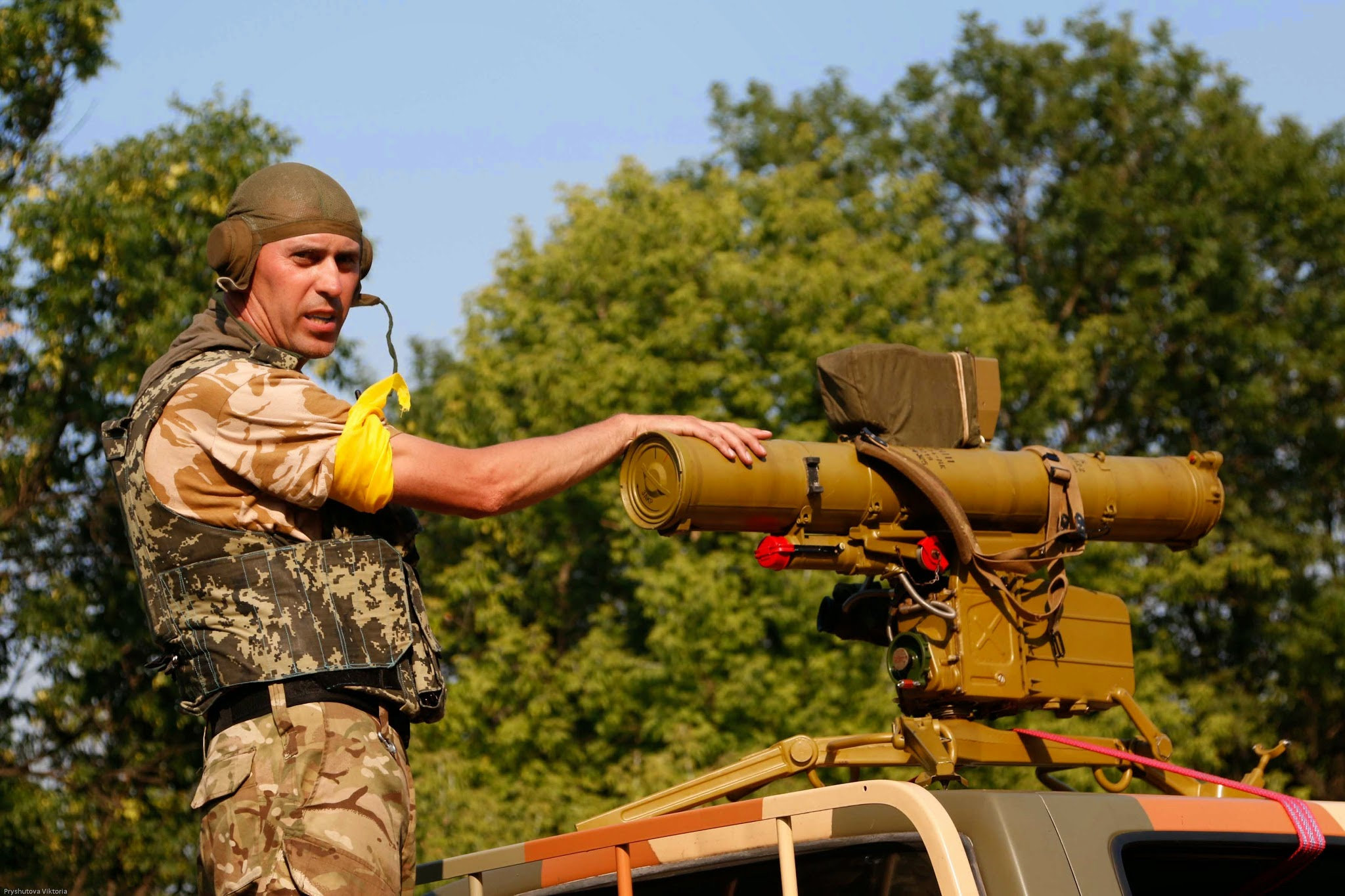
Membre du bataillon Donbass avec 9K111 Fagot, 2014.

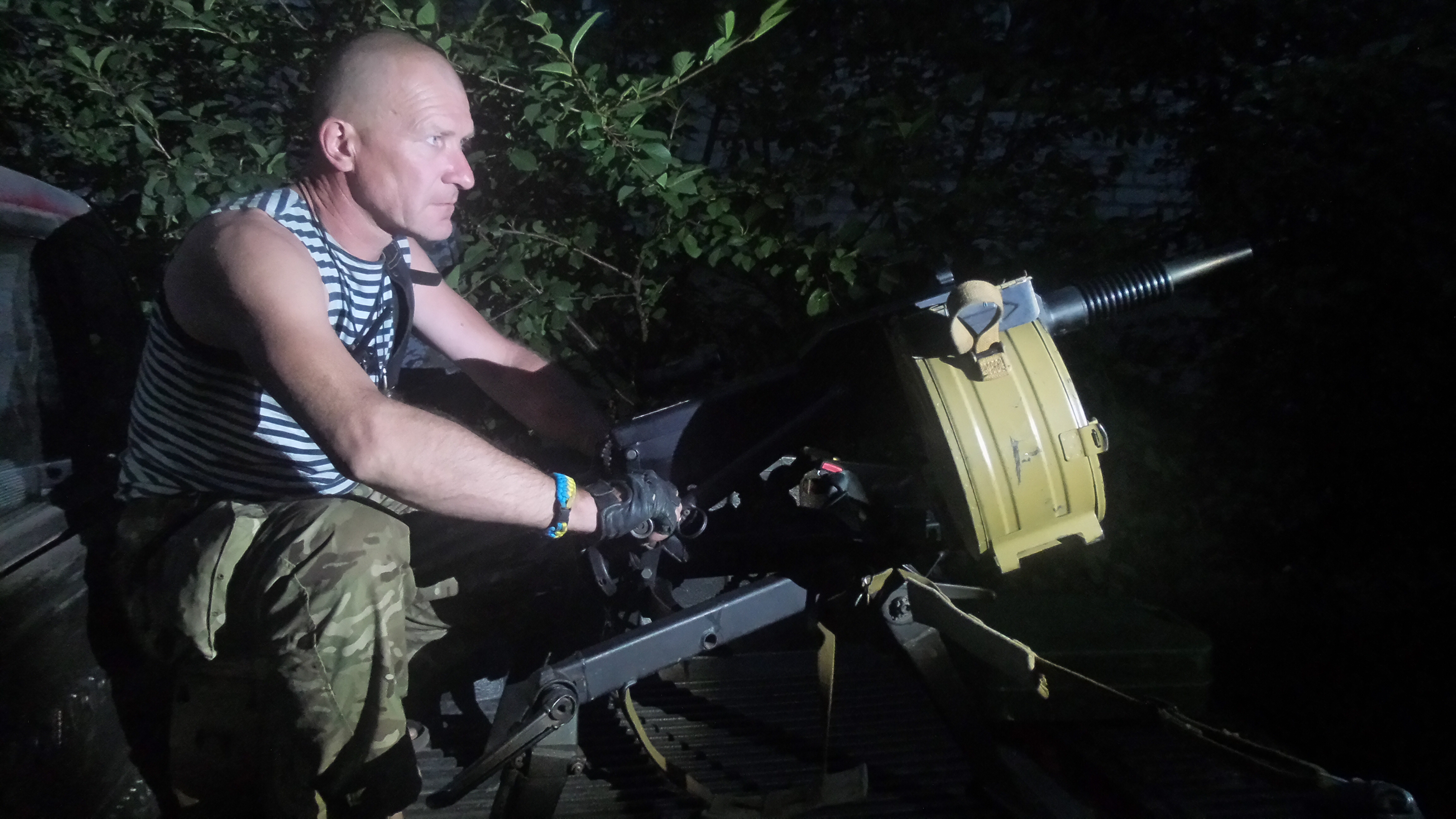
Membre du bataillon Donbass à Popasna.

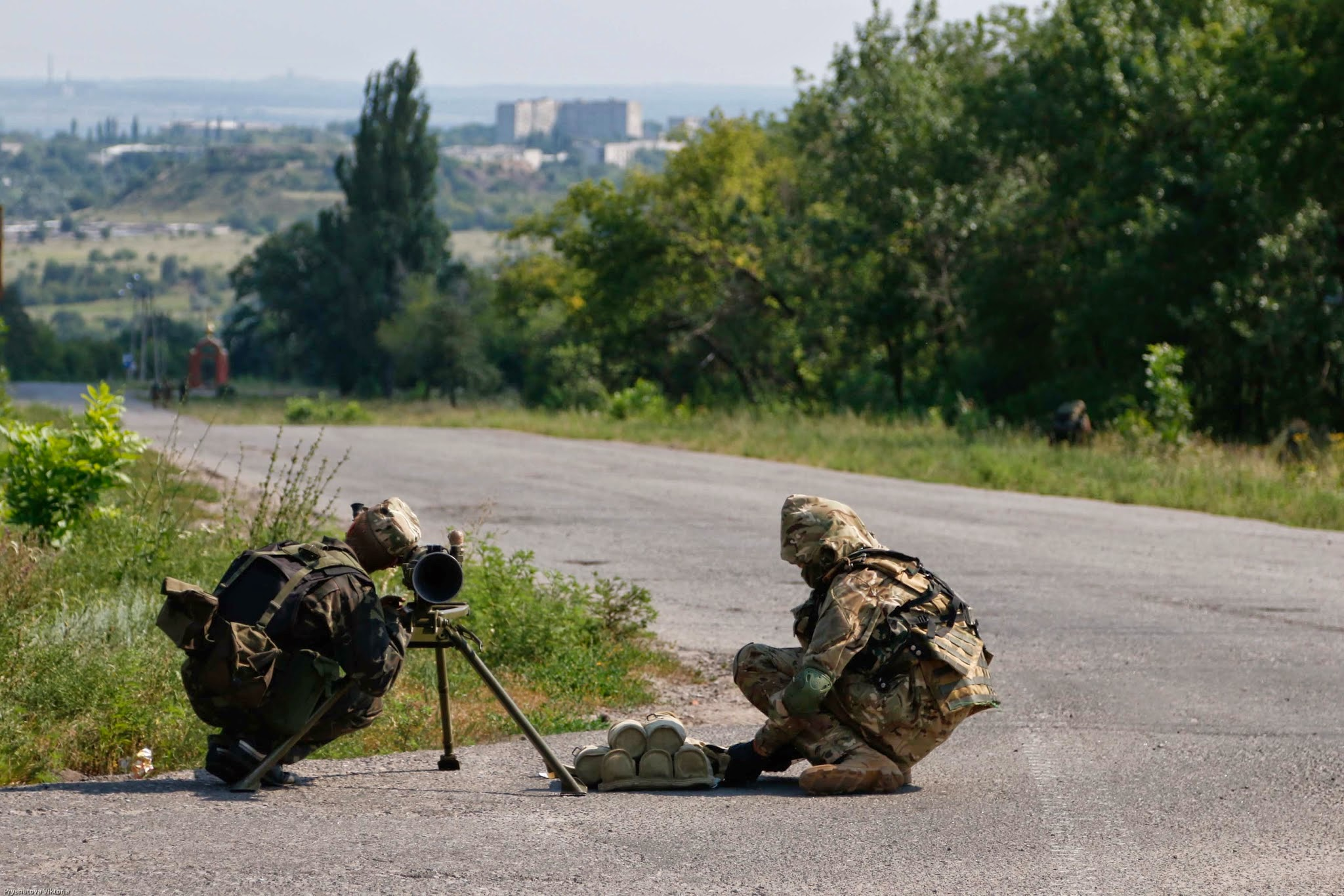
Membre du bataillon Donbass à Pervomaïsk en 2014.

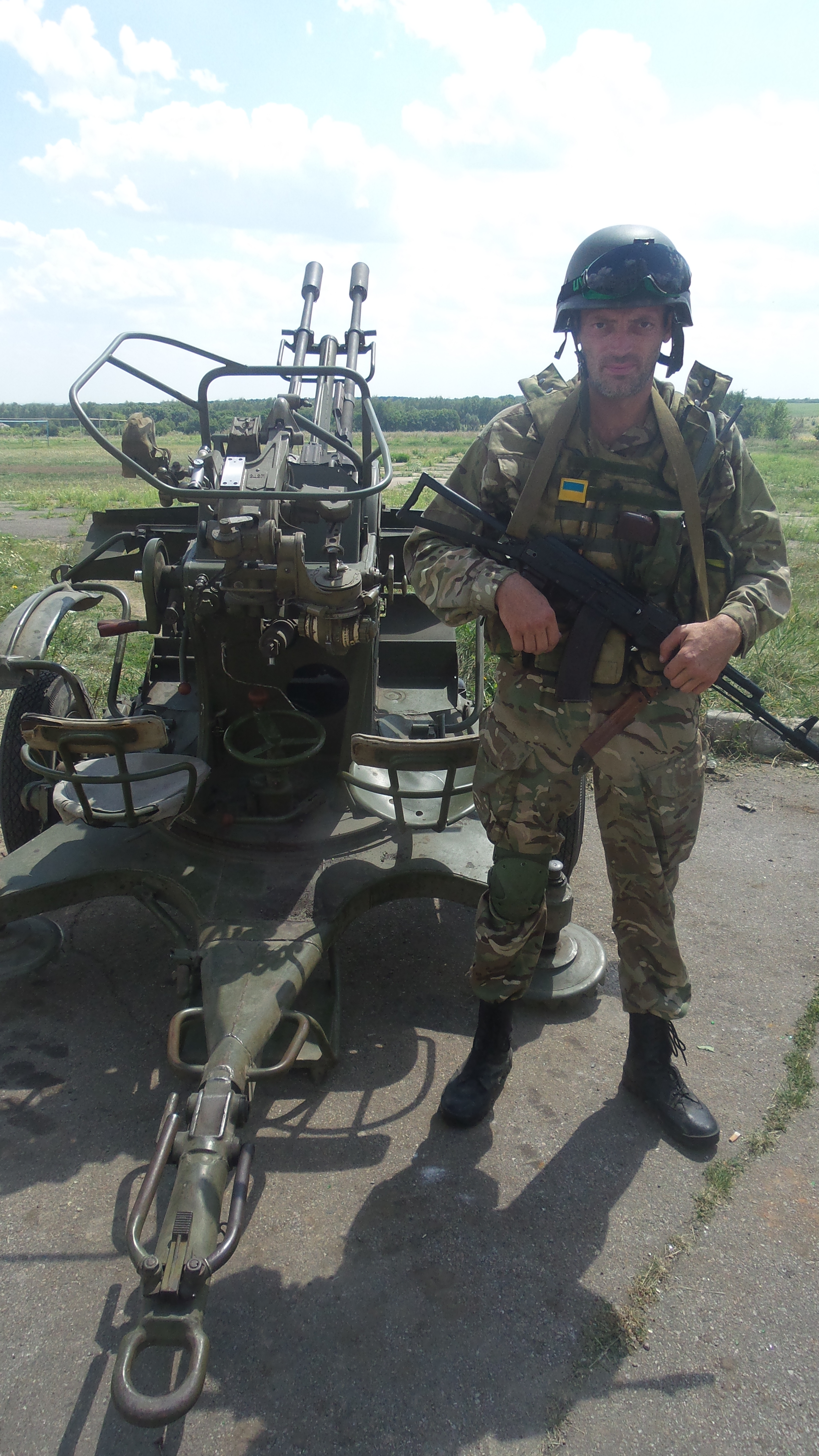
Membre du bataillon Donbass à Popasna, 2014.

Le 27 juillet, les insurgés prorusses annoncent avoir perdu le contrôle d'une partie de la zone du crash du MH17 face à la progression des forces ukrainiennes, lesquelles ont annoncé être entrées dans plusieurs villes à proximité.
Les combats et bombardements continuent de faire des victimes civiles et militaires. Le 29 juillet, le média américain CNN fait état de tirs de missiles balistiques SS-21 par les forces armées ukrainiennes sur des territoires contrôlés par les séparatistes, citant le renseignement américain. Les lieux de départ et d'arrivée des tirs ne sont cependant pas précisément connus.
Le 30 juillet, les forces ukrainiennes reprennent le contrôle de la ville stratégique d'Avdiïvka située près de l'aéroport, à 17 kilomètres au nord de Donetsk. Le lendemain, les opérations militaires sont suspendues afin de permettre aux experts internationaux d'examiner le site du crash du MH17, situé dans le raïon de Chakhtarsk, où les combats les plus violents ont eu lieu les jours précédents. Les experts sont escortés sur le site par les forces armées ukrainiennes. Pendant ce temps, des pourparlers entre les séparatistes, la Russie, l'Ukraine et l'OSCE ont lieu en Biélorussie à Minsk.
Le 31 juillet et le 1er août, la mission de l'OSCE déclare que plusieurs groupes de 10 à 12 hommes en tenue de combat ont traversé la frontière entre l'Ukraine et la Russie dans les deux sens. Dans certains cas, les hommes traversant la frontière en direction de la Russie étaient blessés et, à deux occasions, ils portaient des insignes de la RPL.
Dans les nuits du 2 au 3, puis du 3 au 4 août, respectivement, 12 puis 437 militaires de l'armée régulière ukrainienne demandent l'assistance de la mission pour traverser la frontière afin de pouvoir la rejoindre en un autre point sûr. Par ailleurs, cette même mission fait état de combats autour du poste-frontière de Goukovo et rapporte que deux obus ont traversé la frontière ukrainienne pour atterrir en Russie.
Le même jour, après d'intenses combats, l'armée régulière reprend la ville de Yassynouvata et, d'après Reuters, appelle les civils à fuir les zones contrôlées par les séparatistes pro-russes qui « pillent la population locale, procèdent à des enlèvements, s'emparent de bâtiments et de véhicules privés » selon un porte-parole militaire ukrainien. À Donetsk, l'état-major ukrainien a demandé aux séparatistes de respecter des cessez-le-feu autour de certaines artères pour permettre le départ des civils. Le lendemain, selon l'AFP, alors que les forces armées ukrainiennes se retirent de la ville de Yassynouvata après l'avoir prise la veille, les combats se poursuivent dans un quartier à l'ouest de Donetsk (district de Petrovski) et à Marïnka,.
Le 7 août, le chef séparatiste prorusse Alexandre Borodaï, ex-Premier ministre de la RPD démissionne.
L'intervention de troupes russes est alors très fortement suspectée par l'OTAN (qui affirme que 20 000 soldats russes sont massés à la frontière de l'Ukraine) et les observateurs de plusieurs pays occidentaux,,,.
Après la prise de Khroustalny par les forces loyalistes, le nouveau premier ministre séparatiste de la RPD Alexandre Zakhartchenko affirme dans la soirée du 9 août que « le groupe de combattants Donetsk-Horlivka de la Nouvelle Russie est entièrement encerclé » et que ses troupes sont prêtes à accepter un cessez-le-feu dans le but d'éviter une catastrophe humanitaire,. Le Comité international de la Croix-Rouge (CICR) affirme le 9 août qu'il renforcera son aide à la population et qu'il augmentera ses effectifs présents dans le Donbass avec l'appui de l'OSCE,.
Le 14 août, selon Reuters, les séparatistes pro-russes signalent d'intenses bombardements dans la périphérie de Donetsk. D'après un de leurs sites internet, les forces ukrainiennes ont bombardé le faubourg Leninski et plusieurs quartiers de Donetsk. Peu de temps après ces bombardements, Valéri Bolotov, chef des séparatistes pro-russes de la région de Louhansk, dans l'est de l'Ukraine, démissionne pour des raisons inconnues,.
Le 17 août se tient à Berlin une réunion quadripartite réunissant les ministres des Affaires étrangères russe, ukrainien, allemand et français.

### Des convois humanitaires russes controversés
La Russie a utilisé des convois humanitaires dans le cadre de sa propagande,. Le 9 août, le chef de la diplomatie russe Sergueï Lavrov fait pression pour l'envoi d'une mission humanitaire à Louhansk. Dans un communiqué, le président ukrainien Porochenko indique être prêt à accepter une mission humanitaire à condition que l'aide vienne sans accompagnement militaire, qu'elle transite par un poste frontalier sous contrôle ukrainien et qu'elle ait un caractère international,.
Le 11 août 2014, la fédération de Russie décide d'envoyer un convoi d'aide humanitaire à destination de Louhansk, l'opération devant être menée en collaboration avec le CICR. Mais le CICR refuse de donner son accord car la Russie ne donne pas certains détails nécessaires. Cette opération est accueillie avec méfiance par les pays occidentaux qui craignent que ce convoi ne soit qu'un prétexte pour intervenir militairement en Ukraine. Les États-Unis s'y opposent formellement. Le ministre de l'Intérieur ukrainien écrit sur son profil Facebook qu'« aucun convoi de Poutine ne serait autorisé en Ukraine », qualifiant l'initiative du Kremlin de « provocation inacceptable de la part d'un agresseur cynique. ».
Le convoi tel qu'il est inspecté comporte 2 000 tonnes de vivres dont 400 tonnes de céréales, 100 tonnes de sucre, 54 tonnes de médicaments et de produits de soins et 69 générateurs électriques.
Le 14 août, le gouvernement ukrainien annonce l'envoi de son propre convoi d'aide humanitaire dans l'Est du pays. Ce dernier, composé de 15 camions transportant 240 tonnes de produits de première nécessité, doit partir des villes de Kiev, Dnipro et Kharkiv avant d'être pris en charge par le CICR à Starobilsk. Le 15 août dans la matinée, ce convoi arrive à Louhansk.
Le lendemain, le convoi humanitaire russe est toujours bloqué à une vingtaine de kilomètres de la frontière russo-ukrainienne, Pascal Cuttat, responsable CICR en Russie annonce que Kiev et Moscou « se sont mis d'accord sur la façon de procéder à l'inspection du convoi ». Il est convenu que le convoi soit inspecté par le CICR et franchisse le point de passage d'Izvarino par groupe de trente camions.
Mais le 22 août, dix jours après la décision de son envoi, 90 camions du convoi humanitaire russe forcent le passage et pénètrent en Ukraine, alors que le gouvernement ukrainien et le CICR n'ont toujours pas donné leur accord. L'OTAN condamne alors cet agissement de la Russie. L'Europe dénonce une claire violation de la frontière par la Russie et salue la retenue des autorités ukrainiennes qui n'ont pas répliqué par la force. Les États-Unis appellent alors la Russie à retirer le convoi humanitaire entré en Ukraine sans autorisation.

## Guerre ouverte de la Russie

### Contre-offensive séparatiste à la fin d'août
Dans la dernière semaine d'août 2014, une vaste contre-attaque des insurgés met fin à l'étau de l'armée ukrainienne autour de Donetsk et Louhansk,. La nouvelle offensive des insurgés pro-russes intègre l'ouverture d'un nouveau front en direction de la mer d'Azov et de la ville portuaire de Marioupol. Elle déstabilise fortement les militaires ukrainiens.
Le 21 août, les insurgés reprennent les hauteurs de Savur-Mohyla (ou Saour-Moguila), stratégiques pour la route de Donetsk. Sur ces hauteurs, l’obélisque du mémorial d'une bataille de la Seconde Guerre mondiale est détruite par des tirs d’artillerie.

### Intervention russe
Le 21 août 2014, Andriï Lyssenko, porte-parole militaire ukrainien déclare que des militaires russes ont été observés en Ukraine. « Le personnel et les véhicules appartiennent à l'unité militaire 74268 de la première compagnie de parachutistes des forces aéroportées de Pskov », dans le nord-ouest de la Russie. S'y trouvent notamment la sacoche d'officier d'un commandant de peloton. Igor Konachenkov, porte-parole du ministère russe de la Défense, rétorque que « les documents militaires (...) trouvés dans ces blindés sont d'anciens formulaires qui ne sont plus utilisés (valables) depuis à peu près cinq ans ».
Le 25 août, après une conversation téléphonique avec Porochenko, la présidence du Conseil de l'Union européenne indique qu'il exprime une vive préoccupation à propos de la violation de la frontière ukrainienne par des véhicules blindés russes et par l'intention de la Russie d'envoyer une nouvelle fois un soi-disant convoi humanitaire en Ukraine. Ce 25 août, le SBU annonce dans un communiqué que des parachutistes russes ont été arrêtés 20 km à l'intérieur du territoire ukrainien avec des documents d'identité et des armes. Le gouvernement ukrainien diffuse des témoignages vidéo des parachutistes russes capturés, ce qui constitue une première preuve matérielle de la participation des forces russes dans les combats.
Le 26 août, selon Moscou, ces soldats se seraient « égarés » lors d’une patrouille le long de la frontière. Le ministère russe de la Défense reconnait qu'un groupe de soldats russes a traversé la frontière (c'est la première fois que la Russie admet la présence de soldats russes en Ukraine), mais ils l'auraient fait « par erreur ». Le ministère russe de la Défense prétexte qu'en raison de la « mauvaise définition de la frontière entre les deux pays », ils n'auraient pas vu qu'ils pénétraient en territoire ukrainien,. Au contraire, selon le témoignage des soldats, ils ont été « volontairement » envoyés en Ukraine. Un soldat témoigne : « Quand on a fait exploser mon blindé j'ai commencé à avoir peur, je me suis rendu compte qu'ici c'est la guerre entre l'Ukraine et la Russie, (...) ce que raconte la télévision russe ne correspond pas à la réalité ». Le même soldat ajoute qu'une compagnie entière n'aurait pas pu traverser la frontière « par accident » comme l'a affirmé une source militaire russe.
Le 27 août, selon l'état-major ukrainien, une colonne composée d'une centaine d'engins, dont des chars, des véhicules blindés de transport de troupes et des lance-roquettes multiples Grad, s'est dirigée vers le sud de la zone contrôlée par les séparatistes pro-russes.
Le 28 août, l'OTAN confirme, images satellites à l'appui, le déploiement de troupes et de matériel lourd russes sur le territoire ukrainien. L’alliance précise que plus de 1 000 soldats russes combattent alors sur le territoire ukrainien et que 20 000 soldats russes sont massés à la frontière ukrainienne. Le chef du centre de crise de l'OTAN, le brigadier Nico Tak, déclare : « De grandes quantités d'armes de pointe, notamment des systèmes de défense anti-aérienne, de l'artillerie, des tanks et des blindés (sont) transférées vers les forces séparatistes ».
Obama, menaçant d'adopter de nouvelles sanctions contre Moscou, déclare que « la Russie est responsable de la violence dans l'est de l'Ukraine. La violence est encouragée par la Russie ». D'après l'ambassadeur des États-Unis à l'Ukraine, la Russie, loin de se contenter de fournir à la rébellion des systèmes de défense antiaériens, type Pantsir-S1, est « directement impliquée » dans le conflit. Dans le même temps, le quotidien russe Vedomosti se demande : « sommes-nous en guerre en Ukraine ? Si oui, sur quelles bases ? Si non, qui repose dans les tombes fraîchement creusées dans les cimetières de guerre ? », en rappelant que « le silence et les commentaires vaseux des institutions officielles ne font qu'engendrer un climat de suspicion, en rappelant les moments désagréables de l'histoire russe et soviétique »[réf. nécessaire].
Alexandre Zakhartchenko explique qu'il y a en effet des militaires russes "en congés" qui combattent en Ukraine pour défendre leurs "frères slaves". Il reconnaît dans un entretien télévisé du 28 août au matin, que « 3 000 à 4 000 soldats » russes ont servi ou servent dans les rangs des insurgés. « Parmi nous se trouvent des soldats, qui, plutôt que de passer leurs permissions sur les plages, nous ont rejoints, et qui combattent pour la liberté de leurs frères ».
Les autorités russes tentent alors d'empêcher la révélation d'un engagement militaire de la Russie en Ukraine, en faisant pression sur les familles de soldats, dont les corps sont rapatriés, et en leur faisant croire qu'ils ont été tués lors d'exercices.

#### Intervention confirmée de volontaires russes

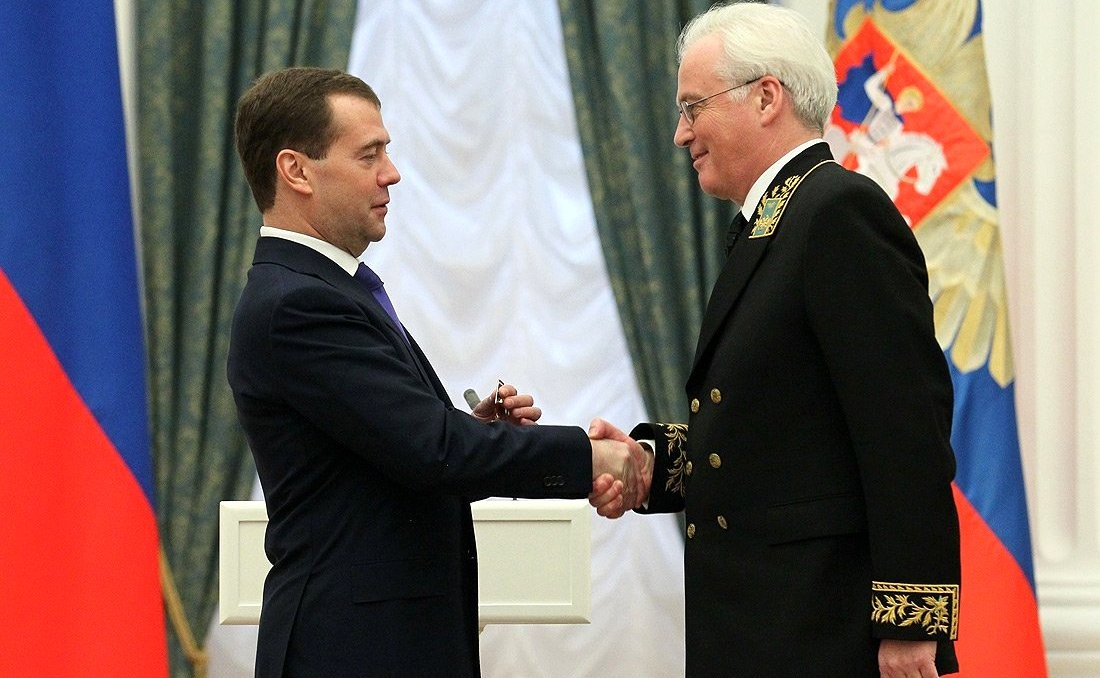
L'ambassadeur de la Russie au conseil de sécurité des Nations unies Vitali Tchourkine serre la main à Dmitri Medvedev, ex-Président de la Russie et actuel président du parti Russie unie.

Le 28 août 2014, Vitali Tchourkine, ambassadeur de la Russie au conseil de sécurité des Nations unies déclare au conseil de sécurité : « Il y a des volontaires russes dans l'est de l'Ukraine. Personne ne le cache ».

Le même jour, le Conseil de défense et de sécurité nationale d'Ukraine annonce que Novoazovsk et des villages avoisinants sont envahis par des troupes russes. Les rebelles séparatistes pro-russes s'emparent de la ville de Novoazovsk et se dirigent ensuite au sud en direction de Marioupol. À la suite de cette action, le gouvernement ukrainien demande à l'OTAN une aide supplémentaire, une « aide pratique » ainsi que des « décisions cruciales » de la part de l'OTAN et de l'Europe. Pour le premier ministre Iatseniouk, l'Ukraine a « besoin d'aide ». Le 31 août, un échange de prisonniers a lieu entre la Russie et l'Ukraine : les 10 dix parachutistes russes capturés le 25 août en Ukraine sont échangés contre soixante-trois soldats ukrainiens au poste-frontière de Nekhoteïevka. Les soixante-trois soldats ukrainiens sont entrés sur le territoire russe le 3 août en fuyant les combats qui opposent les rebelles pro-russes aux forces loyalistes.

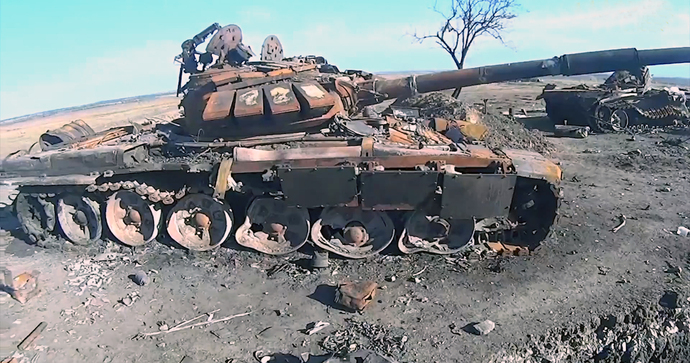
Deux chars détruits durant la bataille dans le Donbass, à la fin août. Présentés comme ukrainiens par la source, leur origine est cependant controversée.
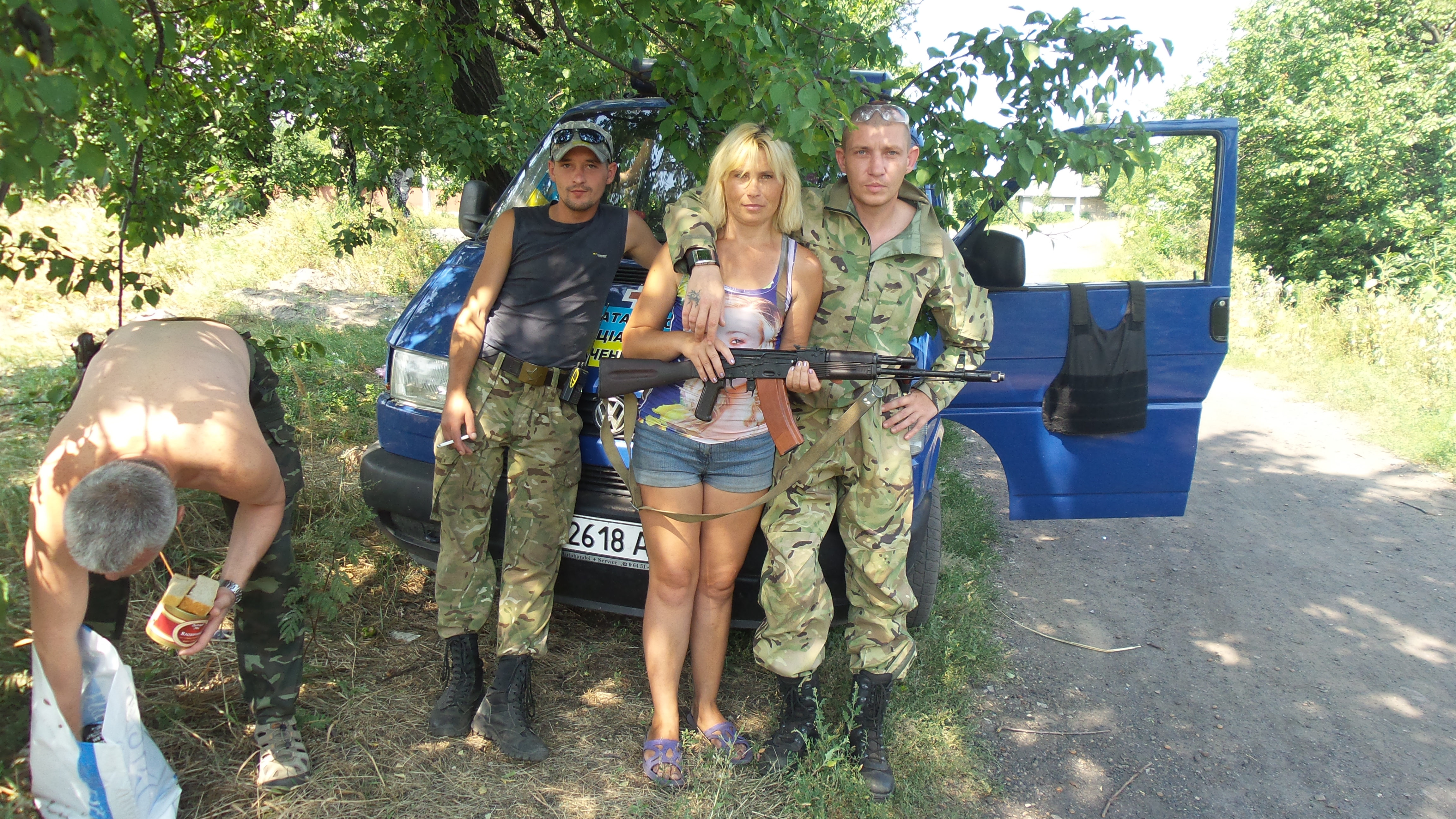
Photos prises les 6 et 7 août 2014 près de Popasna (région de Louhansk) montrant des militaires ukrainiens du bataillon Donbass. On distingue des fusils d'assaut de type AK-47, une mitrailleuse lourde ZU-23-2, un lance-grenades de type AGS-30, un RPG-7, et un lance-missiles AT-4 Spigot.
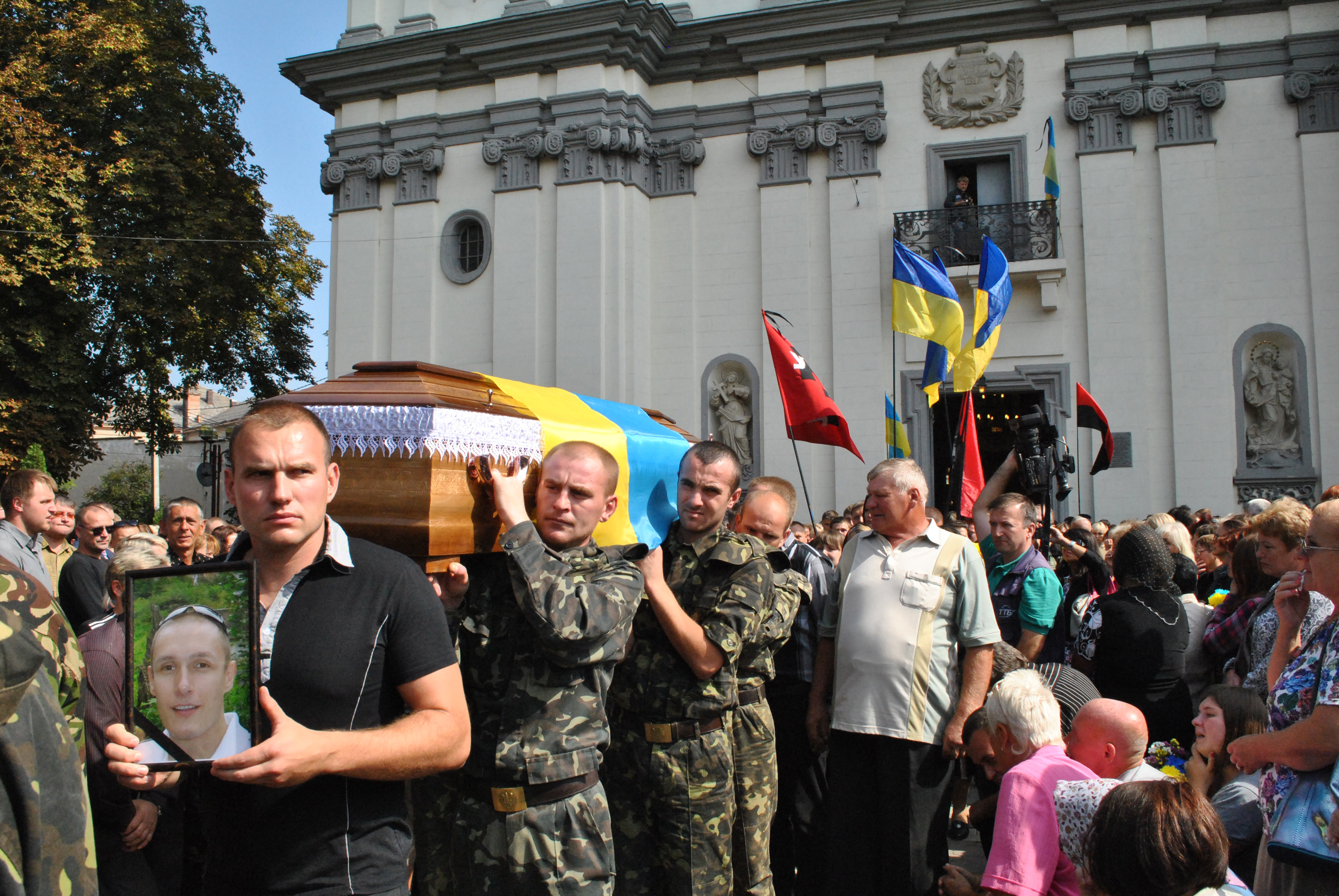
Funérailles d'un soldat loyaliste ukrainien, le 11 septembre 2014.

Le 1er septembre, avec la fin de la bataille de Loutouhyne, l'aéroport de Louhansk et ses environs sont repris par les séparatistes pro-russes.

### Protocole de Minsk

Carte de la zone tampon du protocole de Minsk signé le 5 septembre 2014.

#### Préparation d'un plan de paix
Le 3 septembre 2014, les présidents russe et ukrainien évoquent lors d'un entretien téléphonique des idées pour sortir de la crise et s’entendent sur une trêve dans l’est de l’Ukraine. Le gouvernement ukrainien annonce d'abord qu'un « cessez-le-feu permanent » a été conclu, ce que Moscou nuance rapidement en indiquant ne pas remettre en cause cet accord mais ne pas pouvoir physiquement l'appliquer car déclarant ne pas être partie au conflit.
En ce 3 septembre, Poutine, alors en voyage en Mongolie, propose un plan en sept points pour le règlement du conflit en Ukraine,.
Le premier ministre ukrainien Arseni Iatseniouk rejette la proposition de Poutine qualifiant celle-ci de « poudre aux yeux » visant à tromper l'Occident. Le véritable plan de Poutine, « c'est de détruire l'Ukraine et de rétablir l'Union soviétique », ajoute-t-il. Mais la présidence ukrainienne confirme que des discussions sont en cours.

#### Signature du protocole
Le 5 septembre 2014, les représentants de la RPD, de la RPL et le gouvernement ukrainien signent à Minsk un protocole d'accord, le Protocole de Minsk, incluant entre autres mesures un cessez-le-feu à partir du jour-même à 18 heures,. La conférence qui réunit ces trois parties, en présence de Mikhaïl Zourabov ambassadeur de la Russie en Ukraine, est dirigée par Heidi Tagliavini, diplomate suisse mandatée par l'OSCE pour accompagner le groupe de contact entre les autorités russe et ukrainienne.

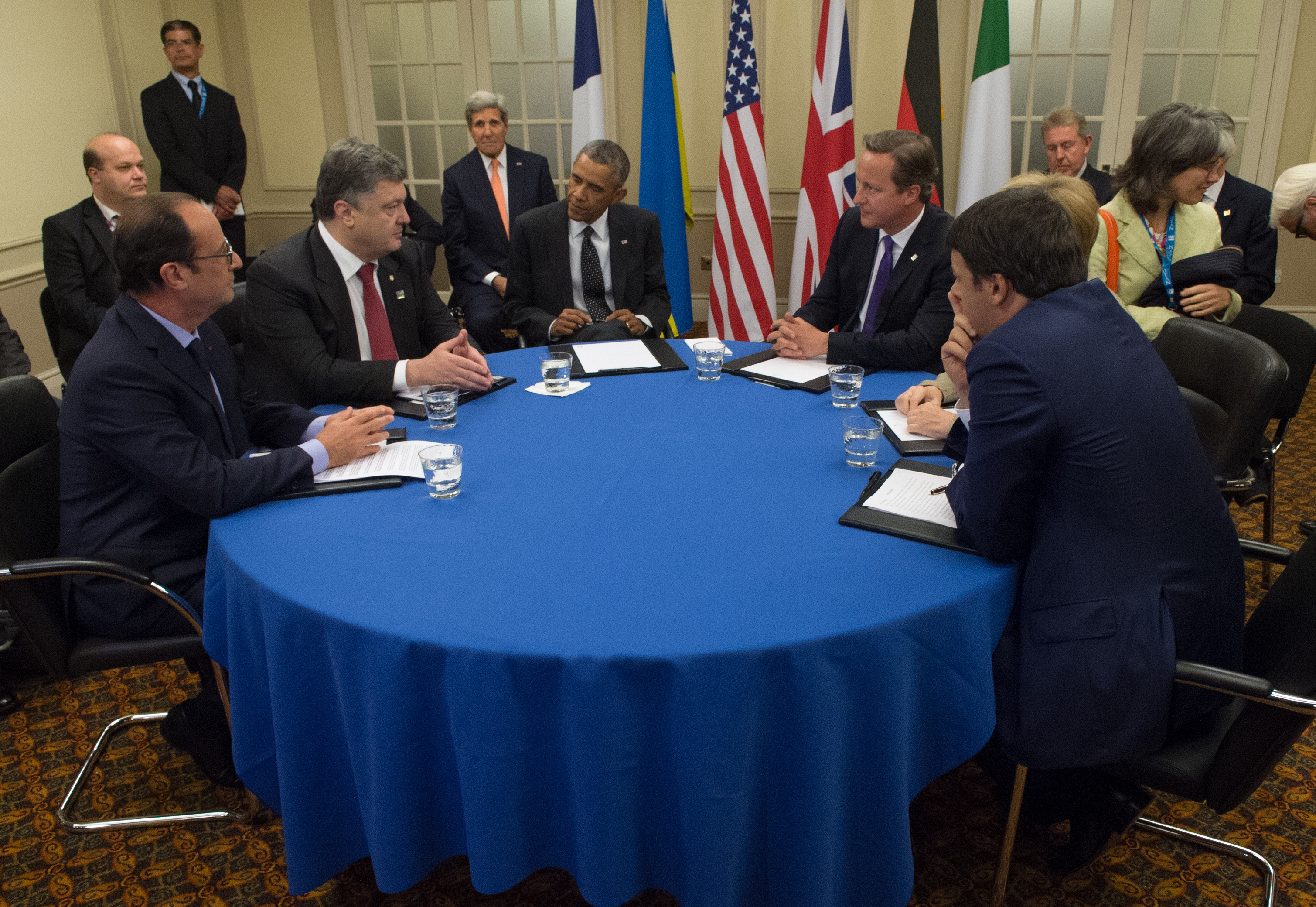
Sommet de l'OTAN Newport 2014 du 5 septembre.

Cependant, le 16 septembre, pendant le cessez-le-feu, les armées pro-russes de Donetsk et de Louhansk décident de fusionner pour former les « forces armées des États de Novorossiya »,,.

#### Un cessez-le-feu précaire
Le 28 septembre 2014, et malgré l'entrée en vigueur du cessez-le-feu, l'aéroport international de Donetsk (dernière position tenue par l'armée ukrainienne dans la région de Donetsk) devient le théâtre d'échange de tirs, faisant des dizaines de morts,. Le 9 novembre, un convoi de l'OSCE est pris pour cible par des militaires. Le 24 décembre, les belligérants concluent un nouvel accord à Minsk sur un échange de prisonniers. Il commence le 26 décembre et concerne 222 rebelles pro-russes et 150 Ukrainiens.

### Progression séparatiste en janvier-février 2015
Les combats continuent en janvier. Le 8 janvier, le président ukrainien annonce pour l'année 2015, l'instauration de trois nouvelles vagues de mobilisation militaire.
Le 19 janvier, les observateurs de l'OSCE constatent des bombardements de la part des séparatistes pro-russes sur Horlivka et Debaltseve. La zone couverte est d'environ 1 km2.
Le 28 janvier, le président ukrainien Porochenko offre au président russe Poutine et aux séparatistes pro-russes de revenir aux frontières de la zone démilitarisée et de signer un plan de paix identique à celui de Minsk. En effet, il est alors estimé que les forces séparatistes prorusses ont augmenté leur zone de contrôle dans l'est de l'Ukraine d'environ 550 km2 de plus depuis le plan de paix de Minsk de début septembre.
Sur le front nord, l'artillerie rebelle frappe les avant-postes ukrainiens afin de prendre le contrôle de la route vers Bakhmout. Plus à l'ouest, dans la région de Donetsk, Hranitne, Pisky, Opytne, Marinka et Slavne sont bombardées par les troupes pro-russes qui s'emparent finalement, en soirée, de Mikhaïlovka et de Verhnetoretske,. Le lendemain, les forces pro-gouvernementales reculent encore dans le chaudron de Debaltseve. Le ministre de la Défense ukrainien Stepan Poltorak déclare lors d'une conférence de presse : « Malheureusement Debaltseve est en partie sous le contrôle de groupes terroristes ». Dans le même temps, les forces ukrainiennes évacuent les localités de Nikichino et Vouhlehirsk (ou Ouglegorsk) qui tombent dans les mains des séparatistes.
Le 1er février, côté forces gouvernementales, le commandant du bataillon Maintien de la paix nommé après l'ancien président Tchétchène Djokhar Doudaïev, de la république tchétchène d'Itchkérie Isa Mounayev meurt dans une bataille autour de la ville de Debaltseve. Le commandant Semen Semenchenko (en) du bataillon Donbass est blessé, et quatre de ses subordonnés sont tués lors d'une tentative de reprise de Vouhlehirsk,.
Le 10 février, alors qu'ils encerclent complètement la ville stratégique de Debaltseve qui est maintenant isolée, les séparatistes pro-russes bombardent et détruisent le quartier général de l'armée ukrainienne à Kramatorsk, pourtant situé profondément en zone loyaliste (à 75 km de la ligne de front). En réaction, le bataillon Azov de l'armée ukrainienne affirme avoir mené une offensive réussie sur les positions séparatistes à l'est de Marioupol, où il aurait récupéré les villages de Chirokino et Sakhanka.

#### Chute de Donetsk

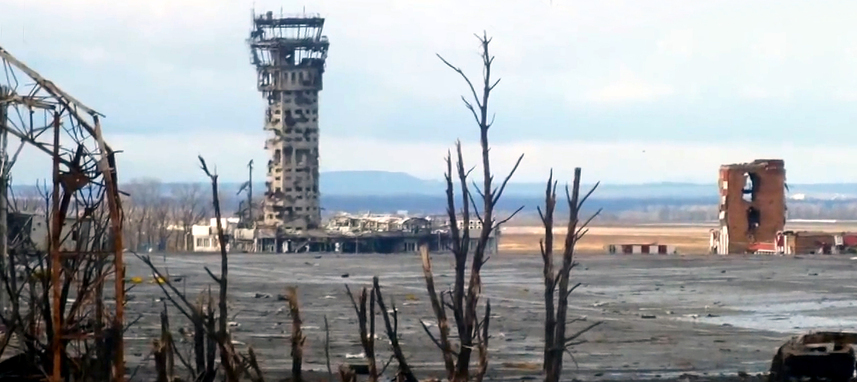
La tour de contrôle de l'aéroport de Donetsk endommagée par les combats, en décembre 2014.

Du côté de l'aéroport de Donetsk, l'offensive pro-russe continue. Plusieurs parachutistes ukrainiens sont tués et une vingtaine blessés. Les observateurs de l'OSCE dénombrent pour les 15 et 16 janvier au total 138 violations du cessez-le-feu, dont 64 menées par les forces ukrainiennes et 74 par les séparatistes. Le 17 janvier, les séparatistes prorusses coupant les lignes d'approvisionnement et de commandement des militaires ukrainiens, encerclent et bombardent l'aéroport de Donetsk où sont blessés plusieurs « cyborgs » - surnom que se donnent les parachutistes ukrainiens défendant l'aéroport de Donetsk. Le 21 janvier, les forces ukrainiennes admettent avoir perdu l'aéroport de Donetsk qu'elles contrôlaient depuis 241 jours (du 26 mai 2014 jusqu'au 21 janvier 2015). Le 24 janvier, les hostilités reprennent sur le front stratégique de Marioupol (ville portuaire du Sud-Est). Les séparatistes prorusses y lancent une offensive d'ampleur.
Le 2 février, la ville de Donetsk dépeuplée et sous contrôle prorusse est bombardée par les forces ukrainiennes. Le correspondant militaire et propagandiste russe Alexandre Kots (en) dit que vers 23 heures 30, l'aéroport de Donetsk a été bombardé par l'armée ukrainienne en utilisant des coquilles phosphoriques. Et que des civils sont arrivés au service médical avec des brûlures sévères. De plus, les milices pro-russes ont affirmé avoir abattu un missile balistique ukrainien Tochka-U en périphérie de Louhansk. Une partie du missile balistique serait tombée près de l'usine métallurgique Alchevsk. Les États-Unis qui fournissent déjà l'Ukraine en armement non létal, s'apprêtent à lui fournir de l'armement dit de « défense » pour une valeur d'un milliard de dollars.

### Le prix payé par les civils
Le 13 janvier, une attaque à la roquette visant un barrage ukrainien frappe un autobus transportant des civils à 51 km au sud-ouest de Donetsk. Elle fait treize morts et une quinzaine de blessés. Les deux camps se rejettent la responsabilité du drame. Le lendemain, le secrétaire général des Nations unies Ban Ki-moon condamne l'attaque et réclame une enquête, demandant que les responsables « soient traduits en justice ».
Le Parlement européen condamne quant à lui « les actes de terrorisme et le comportement criminel commis par les séparatistes et autres forces irrégulières dans l'Est de l'Ukraine ». Il appelle le Conseil de l'Union Européenne à la poursuite des sanctions contre la Russie jusqu'à ce qu'elle « arrête sa politique agressive et expansionniste ». Cette demande inclut « le respect du cessez-le feu, le retrait sans conditions des troupes russes et des groupes armés illégaux, l'échange des prisonniers et de rendre le contrôle à l'Ukraine de l'intégralité de son territoire, y compris la Crimée ». Il demande également, dans le cas où de nouvelles actions russes de déstabilisation de l'Ukraine surviendraient, à « élargir le champ des sanctions en incluant le secteur nucléaire et les transactions financières internationales », tout en gardant ouvert un canal diplomatique avec la Russie. Le Parlement européen appelle également l'Union Européenne à prêter une attention particulière à la "guerre d'information" exercée par la Russie.
Le 29 janvier, la gare de Debaltseve est fortement endommagée par des tirs de roquettes. La ville elle-même est en rupture d'électricité, de gaz et eau depuis la neuvième journée consécutive. Le 3 février, le conseiller du Premier ministre ukrainien Daniil Lubkivsky annonce que 2 000 résidents ont été évacués de Debaltseve et Avdiïvka, par deux couloirs humanitaires passant par Vouhlehirsk et Debaltseve,.
Du côté de Marioupol, des tirs font trente victimes civiles et plus de 80 blessés. Les autorités ukrainiennes disent avoir constaté des « tirs rebelles au lance-roquettes multiples Grad sur le faubourg Est de la ville », touchant des écoles et des maisons. Des experts de l'OSCE se rendent sur place et constatent que les bombardements proviennent du camp des séparatistes prorusses. L'organisation considère ce bombardement comme « téméraire, aveugle et honteux » et le secrétaire général de l'ONU Ban Ki-moon dénonce ces actes de la même façon.
Le 4 février, des obus touchent un hôpital et une école maternelle à Donetsk (plusieurs civils tués),.

### Accords de Minsk II et gel du conflit

Carte représentant le territoire tenu par les séparatistes pro-russes, de la fin de la bataille de Debaltseve le 18 février 2015 jusqu'au début de l'invasion de l'Ukraine par la Russie le 24 février 2022.

Le 11 février, alors que les séparatistes ont repris plus de 550 km2 depuis le cessez-le-feu de Minsk, Hollande, Merkel, Porochenko et Poutine se déplacent à Minsk en Biélorussie pour préparer un nouveau plan de paix nommé Minsk II. En cas d'échec, Porochenko menace de décréter la loi martiale sur l'ensemble de l'Ukraine. L'accord est signé le jour même. Il prévoit des mesures similaires à celles du premier accord de Minsk, dont un cessez-le-feu.
Malgré le cessez-le-feu prévu par l'accord, les pro-russes lancent une offensive sur Debaltseve. Le 18 février 2015, les forces ukrainiennes se retirent de la ville et sa poche environnante, tandis que les observateurs de l'OSCE s'apprêtent à y entrer, selon les accords de Minsk II. Kiev fait état de treize militaires ukrainiens tués dans la bataille (dont ceux du bataillon Donbass) et d'au moins quatre-vingt-treize soldats ukrainiens prisonniers et quatre-vingt-deux portés disparus.
Durant la semaine suivant la reprise de Debaltseve par les forces pro-russes, les combats diminuent en intensité. Les forces des RPD et RPL commencent à retirer leur artillerie de la ligne de front comme prévu par l'accord Minsk II, suivies par l'Ukraine deux jours plus tard, le 26 février.
Après la reprise de Debaltseve par les pro-russes, la ligne de front ne changera quasiment plus jusqu'à l'invasion de l'Ukraine par la Russie le 24 février 2022. Le conflit se transforme alors en guerre de positions et de tranchées.

### Mars à décembre 2015
De mars à mai, les combats se font plus rares et le cessez-le feu est globalement respecté bien que la situation reste fragile,. Le président ukrainien demande une aide militaire de l'Union Européenne mais celle-ci préfère envoyer une mission d'observation. Le même jour, les leaders ukrainiens, russes, français et allemands ont une conversation téléphonique afin de faire le point sur la situation, qui est relativement stable mais fragile, avec un cessez-le-feu décrété lors des accords de Minsk II plutôt respecté malgré quelques combats épars.
Entre le 27 mai et le 28 mai, des tirs d’artillerie sur la ligne de front engendrent une recrudescence des violences. Du 2 juin au 3 juin, un millier de séparatistes, appuyés par des tanks, mènent une offensive sur la ville loyaliste de Marïnka, située à vingt kilomètres à l'ouest de Donetsk, d'après les autorités ukrainiennes. Cette attaque est démentie par les séparatistes mais est confirmée par des experts indépendants. Une manifestation contre la guerre dans le Donbass se tient à Donetsk le 15 juin, la première du genre en territoire séparatiste,. De 200 à 500 personnes se rassemblent devant le bâtiment de l'administration régionale d'état de Donetsk aux cris de « Stop à la guerre! », « Rendez-nous nos maisons! » et « Partez d'ici! ». En particulier, les manifestants demandent que les forces séparatistes arrêtent les tirs d'artillerie depuis les zones résidentielles de la banlieue de Donetsk,. Le 10 août, les forces ukrainiennes repoussent une attaque menée par 400 hommes, soutenus par des chars et de l'artillerie, dans une zone située entre le nord (ville de Starognativka) et l'est de Marioupol (ville de Chirokino).
Le 1er septembre, une trêve est conclue entre les séparatistes et les forces ukrainiennes. L'intensité des combats diminue fortement car le nombre d'attaques passe d'une centaine à une dizaine par jour,.
Le même jour, un rapport du Haut-Commissariat des Nations unies aux droits de l’homme (OHCHR) dénonce une démilitarisation partielle de la ligne de front, ce qui remet en cause l'accord de Minsk II, en raison de la persistance de la présence d'armes lourdes. Selon le rapport, la poursuite des violences est en grande partie due à « l’afflux continu de combattants étrangers et d’armes sophistiquées et de munitions [en provenance] de la Russie ». L'OHCHR dénonce également le fait que la Russie « a continué à envoyer des convois de camions peints en blanc sans le plein consentement ni l’inspection de l’Ukraine et sans que leur destination exacte et leur contenu puissent être vérifiés ». De plus, en raison de l'instauration d'un processus d'enregistrement par les séparatistes pro-russes, l'accès aux régions de Louhansk et Donetsk pour les organisations humanitaires devient plus difficile, et les conditions sanitaires des populations près du front se détériorent. Le rapport fait état de 7 962 personnes tuées et 17 811 personnes blessées depuis le début du conflit.

### 2016

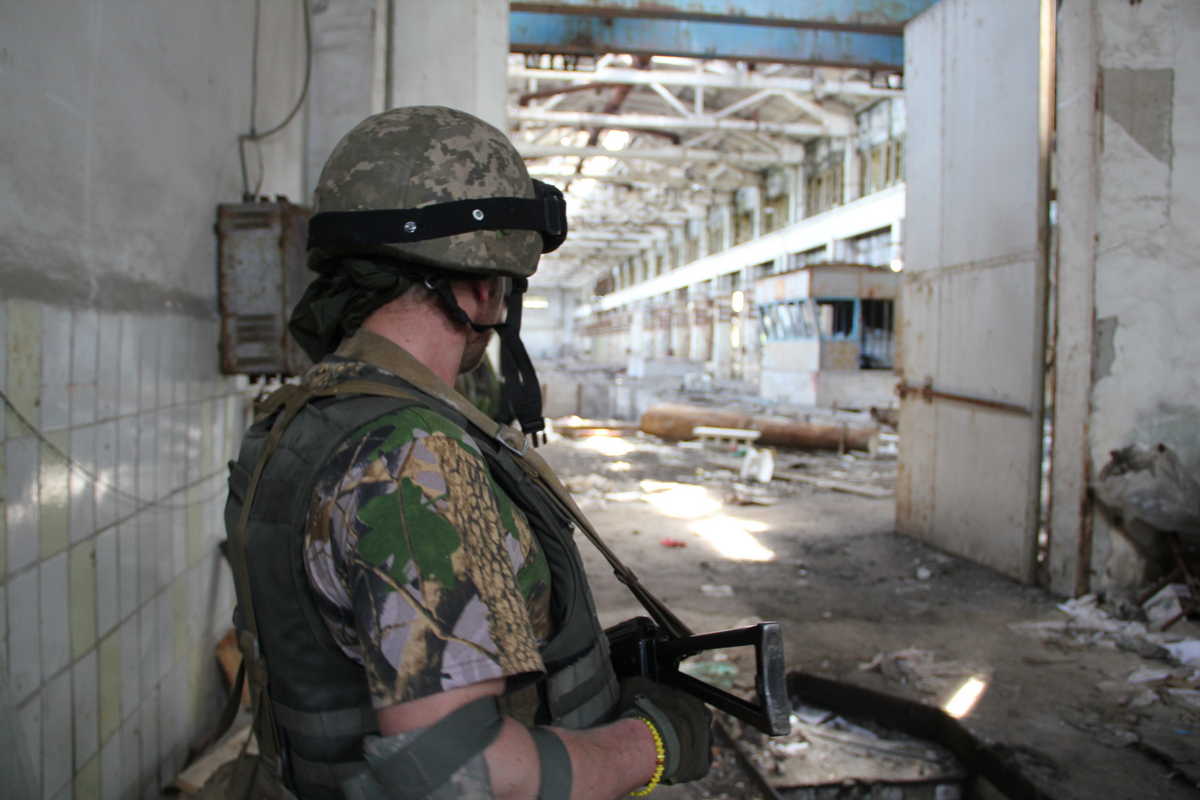
Soldat des forces gouvernementales ukrainiennes dans la zone industrielle d'Avdiïvka le 11 mai 2016.

Le 20 février 2016, cinq prisonniers séparatistes sont échangés contre trois soldats gouvernementaux et un religieux orthodoxe. À cette période, de l'aide humanitaire apportée par l'armée ukrainienne arrive le long de la frontière du Donbass. Les affrontements continuent durant la période estivale.
Le 21 septembre, les forces séparatistes et loyalistes signent un accord de démilitarisation dans trois zones test, qui prévoit le retrait des armes lourdes et des combattants des petites villes de Stanytsia Louhanska, Zolote et Petrovo Krasnosillia. Dans les faits, seuls deux villages sont réellement démilitarisés en septembre. Début octobre, à la suite de plusieurs violations du cessez-le-feu de la part de séparatistes pro-russes, tuant un militaire ukrainien et en blessant cinq autres, le gouvernement ukrainien suspend le processus de démilitarisation dans chacune des trois villes-pilotes, une-à-une, les 1er, 7 et 9 octobre. De son côté, la RPD accuse les forces ukrainiennes d'avoir violé 314 fois le cessez-le-feu. Les relations entre Kiev et Moscou ne cessent de se dégrader. Le 9 octobre également, les services secrets ukrainiens annoncent avoir capturé un espion travaillant pour la Russie.
Le 29 décembre, un nouveau cessez-le-feu est signé entre les parties. Fin décembre, l'armée ukrainienne s'empare de la ville de Novolouhanske située dans la zone tampon.

### 2017
Entre le 29 janvier et le 1er février 2017, neuf soldats ukrainiens sont tués et une cinquantaine sont blessés à proximité de la ville d'Avdiïvka.
Le 18 février 2017, une trêve est normalement convenue entre les autorités ukrainiennes et les séparatistes pro-russes, à la suite d'un accord signé à Munich par Kiev, Moscou, Berlin et Paris, qui doit entrer en vigueur à partir du 20 février 2017. Il prévoit notamment le retrait des armes lourdes sur la ligne de front. Cependant, les séparatistes pro-russes ne croient pas à cette trêve.
Le 18 février 2017, la Russie reconnaît à titre temporaire les pièces d'identité, passeports, diplômes émis par les républiques populaires et autorise les habitants à se rendre sur son territoire. Ceci a été condamné par l'OTAN le 30 suivant.
Le 23 avril 2017, un observateur américain de l'OSCE meurt et deux autres observateurs sont blessés dans l'explosion de leur véhicule blindé due à une mine près du village de Prychyb, dans la zone contrôlée par la RPL.
Le 18 juillet 2017, Zakhartchenko, le dirigeant de la RPD, a annoncé la création de l’État de Malorossia (Petite Russie), un terme qui désignait à l'époque tsariste des territoires correspondant approximativement à l'Ukraine moderne. La Malorossia engloberait l'Ukraine actuelle à l'exception de la Crimée et sa capitale serait Donetsk. Mais ce plan, qui n'a été soutenu par personne, et qui a même été dénoncé par d'autres dirigeants séparatistes, a probablement peu de chances d'aboutir. Les 19 et 20 juillet, des heurts éclatent autour de Donetsk et de Louhansk, où onze soldats ukrainiens sont tués lors de combats - huit lors d'affrontements avec des rebelles prorusses et trois après l'explosion d'une mine - où deux autres sont blessés dans les affrontements de Donetsk. Trois civils sont blessés lors d'un bombardement à l'arme lourde, selon les rebelles pro-russes.
Du 20 au 24 novembre 2017, un coup d'État interne à Louhansk se produit. Le ministre de l'Intérieur de la RPL, Igor Kornet, et le chef des services secrets de Louhansk, Leonid Passetchnik, soutenus par la RPD et probablement par la Russie, poussent le président autoproclamé Igor Plotnitski à fuir pour se réfugier à Moscou puis à démissionner. Profitant de la division entre les factions séparatistes, l'armée ukrainienne avance et reprend trois villages et des hauteurs stratégiques près de Debaltseve, et, à la suite de combats qui lui causent cinq morts, s'arrête le 23 novembre au village de Krimskoe, qui ne se trouve qu'à une quarantaine de kilomètres au nord de Louhansk. De plus, le 24 novembre, une troupe tactique ukrainienne reconquiert les localités de Travneve et Hladosove, qui se trouvaient depuis 2015 dans le no man’s land au nord du bastion séparatiste de Horlivka.
Le 14 décembre 2017, l'Union européenne reconduit ses sanctions économiques contre la Russie à cause du soutien qu'elle fournit aux séparatistes. Du 11 décembre au 17 décembre, l'OSCE observe une forte hausse des violations du cessez-le-feu, en comptabilisant 16 000 sur cette période. Ainsi, un militaire ukrainien est abattu par un sniper séparatiste le 11 décembre au sud d’Avdiïvka, le 16 décembre, quatre militaires ukrainiens et un séparatistes meurent dans des affrontements au nord de Donetsk. Le 17 décembre, trois soldats ukrainiens sont tués par des tirs de mortiers et des zones civiles sont touchées par des tirs de missiles. Le 18 décembre, un bombardement du village de Novoluhanske blesse huit civils, endommage plus de cinquante immeubles et provoque une coupure de courant temporaire. Et, le 19 décembre, la Russie se retire du Centre de contrôle et de coordination du cessez-le-feu dans le Donbass, mis-en-place par l'accord de Minsk, rappelant ses officiers et son général qui s'y trouvaient ; ce centre ayant permis de garder le niveau de violence plus bas qu'avant les accords de 2015, le retrait russe laisse craindre une augmentation des combats,.
Le 27 décembre 2017, un échange de prisonniers a lieu entre les deux camps.

### 2018
Le 26 janvier 2018, le Trésor américain décide de nouvelles sanctions économiques contre vingt-et-une personnes et neuf entreprises impliquées dans la guerre du Donbass ou l'annexion de la Crimée. Les nouvelles mesures concernent en premier lieu onze responsables séparatistes : des « ministres » des républiques autoproclamées de Donetsk et de Louhansk, dans l’est de l’Ukraine, ainsi que le « gouverneur » de Sébastopol, en Crimée, tous accusés d’avoir entravé la paix ou d’exercer des fonctions gouvernementales en territoire ukrainien sans autorisation du gouvernement ukrainien. Le vice-ministre de l’énergie russe, Andreï Tcherezov, et un chef de service au sein du même ministère sont également sanctionnés. Ils avaient déjà fait l’objet de sanctions de l’Union européenne pour avoir détourné des turbines de gaz de Siemens vers la Crimée, confrontée à plusieurs coupures de courant massives depuis son annexion par Moscou en 2014. Sergueï Topor-Gilka, directeur général de Technopromexport, filiale du conglomérat d’État russe Rostec et acquéreur des turbines, est aussi visé par les mesures américaines,.
En février, un rapport de l'ONU dit envisager le déploiement de 20 000 soldats et 4 000 policiers de pays non-membres de l'OTAN pour résoudre la crise dans l'est de l'Ukraine. Le rapport précise : « L'opération nécessiterait un mélange de soldats de pays européens, dont la Suède, de pays avec des antécédents de missions de maintien de la paix comme le Brésil, et d'autres États qui soutiennent la Russie, comme la Biélorussie ». En septembre 2017, Poutine s'était dit favorable à l'envoi de casques bleus dans le Donbass, ce qui est vu par les pays occidentaux comme une possibilité pour négocier la paix à plus grande échelle.
Le 31 août 2018, Zakhartchenko, qui était à la fois le président et Premier ministre de l'autoproclamée RPD, meurt avec son garde du corps dans l'explosion d'un café de Donetsk, provoquée par les services secrets ukrainiens selon les partisans séparatistes. Selon le SBU, elle serait liée à un conflit entre les séparatistes et « leurs sponsors russes », Zakhartchenko ayant lui-même participé au coup d'état de la LPD l'année précédente. Après la mort de nombreux responsables politiques et militaires depuis 2015, tués par les Ukrainiens ou dans des conflits internes, et la démission d'autres à la suite du coup d'État de 2017 à Louhansk, la mort de Zakhartchenko marque la fin des dirigeants historiques des territoires séparatistes. Le vice-Premier ministre, Dmitri Trapeznikov, assure l’intérim puis est remplacé par Denis Pouchiline une semaine plus tard. Ce dernier est élu président de la RPD le 11 novembre 2018 lors d'élections controversées (avec la présence d'hommes en armes, de distribution de nourriture ou de tickets de loterie dans les bureaux de vote) et non reconnues par la communauté internationale.
Le 25 novembre 2018 se produit l'incident du détroit de Kertch (détroit stratégique qui fait la jonction entre Mer Noire et Mer d'Azov), au cours duquel la Russie capture trois navires de guerre ukrainiens et leurs équipages. À la suite de cet événement, la loi martiale est instaurée en Ukraine pendant trente jours.

### 2019
Alors que se déroule l'élection présidentielle ukrainienne de 2019, le cessez-le-feu est violé quotidiennement, provoquant des morts régulièrement au moins dans les rangs ukrainiens. Ainsi, en avril 2019, le bilan humain depuis le début la guerre était de 13 000 morts. La situation pèse sur le président Porochenko, candidat à sa propre réélection, qui se retrouve fortement distancé au premier tour par son concurrent Volodymyr Zelensky. Poutine simplifie l'accès à la nationalité russe pour les habitants du Donbass, des voix s'élevant pour dénoncer une tentative de test du nouveau président ukrainien par la Russie. Celle-ci fait valoir, au contraire, que cela ne procède que d'un besoin humanitaire. La communauté internationale considère l’événement comme une « pression diplomatique ».
Zelensky est élu le 21 avril 2019, grâce entre autres à sa promesse de mettre fin à la guerre. À partir de là, plusieurs échanges téléphoniques ont lieu entre lui et Poutine afin de détendre la tension, et à terme de mettre fin au conflit. Début septembre, les deux pays procèdent à un échange de prisonniers, parmi lesquels la figure très symbolique du cinéaste ukrainien Oleg Sentsov et le rédacteur en chef du portail RIA Novosti Ukraine, Kirill Vychinski. En novembre 2019, les belligérants achèvent le retrait de leurs troupes de trois secteurs clés de la ligne de front, ce qui représente une « avancée majeure sur le terrain ». Puis le 18 novembre, la Russie rend à l'Ukraine les trois navires capturés lors de l'Incident du détroit de Kertch. Ce geste, peu de temps avant la reprise du processus de paix à Paris, est salué par la diplomatie française.
Le 9 décembre 2019, Poutine, Zelensky, Merkel et le président français Emmanuel Macron se réunissent au palais de l'Élysée pour relancer un processus de paix. Il s'agit de la première rencontre physique entre Poutine et Zelensky. La tenue même de ce sommet est considérée comme une victoire pour le processus de paix. Les discussions portent sur l’application du protocole de paix Minsk II signé en 2015 qui comporte 13 points (notamment un cessez-le-feu, le retrait des armes lourdes et des combattants étrangers, des élections sur l'ensemble du territoire du Donbass, et la reprise du contrôle des frontières est de l'Ukraine par le gouvernement ukrainien); mais l'Ukraine exige le contrôle immédiats de ces frontières, le désarmement des rebelles et le départ des Russes les soutenant comme préalable à la signature des accords de paix. De plus, une partie de la population ukrainienne est contre une amnistie totale des combattants impliqués dans le conflit, alors que c'est un des treize points de l'accord.
Dans la poursuite de la dynamique de détente, le 29 décembre 2019, un échange d'environ deux cents prisonniers a lieu,. L'Ukraine récupère soixante-seize prisonniers, tandis que les séparatistes et la Russie en récupèrent environ deux fois plus, dont soixante-et-un à soixante-trois remis à Louhansk et Donetsk,. Parmi les prisonniers remis à la Russie se trouvent cinq officiers Berkout, présumés responsables de la mort de plusieurs dizaines de manifestants durant la révolution ukrainienne de 2014, ce qui fait polémique en Ukraine,.

### 2020
Le 18 février 2020, à 5 heures du matin (heure de Kiev), l'artillerie séparatiste et russe pilonne des positions ukrainiennes, pour ouvrir la voie à des groupes mobiles qui tentent de gagner du terrain. Les combats durent cinq heures avant que les pro-russes ne soient repoussés. Ils ont tué un soldat ukrainien et blessé cinq autres, et ont provoqué un nombre de pertes indéterminé chez les séparatistes. L'offensive choque, car elle contraste à la fois avec la technique de guerre des tranchées et d'usure qui s'était installée depuis des années, et avec le processus de paix qui était en cours depuis la mi-2019, d'autant plus que les positions ukrainiennes visées se trouvaient près de l'un des secteurs-clés où les belligérants s'étaient tous retirés, ce qui fait naître des craintes sur la solidité du processus de négociation.

### 2021-2022: crise diplomatique russo-ukrainienne et occupation russe du Donbass séparatiste
La crise russo-ukrainienne de 2021-2022 est une crise internationale qui avive les craintes d'une invasion de l'Ukraine. La Russie déploie à partir de novembre 2021 d'importantes forces armées près de sa frontière avec l'Ukraine ainsi qu'en Biélorussie et en mer Noire. Les enjeux de cette crise ne sont pas que régionaux puisque la Russie transmet aux États-Unis et à l'OTAN en décembre 2021 un projet d'accord dans lequel elle demande qu'ils s'engagent à ne pas élargir l'OTAN à l'Ukraine et qu'ils retirent leurs forces militaires des pays issus de l'URSS et du bloc de l'Est européen. Cette crise est d'une gravité inédite depuis la crise ukrainienne de 2014. Les Occidentaux excluent d'intervenir militairement en Ukraine mais menacent la Russie de sanctions « rapides et draconiennes » en cas d'invasion de l'Ukraine, allant bien au-delà des sanctions contre la Russie prises à la suite de la crise de 2014. Les échanges diplomatiques se multiplient entre les parties jusqu'au plus haut niveau. Plusieurs échanges ont lieu entre Poutine et respectivement Joe Biden et Macron notamment. La diplomatie occidentale est confrontée à un dilemme entre le risque d’une escalade militaire aux conséquences désastreuses et celui d’une reculade diplomatique qui discréditerait l’OTAN et donnerait lieu à une perte de confiance de ses membres européens. La Russie nie cependant avoir l'intention d'envahir l'Ukraine mais vouloir déployer ses troupes dans un but défensif.
Le 17 février 2022, la RPD et la RPL annoncent l'évacuation des civils vers la Russie avec des allocutions pré-enregistrées le 16 février. Le 18 février, les deux républiques proclament la mobilisation générale à la suite d'un regain de tension dans le Donbass. Le même jour, un véhicule portant des plaques d'immatriculation attribuées au chef de la police de Donetsk, Denis Sinenkov, explose sans faire de blessé.
Du 19 au 21 février 2022, l'Organisation pour la sécurité et la coopération en Europe (OSCE) constate une augmentation "spectaculaire" d'incidents armés et d'explosions dans les deux républiques du Donbass, les deux parties du conflit se rejetant la responsabilité,,. Les Etats-Unis affirment que la Russie « crée des fausses justifications » pour envahir militairement le reste de l'Ukraine en faisant croire, par manipulation d'images, que les frappes viennent du côté des forces du gouvernement Kiev,. Un responsable américain indique que 190 000 soldats russes sont massés aux abords de la frontière et sur le territoire ukrainien.
Le 21 février 2022, lors d'une allocution télévisée, Poutine annonce la reconnaissance russe de l'indépendance des républiques populaires de Donetsk et Louhansk et les forces armées russes envahissent l'Est de l'Ukraine contrôlé par les séparatistes pro-russes,. Ces accords constituent une violation du droit international selon l'OSCE et l'Union Européenne,, sont « une violation de l'intégrité territoriale et de la souveraineté de l'Ukraine » et constituent une décision « incompatible avec les principes de la Charte des Nations unies » selon le secrétaire général de l'ONU, et entraînent une rupture des accords de Minsk par la Russie,.
Une rencontre entre le secrétaire d'État des États-Unis Antony Blinken et le ministre des Affaires étrangères russe Sergueï Lavrov était prévue le 24 février. Elle n'aura finalement pas lieu, Antony Blinken déclarant le 22 février : « Maintenant que nous voyons que l’invasion a commencé et que la Russie a clairement rejeté toute diplomatie, cela ne fait aucun sens de se rencontrer à ce stade ».

### Invasion générale de l'Ukraine par la Russie à partir de 2022
Le 24 février 2022 dans la matinée, les troupes russes pénètrent le territoire ukrainien par la frontière russe, la Crimée occupée depuis 2014, et la Biélorussie. Plusieurs explosions de sites militaires importants sont entendues jusqu'à Kiev.
Le 25 mars suivant, près d'un mois après le début de son offensive dans toute l'Ukraine, l'armée russe a annoncé sa décision de se concentrer sur le Donbass,. Tandis que s'achève le siège de Marioupol, l'offensive majeure pour conquérir le reste du Donbass encore contrôlé par les forces armées ukrainiennes, débute dans la nuit du 18 au 19 avril 2022.

## Parties au conflit

### Forces ukrainiennes
Au déclenchement du conflit, les Forces armées de l'Ukraine sont en sous-effectif, mal-équipées et en pleine restructuration, passant d'une armée de conscription à une armée professionnelle : la conséquence est qu'une majeure partie de ses unités n'est pas opérationnelle (seulement 16 bataillons le sont sur 55). Aucune brigade n'est alors casernée dans le Donbass. Le 17 mars 2014, la Rada ordonne une mobilisation partielle, qui ne peut être appliquée[réf. souhaitée].
Pour compenser les déficiences des troupes régulières, une foule de petites unités de volontaires est constituée : le « Corps des volontaires ukrainiens » émanant de Secteur droit, les compagnies puis bataillons « Azov » (à Marioupol), « Donbass » (organisé à Dnipropetrovsk), « Dnipro », « Aidar », « Ukraine (uk) », « Kiev-1 (uk) », « Chakhtarsk (uk) », « Rus' de Kiev (uk) »[réf. souhaitée], « Bataillon Sitch », « Artemivsk (uk) », « Kryvbas (uk) », « Lviv (uk) », « Tempête (uk) », « Maintien de la paix (uk) », etc. qui sont intégrés aux Forces armées à partir d'avril sous le nom de « bataillons de défense territoriale ». S'y rajoutent les Forces spéciales de maintien de l'ordre public. Des anciens Berkouts provenant des unités spéciales qui servaient de police antiémeute au sein de la militsia ukrainienne se sont reconstitués en unités semi-autonomes[réf. souhaitée].

#### Soutiens aux Ukrainiens
Des soutiens étrangers comme le bataillon Djokhar Doudaïev (du nom du premier président de la Tchétchénie indépendante, tué par les Russes en 1996) composé de volontaires tchétchènes, ou encore la Légion géorgienne se forment en 2014,. En mai 2014, des mercenaires américains de l'entreprise Academi (anciennement connue sous le nom de Blackwater USA) combattraient aux côtés du gouvernement ukrainien face aux séparatistes, ce que l’entreprise nie.
Au début de 2015, les Occidentaux s'interrogent sur leur politique menée vis-à-vis de la Russie, Poutine restant intransigeant. Les troupes loyalistes ukrainiennes ne peuvent pas faire face aux forces séparatistes, à cause d'un équipement trop ancien et insuffisant. Les États-Unis fournissent alors déjà à l'Ukraine de l'armement non létal. Le sénateur républicain John McCain et ses partisans souhaitent alimenter les forces gouvernementales ukrainiennes en armes défensives. Mais les responsables européens et américains ne souhaitent pas intervenir militairement dans le conflit ni fournir d'armes supplémentaires.
En avril 2015, trois cents parachutistes de la 173e brigade aéroportée américaine arrivent en Ukraine avec pour mission d'entraîner les soldats de la Garde nationale ukrainienne à la base militaire de Yavoriv. La Russie réagit en affirmant que cette présence de spécialistes d'un pays tiers « ne facilite pas le règlement du conflit [...], mais au contraire déstabilise sérieusement la situation ».

### Forces séparatistes prorusses
À côté des forces de la RPD combattent sous l'autorité du 1er corps d'armée : le bataillon « Oplot » commandé par Alexandre Zakhartchenko, le bataillon Vostok (couvre une grande partie de l'oblast de Donetsk), le bataillon Sparta dirigé par le commandant Arsen Sergueïevitch Pavlov (surnommé Motorola), le bataillon Kalmious, des formations autour d'Igor Bezler (ru), l'Armée orthodoxe russe, l'organisation Rempart (ru) ainsi que le bataillon Somalie commandé par Mikhaïl Tolstykh jusqu'à sa mort en 2017[réf. souhaitée].

À côté des forces de la RPL combattent : l'Armée du Sud-Est, le bataillon Fantôme (qui défend la RPL), la milice populaire de l'oblast de Louhansk. D'autres groupes, essentiellement nationalistes, interviennent également : le parti russe illégal L'Autre Russie, l'Unité nationale russe, l'union eurasiatique de la jeunesse, des cosaques du Don, le détachement Jovan Šević (sh) de volontaires serbes, la Phalange (pl) de volontaires polonais (brièvement en mai 2014)[réf. souhaitée].

Alexandre Zakhartchenko et Alexandre Khodakovski
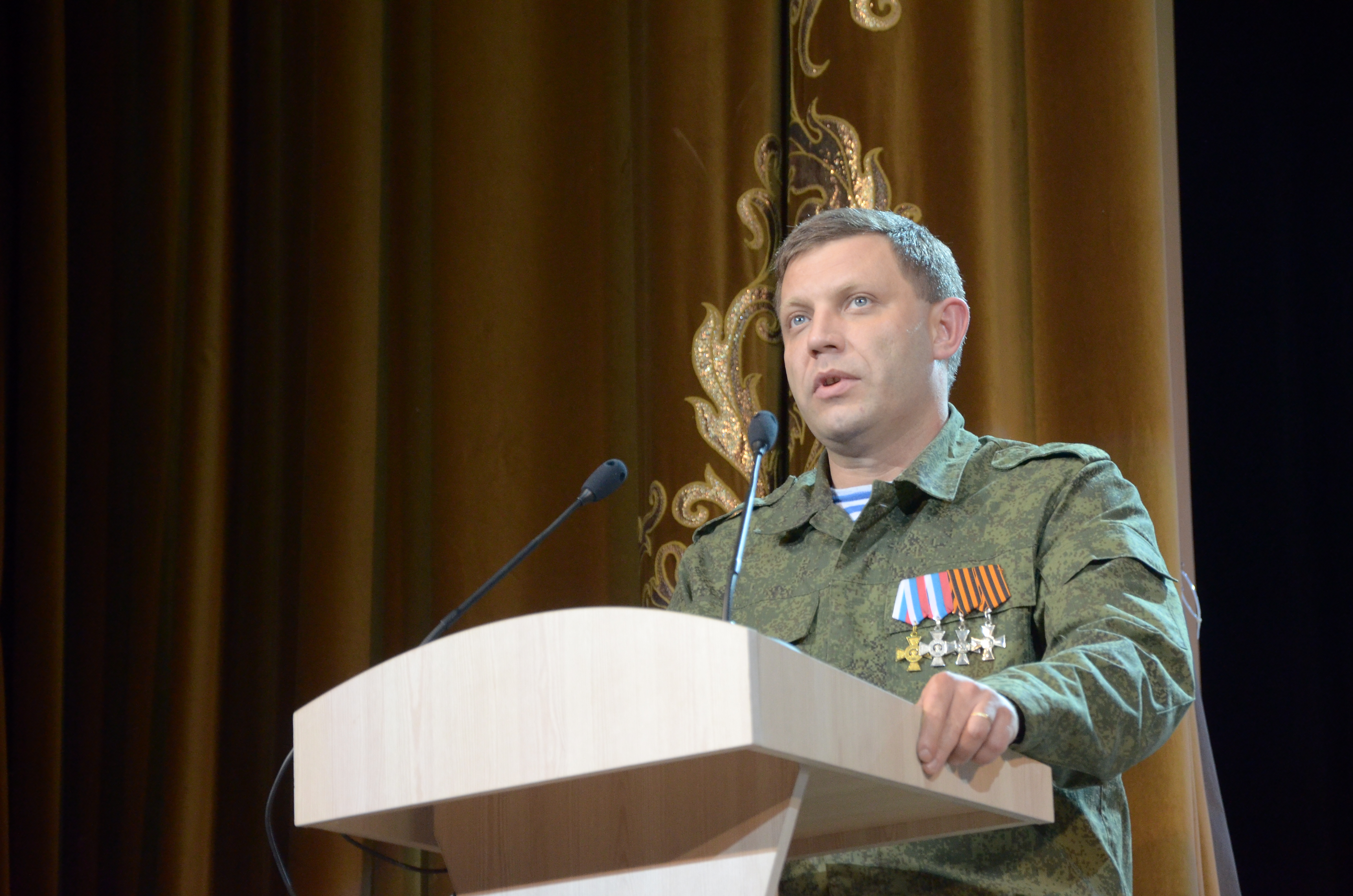
Alexandre Zakhartchenko, chef du bataillon « Oplot », puis Premier ministre de la république populaire de Donetsk.
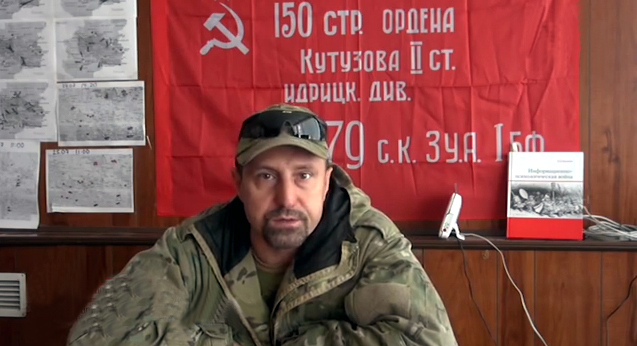
Le commandant séparatiste prorusse Alexandre Khodakovski, basé dans le Donbass en août.

#### Militaires russes
Un nombre important de militaires russes ont participé au conflit. En août 2014, au moins 1 000 militaires russes sont repérés par l'Organisation du traité de l'Atlantique nord (OTAN) sur le territoire ukrainien grâce à des images satellite. Environ 20 000 soldats russes sont massés à la frontière ukrainienne. Le chef du centre de crise de l'OTAN, déclare : « De grandes quantités d'armes de pointe, notamment des systèmes de défense antiaérienne, de l'artillerie, des tanks et des blindés (sont) transférées vers les forces séparatistes ». Les autorités russes admettent que des troupes de l'armée russe sont entrées, selon elles, « par accident ».
En novembre, l'OTAN confirme à nouveau l'entrée de convois militaires russes, y compris d'armement lourd.
Les premiers mercenaires de la milice privée russe Wagner, à l'idéologie néo-nazie, sont présents pendant ce conflit aux côtés des séparatistes prorusses. Selon son propre récit, l'homme d'affaires russe Evgueni Prigojine crée la société militaire privée connue plus tard sous le nom de groupe Wagner le 1er mai 2014.
En décembre 2021 la presse occidentale fait état d'un jugement rendu par un tribunal de Rostov-sur-le-Don dans une affaire de corruption qui décrit en détail comment tous les quinze jours sont organisés des convois de vivres destinés aux forces armées de la fédération de Russie stationnées sur le territoire de la RPD et de la RPL. Le fait que les convois en question soient composés de soixante-dix camions permet de se faire une idée de l'importance des forces russes stationnées dans cette région. La page faisant état de ce jugement disparaît rapidement d'Internet mais reste accessible dans les archives. Le porte-parole du Kremlin, Dmitri Peskov nie toute présence russe en Ukraine et explique qu'il y a eu « une erreur de la part de ceux qui ont rédigé le texte »,.

#### Soutiens aux séparatistes
En avril 2014, dès le début des affrontements entre séparatistes et gouvernement ukrainien, les ex-agents du FSB Igor Guirkine (dit Strelkov), présenté comme un « volontaire », et Alexandre Borodaï jouent un rôle important dans l’organisation de l’insurrection. À plusieurs reprises, des représentants ukrainiens dénoncent l'implication de troupes russes dans le conflit ; leurs estimations varient, atteignant 8 000 soldats russes.
Certains volontaires russes seraient issus de mouvements nationalistes russes, comme en face des forces de volontaires ukrainiennes le seraient par des Ukrainiens de l'Ouest. Ces combattants semblent être recrutés des deux côtés sur le Web et par des réseaux sociaux. Ils déclarent vouloir défendre les populations russophones menacées selon elles par le gouvernement ukrainien qualifié de « junte » : « Je suis nationaliste et pour moi la priorité c’est de défendre mon peuple, les Russes… ». En l'absence de soutien russe, ces milices nationalistes russes devraient se débrouiller seules pour se fournir en armes et en vivres. Des armes utilisées par ces volontaires sont issues de pillages de bâtiments militaires ou de police dans les zones ukrainiennes prises par les séparatistes.
En juillet, selon l'agence Reuters, les milices séparatistes promettraient une solde de 5 000 à 8 000 hryvnia équivalent à entre 317 et 508 euros par mois payable en monnaie ukrainienne et en roubles aux volontaires les rejoignant. Des centaines de citoyens russes se joignent à eux, participent aux combats. Plusieurs dizaines de volontaires périssent fin mai 2014.

## Réactions à la guerre du Donbass

### Réactions nationales

#### Réactions des loyalistes ukrainiens
- En novembre, Porochenko édicte un décret ordonnant l'arrêt des services publics dans les régions de l'est contrôlées par les séparatistes prorusses[327]. Il prévoit également de demander à la banque centrale ukrainienne d'analyser la possibilité de suspendre les services bancaires dans plusieurs secteurs aux mains des séparatistes, comme les paiements par carte bancaire[328].

#### Réactions des séparatistes prorusses
- En août 2014, un soldat russe, Ivan Romantsev, arrêté en Ukraine témoigne : « Quand on a fait exploser mon blindé, j'ai commencé à avoir peur. J'ai compris que ce n'était pas des manœuvres. Je me suis rendu compte qu'ici c'[était] la guerre entre l'Ukraine et la Russie [...] Ce que raconte la télévision russe ne correspond pas à la réalité. »[329].
- Au même moment, des volontaires russes issus de mouvements nationalistes russes, déclarent défendre les populations russophones menacées par les « fascistes » de Kiev. Un de ces combattants russes en Ukraine déclare ainsi : « Je suis nationaliste et pour moi la priorité c’est de défendre mon peuple, les Russes… »[330].

### Réactions internationales

Les votes à l'Assemblée générale des Nations unies concernant l'intégrité territoriale de l'Ukraine, résolution 68/262 du 27 mars 2014.
- Pour.
- Contre.
- Abstention.
- Absent.
- Non-membres.

#### Organisations
ONU :
- Le 17 mars 2014, le secrétaire général des Nations unies Ban Ki-moon a condamné la violence qui a eu lieu dans l'Est de l'Ukraine le week-end du 14 au 16 mars et a exhorté toutes les parties « à s'abstenir de toute violence et à s'engager à la désescalade et dans un dialogue national pour la poursuite d'une solution politique et diplomatique[331] ».
- Le 27 mars, l'Assemblée générale des Nations unies adopte une résolution dénonçant le référendum en Crimée (estimant qu'il n'avait aucune validité) et l'annexion russe de la péninsule. La résolution recueille 100 voix pour, 11 voix contre et 58 abstentions, sur les 193 États membres[332].
- Le 21 juillet, à la demande de la Russie, le Conseil de sécurité des Nations unies se réunit et adopte une résolution demandant un accès sécurisé et illimité au site de l’écrasement du vol MH17, appelant ainsi toutes les parties sur le terrain à une coopération complète dans le cadre de l'enquête internationale.
- Le 14 janvier 2015, le secrétaire général des Nations unies Ban Ki-moon condamne le bombardement d'un bus au sud de Donetsk (zone sous contrôle des prorusses) et réclame une enquête, demandant que les responsables « soient traduits en justice »[214].
- Le 22 février 2022, António Guterres, secrétaire général des Nations unies, lance un appel « à la désescalade dans la crise ukrainienne, [...] à un cessez-le-feu immédiat et au rétablissement de l'Etat de droit. »[333]. Il demande à la Russie d'appliquer tous les principes de la Charte des Nations unies[334]. La reconnaissance de l'indépendance de plusieurs régions du Donbass par Moscou est, toujours selon le secrétaire général de l'ONU, « une violation de la souveraineté et de l’intégrité territoriale de l’Ukraine »[333], tout en appelant à la négociation. Le 25 février 2022, un projet de résolution pour condamner l’attaque militaire russe en Ukraine et demandant le retrait immédiat des troupes russes, est présenté par l'Albanie et les États-Unis. Il reçoit un vote contre, celui de la Russie, 11 votes pour et 3 abstentions (Émirats arabes unis, Chine et Inde)[335]. En tant que membre permanent du Conseil de sécurité, la Russie a fait usage de son droit de veto qui lui permet de rejeter ce projet de résolution.

 OTAN :
Après l’invasion de la Crimée, l'OTAN maintient le dialogue avec la Russie. L'organisation suspend toutefois la première mission conjointe OTAN-Russie prévue, et toutes les réunions d'état-major entre l'OTAN et la Russie. Au cours des mois suivants, afin de faire face à la menace soulevée par l'invasion de la Crimée, l'OTAN effectue plusieurs déploiements de forces dans les pays alliés proches de la Russie. Ainsi, l'un des effets secondaires du conflit en Ukraine a été une augmentation substantielle de l'activité de l'OTAN près de la frontière russe, ce à quoi la Russie s'était depuis longtemps opposée et l'OTAN abstenu.
Le 29 août 2014, le secrétaire général de l'OTAN, Anders Fogh Rasmussen déclare : « Il est désormais clair que des troupes et de l'équipement russes ont franchi la frontière. Nous appelons la Russie à cesser ses actions militaires illégales, à arrêter son soutien aux séparatistes armés et à prendre les mesures immédiates et vérifiables en vue d'une désescalade de cette crise. »

#### Occident

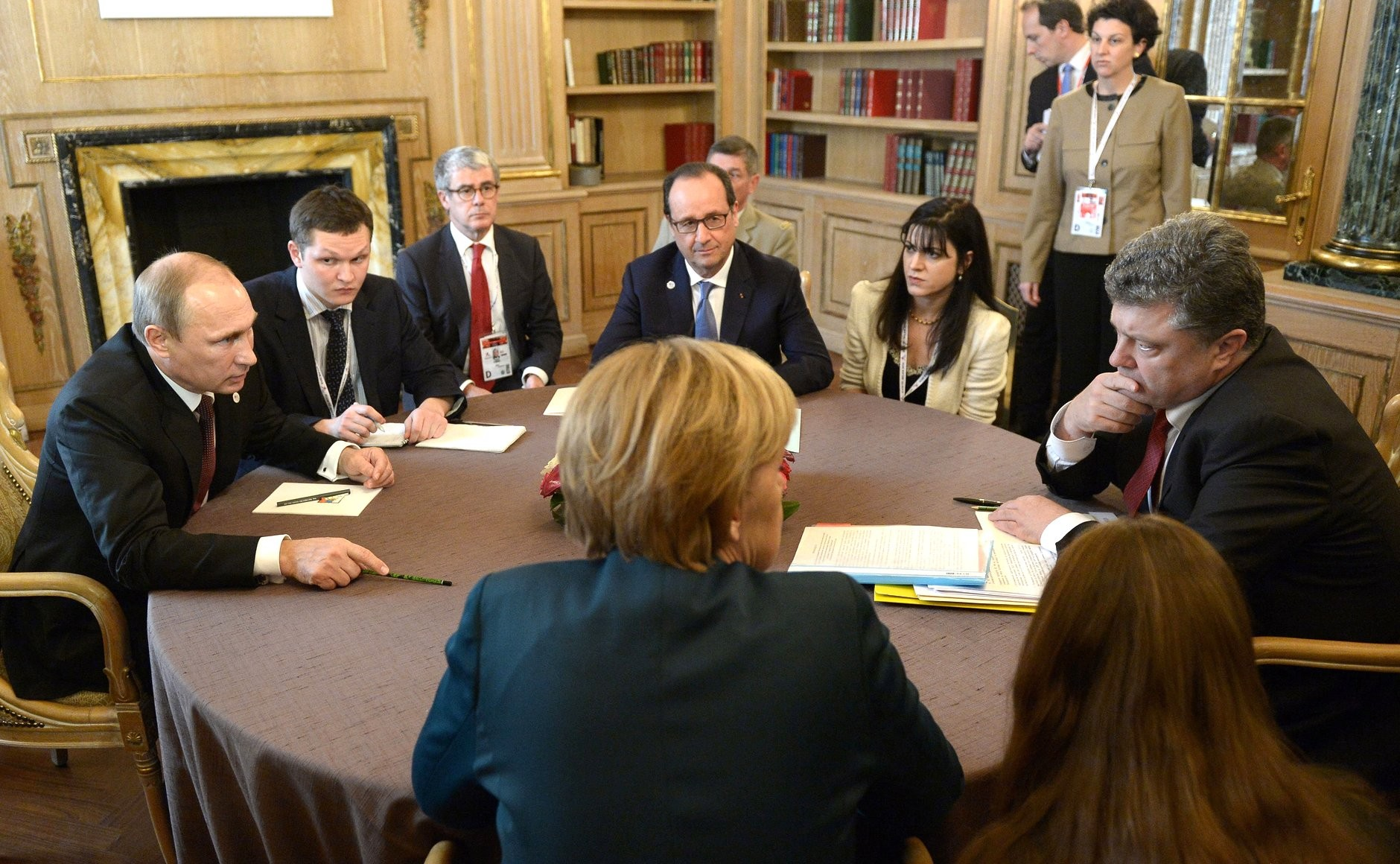
Rencontre à Milan (Italie) entre le président de la Russie Vladimir Poutine (à gauche), le président de l'Ukraine Petro Porochenko (à droite), la chancelière de l'Allemagne Angela Merkel (de dos) et le président de la France François Hollande (de face), le 17 octobre 2014.

Après l’annexion de la Crimée, une partie des occidentaux (comme les Etats-Unis, le Royaume-Uni ou la Pologne) souhaite apporter une réponse ferme à la Russie, afin de ne pas reproduire le contexte de 1938, tandis qu'une autre souhaite la ménager. C'est notamment le cas de l'Allemagne d'Angela Merkel, dont l'économie est alors fortement liée à l'énergie russe. Une récente affaire d'espionnage de la NSA sur le téléphone de la chancelière avait également renforcé un certain antiaméricanisme dans la société allemande.

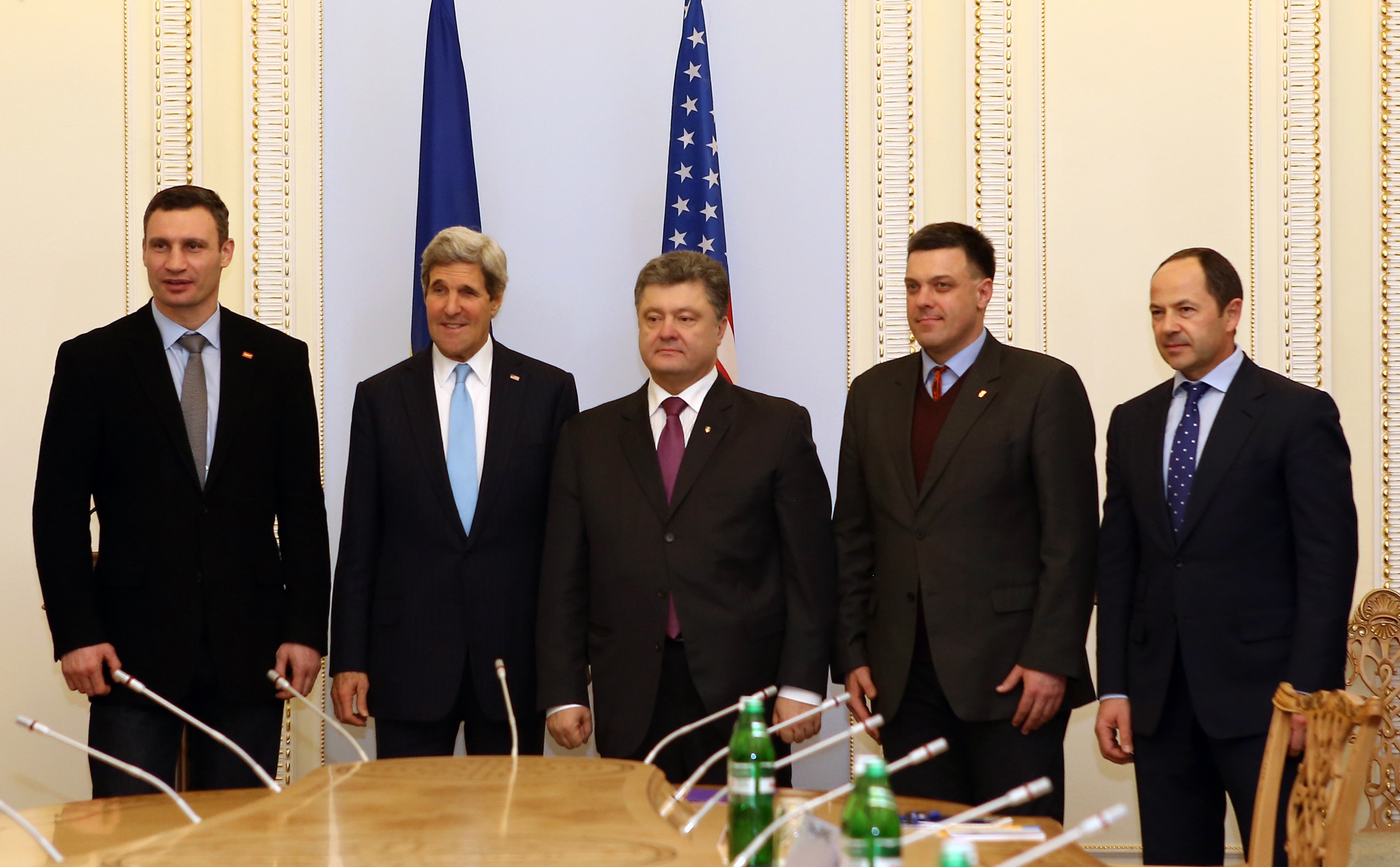
Le secrétaire d'État des États-Unis John Kerry (2e en partant de la gauche sur la photo) lors d'une réunion avec des membres du gouvernement ukrainien à Kyïv, le 4 mars 2014.

Aux Etats-Unis, la grande majorité des acteurs politiques des deux principaux partis s’accorde pour sanctionner sévèrement la Russie. Seuls certains intellectuels influents mettent en cause l’occident dans le déclenchement du conflit. Malgré certaines divergences, l'UE et les Etats-Unis se mettent régulièrement d'accord pour émettre une série de sanctions économiques. En 2017, bien que Donald Trump apprécie Poutine, il finit par accepter une recommandation du département de la défense américain d'envoyer des armes léthales à l'Ukraine, ce que son prédécesseur Barack Obama avait refusé, par peur d'une escalade. L'UE choisit d'envoyer une aide importante, mais de ne pas envoyer d'armes, notamment sous la pression de l'Allemagne.

#### Russie
- Le 28 mars 2014, Lavrov affirme que la Russie n'a pas l'intention d'envahir l'Ukraine orientale[340] alors que 100 000 soldats russes seraient massés près de la frontière ukrainienne, prêts à rejouer le scénario de la Crimée dans l'est du pays selon le gouvernement ukrainien[341].
- Le 6 avril 2014, Lavrov explique aux médias que c'est l'Union européenne et les États-Unis, et non pas la Russie, qui se sont rendus coupables de la déstabilisation de l'Ukraine et que son pays fait tout pour promouvoir la stabilité de l'Ukraine[342]. Ces déclarations sont ressenties comme étant ironiques en Ukraine.
- Le 20 juillet, la Russie, par la voix de Poutine, demande à l'ONU qu'une enquête internationale indépendante soit diligentée, procédure qui est engagée par la réunion le 21 juillet du Conseil de sécurité des Nations unies.
- Le 28 août, Vitali Tchourkine, représentant de la Russie à l'ONU, admet en session du Conseil de sécurité à New York que « des volontaires russes combattent dans le Donbass ».

##### Présence russe et déclarations de Vladimir Poutine
Le 4 mars 2014, Poutine s'exprime lors d'une conférence de presse à propos de la situation en Ukraine et dénonce la Révolution ukrainienne de 2014 comme un « coup anticonstitutionnel ». Il insiste sur le fait que la Russie a le droit de « protéger ses citoyens en Ukraine ».
Le 16 avril, Poutine en appelle à l'ONU pour trouver une solution diplomatique au conflit alors que les États-Unis affirment que « le gouvernement ukrainien a la responsabilité d'assurer le droit et l'ordre et que ces provocations dans l'est de l'Ukraine créent une situation à laquelle le gouvernement doit répondre ».
Le 21 août, Andriï Lyssenko, porte-parole militaire ukrainien déclare que des militaires russes auraient été observés en Ukraine. Puis le 27 août, le président ukrainien affirme que des troupes russes sont entrées en Ukraine. Au Conseil de sécurité de l'ONU, les États-Unis appellent Moscou à cesser « d’alimenter le conflit ».
Le 28 août, selon le journal français Le Figaro, alors que le nombre de soldats russes présents sur le territoire ukrainien se compterait en milliers, et il serait dit à leurs familles qu'ils sont en manœuvre hors des réseaux de téléphonie mobile.
Le lendemain, c'est le journal français L'Express qui rapporte les propos de Lidia Sviridova et de Valentina Melnikova de l'Union des comités de mères de soldats de Russie. Valentina pense que des soldats russes sont envoyés de force en Ukraine et déclare : « Poutine viole non seulement les lois internationales, la Convention de Genève, mais aussi la loi russe. Quant au commandant en chef des forces aériennes, il oblige ses hommes à combattre dans un pays étranger, l'Ukraine, quand leurs mères reçoivent des cercueils anonymes ». Ella Poliakova, présidente du comité des mères de soldats de Saint-Pétersbourg, et Sergueï Krivenko, directeur du groupe « Le Citoyen et l'armée », affirment que 100 conscrits russes seraient morts près de Snijne en Ukraine. Pour Lidia Sviridova du Comité des mères de Saratov, certaines familles sont désemparées et « demandent quoi faire, avec des conscrits forcés à signer des contrats pour être envoyés à la frontière ». Par ailleurs selon le magazine français L'Express, des documents seraient signés sous la contrainte pour attester que les soldats sont volontaires. Des soldats russes tués dans l'est de l'Ukraine seraient enterrés dans des tombes anonymes selon ce même magazine.
Le ministère russe de la Défense, qui nie la mort de 100 soldats russes en Ukraine, parle d'un « délire […], qui mérite une attention sérieuse seulement de la part de la société des psychiatres russes ». Immédiatement, le comité des mères de soldats de Saint-Pétersbourg, sous prétexte qu'il reçoit son financement de diverses ONG américaines, est classé « agent étranger » par le ministère russe de la Justice.
Les militaires russes capturés près du village de Dzerkalny, dans les environs de Louhansk, dans le territoire ukrainien, indiquent qu'une unité entière russe est présente à sept kilomètres de leur lieu de capture. Les soldats de cette unité ne portent pas leur insigne, mais portent toutefois le même uniforme que les soldats capturés. Les numéros d'identification de leurs véhicules sont illisibles car recouverts de peinture blanche.
Selon certains officiels militaires russes, la présence de soldats et d'armement militaire sur le territoire ukrainien serait le fait d'une « erreur », mais le 28 août, Vitali Tchourkine, représentant de la Russie à l'ONU, admet en session du Conseil de sécurité à New York que « des volontaires russes combattent dans le Donbass » et que, selon lui, « les États-Unis envoient eux-mêmes des dizaines de conseillers militaires à l'état major de Kyïv ».
Le 31 août, Poutine appelle à des négociations « sur des questions d'organisation politique de la société et du système d'État dans le but de garantir d'une manière inconditionnelle les intérêts légaux des habitants du Donbass ». En France, cette annonce est traduite dans certains médias comme un appel à la formation d'un État, ce qui est rapidement démenti par le Kremlin. Les accords de Minsk II, du 12 février 2015, sont signés selon le Format Normandie (Hollande-Merkel-Porochenko-Poutine) et mettent en place un cessez-le-feu. Poutine déclare quelques jours plus tard qu'il « espère que les autorités ukrainiennes ne vont pas empêcher les soldats ukrainiens de déposer leurs armes » à propos de l'encerclement de Debaltseve et il ajoute que « ce qui se passe actuellement à Debaltseve peut être expliqué et était prévisible », l'encerclement étant antérieur à la signature des accords de Minsk. La ville est évacuée par les soldats ukrainiens le 18 février 2015.

## Une guerre de l'information menée par la Russie
Depuis 2011, les autorités russes considèrent que la Russie est impliquée dans une « guerre de l'information », visant non seulement l'Ukraine mais aussi plus globalement, l'occident (les Etats-Unis, l'OTAN et l'Union Européenne). Elles définissent ainsi cette guerre de l'information comme : « la confrontation dans l’espace informationnel entre deux États ou plus en vue d’endommager les systèmes, processus et ressources informationnels d’importance critique [...], d’affaiblir le système politique, économique et social, d’effectuer un lavage de cerveau massif de la population pour déstabiliser la société et l’État, ainsi que de contraindre l’État à prendre des décisions dans l’intérêt de la partie adverse ». Un des moyens est de casser la confiance de la population occidentale et ukrainienne à l'égard de ses médias en sapant leur objectivité. La partie de la population méfiante envers ses institutions est notamment visée. Les objectifs sont de promouvoir la vision russe du monde et les valeurs conservatrices. Les élites populistes et conservatrices occidentales sont particulièrement sensible à la désinformation.

« Par le passé, la préparation de l'artillerie précédait l'attaque. Aujourd'hui, cette préparation est informationnelle »

— Dmitri Kisselev, directeur de l'agence d'état russe Rossia Segodnia
La Russie entreprend dès 2014 une vaste opération de désinformation et de cyber-attaques à l'encontre de l'Ukraine. Elle instille l'idée que les russophones ukrainiens sont persécutés. Cette propagande s'intensifie fin 2021 avec notamment une explosion du nombre de comptes prorusses sur le réseau social Twitter (désormais X). Diverses infox sont ainsi relayées : par exemple, l'état ukrainien serait gouverné par des nazis, l'Ukraine aurait toujours été russe etc. Celles-ci sont parfois difficiles à déceler pour un public non initié, car elles reposent souvent en partie sur des faits réels. L'objectif est de casser la confiance des Ukrainiens envers leur gouvernement. Le gouvernement ukrainien prend conscience du problème fin 2021 ; le Président Volodymyr Zelensky fait fermer 3 chaines de télévision prorusses, et son gouvernement crée une structure qui permet de lutter plus efficacement contre ces attaques.
La désinformation est également relayée par des influenceurs pro-Kremlin, comme en France Christelle Néant et son site Donbass Insider, et Anne-Laure Bonnel avec son documentaire controversé Donbass filmé uniquement côté séparatistes pro-russes.
Sur le plan interne, la Russie pointe un ennemi intérieur désigné sous le terme de « cinquième colonne », et un ennemi extérieur, désigné comme « l'occident décadent ». Avant que le conflit en Ukraine débute, les médias indépendants russes font l'objet d'une politique de décrédibilisation. Le contrôle de l'internet russe et des réseaux sociaux est renforcé afin de prévenir tout soulèvement populaire pouvant s'appuyer sur le web.
Peu avant l'invasion à grande échelle de l'Ukraine, le 24 février 2022, des photos de comptes Telegram prorusses sont utilisées pour prouver une attitude belliqueuse de l'Ukraine ; par exemple un char ukrainien prétendument en territoire russe, alors qu'il s'agit 'un char soviétique qui n'appartient plus à l'armée ukrainienne. Ces éléments sont repris par les médias d'état russe pour justifier la reconnaissance de l'indépendance par Vladimir Poutine des deux républiques séparatistes prorusses du Donbass qui sont selon lui menacées de « génocide ».
Pour contrer la propagande russe, certaines initiatives se mettent en place, comme le site StopFake créé par des étudiants en journalisme ukrainiens.

## Conséquences de la guerre du Donbass

### Victimes de la guerre
Le nombre total de décès dans la guerre du Donbass est estimé par l'ONU à entre 14 200 et 14 400 au 31 décembre 2021. Côté militaire, 4 400 membres des forces armées ukrainiennes et 6 500 membres des groupes armés prorusses sont tués. Le bilan des blessés total est de 37 000 à 39 000 (7 000 à 9 000 côté civils, d'environ 13 800 à 14 200 côté forces armées ukrainiennes et environ 15 800 à 16 200 côté rebelles prorusses. Le nombre total de victimes (blessés et morts confondus) est de 51 000 à 54 000,.
Au 31 janvier 2022, le nombre de civils tués (indépendamment du camp) est estimé à plus de 3 405 (1 853 hommes, 1 072 femmes, 102 garçons, 50 filles, ainsi que 30 adultes dont le sexe est inconnu) et le nombre de civils blessés à plus de 7 000. La grande majorité des morts civils se situent durant les années 2014 et 2015. Environ 10% des blessés et morts civils l'ont été à cause de mines ou de munitions non explosées.
Le 12 mai 2015, un rapport d'investigation intitulé "Putin War", publié à l'initiative de l'opposant russe Boris Nemtsov, recense la mort de 220 soldats russes au Donbass en 2014, dont 150 en août 2014. Le rapport contredit les affirmations de la Russie d'août 2014 et donne raison à l'Union des comités de mères de soldats de Russie. Boris Nemtsov, assassiné à Moscou trois mois avant la publication du rapport, ne peut pas commenter cette publication.

#### Mort de journalistes
Plusieurs journalistes sont tués pendant la guerre. Andrea Rocchelli (en), journaliste italien, et Andreï Mironov, journaliste russe et militant de l'association Memorial sont tués par un tir de mortier le 25 mai 2014 des forces gouvernementales, pris pour des insurgés alors que leur voiture s'approchait du centre-ville de Sloviansk. Leur photographe français, William Roguelon, est blessé par ces tirs. Initialement déclaré responsable de leur meurtre par une cour de justice italienne en 2017, le soldat Italo-Ukrainien de la garde nationale ukrainienne Vitaly Markiv (en) est finalement entièrement acquitté en 2021 par la Cour suprême de cassation d'Italie.
Le 16 juin 2014, Igor Korneliouk, journaliste russe, correspondant de la chaîne d'État Rossiya 24 est tué près de Louhansk. D'après les séparatistes prorusses son preneur de son Anton Volochine est tué par une attaque à la grenade.
Le 30 juin, un journaliste russe de la chaîne Perviy Kanal est, d'après la chaine russe, tué par balle alors qu'il effectuait un reportage avec les rebelles aux abords d'une unité militaire ukrainienne.
Le 5 septembre, le reporter-photographe russe Andreï Stenine, de l'agence d'état russe Rossia Sevodnia (Russia Today), est enterré à Moscou. À la suite d'une enquête menée par la Russie dès la mi-août, il est finalement apparu que ce dernier avait été tué lors de combats entre forces ukrainiennes et rebelles prorusses près de Donetsk alors qu'il circulait en voiture,. Son corps est identifié par analyse génétique selon l'ONU.
Plusieurs journalistes ukrainiens sont assassinés, notamment le 16 avril 2015 à Kyïv, le journaliste prorusse Oles Bouzina, fils d'un lieutenant-colonel du KGB, et qui avait déclaré qu'Ukrainiens et Bélarusses « sont un seul et unique peuple » et accusait les Ukrainiens de « vouloir détruire la culture russe ».
Il meurt moins de vingt-quatre heures après l'assassinat du député prorusse Oleg Kalachnikov, connu pour avoir, pendant le mouvement de contestation proeuropéen de l'Euromaïdan à Kyïv entre 2013 et 2014, recruté des hommes de main accusés d'être payés par les autorités pour participer à des manifestations pro-Ianoukovitch et persécuter les militants proeuropéens.
Porochenko déclare : « Il est évident que ces deux crimes sont du même genre. Leur nature et sens politique sont clairs − c'est une provocation délibérée qui apporte de l'eau au moulin de nos ennemis, déstabilise la situation en Ukraine » et appelle à une enquête « transparente ».

#### Utilisation d'armes mortelles prohibées
Le 24 juillet 2014, dans un de ses rapports Human Rights Watch (HRW) a accusé les forces gouvernementales, les milices progouvernementales et les insurgés de l'utilisation incriminée de roquettes non guidées sur des zones peuplées. En est résulté un nombre important de morts parmi les civils. Dans son rapport, cette organisation de défense et protection des droits humains a souligné que l'utilisation indiscriminée de ces roquettes sur des zones peuplées viole le droit international humanitaire ou les lois de la guerre, et peut constituer un crime de guerre.

### Violations des droits de l'Homme
Le 15 juin 2014, le Haut-Commissariat des Nations unies aux droits de l'homme publie un rapport sur la situation des droits de l'homme en Ukraine. Ce texte évoque « une détérioration alarmante » de ces derniers dans le Donbass ainsi qu'en Crimée, prenant plusieurs exemples de meurtres, tortures, enlèvements et intimidations dont ont été victimes certains individus des deux côtés.
Le 8 septembre, lors d’une rencontre avec le Premier ministre Iatseniouk, le secrétaire général de l'organisation non gouvernementale Amnesty International, Salil Shetty exhorte le gouvernement ukrainien à mettre fin aux atteintes aux droits humains et aux crimes de guerre commis par les bataillons d’engagés volontaires agissant aux côtés des forces armées ukrainiennes régulières.

#### Enlèvements et actes de torture
Le 11 juillet 2014, Amnesty International publie un rapport dénonçant des centaines de rapts et actes de torture commis en grande majorité par des militants prorusses. Le même jour, Amnesty rapporte dans une vidéo des photos d'actes de torture effectués en juin par des séparatistes prorusses sur une jeune femme ayant participé à des manifestations pro-ukrainiennes à Donetsk. Après l'avoir battue, ils lui tranchent une partie de l'index et un des hommes la force, sous la menace d'une arme à écrire "J'aime le Donbass" avec le sang coulant, de son autre main. Il lui dit qu'il la tuera si elle manque de sang. Elle témoigne : « J’ai cru que c’était la fin... Je pensais qu’ils allaient peut-être me tuer... À la fin de l’interrogatoire, [le tortionnaire lui a dit] : ‘maintenant, fais tes prières – je vais te tuer’, puis il m’a tranché la [nuque] avec le couteau. » Elle est libérée au bout de six jours. Sacha, un autre militant proKyïv est battu et subit des décharges électriques ainsi que des brulures de cigarette.
Quelques semaines plus tard, Amnesty International publie cette fois un rapport (du 6 août) qui dénonce l'impunité dont bénéficient les groupes d'autodéfense loyalistes pro-ukrainiens, notamment celui dirigé par Liachko, lesquels pratiquent des enlèvements et des mauvais traitements et se filment durant leurs méfaits.
Le 12 août 2014, le ministère russe des Affaires étrangères suspecte un enlèvement d'un journaliste russe de l'agence de presse RIA Novosti alors qu'il relatait les événements en Ukraine. La fédération internationale des journalistes a exprimé sa profonde inquiétude concernant le journaliste.
Le 22 août 2014, le ministre des Affaires étrangères lituanien, Linas Linkevičius annonce via son compte Twitter que le consul honoraire Mykola Zelenec a été enlevé puis tué à Louhansk, selon lui par des séparatistes.
Le 29 août 2014, le député russe Lev Schlossberg est attaqué et blessé à la tête et aux yeux par trois inconnus, alors qu’il enquêtait sur la présence de soldats russes en Ukraine, après avoir assisté aux funérailles secrètes de soldats russes supposément tués en Ukraine.
L'un des premiers cas enregistrés de torture de prisonniers de guerre en Ukraine a été l'incident du 7 octobre 2014 dans la ville de Zugres (Oblast de Donetsk), lorsque l'Ukrainien Ihor Kozhoma, 53 ans, qui a tenté d'emmener sa femme hors de territoire occupé, a été attaché à une colonne et torturé pendant plusieurs heures par les Russes et les séparatistes locaux,. Un cas similaire a été celui de la résidente de la région de Donetsk, Iryna Dovgan (civile), qui a été publiquement torturée en raison de sa position pro-ukrainienne,.
Le 13 avril 2016, les séparatistes enlèvent un travailleur de l'ONU.
Le 2 juin 2017, le journaliste ukrainien Stanislas Aseyev est arrêté et emprisonné par les séparatistes prorusses. Il est d'abord torturé pendant un mois et demi dans une cellule isolée, puis il est transféré dans la prison secrète d'Isolatsia, un centre de torture et base militaire, surnommée le « Dachau de Donetsk » par les anciens détenus.
Le 16 juillet 2018, un agent du « ministère de la Sécurité d’État » de la RPD confirme l'enlèvement de Stanislav Aseyev par des séparatistes prorusses,,. Amnesty International, HRW, Reporters sans frontières (RSF) et l’OSCE demandent alors sa libération immédiate,,,. Amnesty International déplore alors le fait qu'aucun journaliste indépendant ou pro-ukrainien n'est autorisé à travailler sur le territoire de la RPD. Stanislav Aseyev est retenu pendant 28 mois à Isolatsia et est libéré en décembre 2019 lors d'un échange de prisonniers.

### Périls humanitaires

#### Conditions de vie dans les villes assiégées
Le 7 août 2014, la mairie de Donetsk avertit que 300 000 personnes ont déjà quitté la ville à cause des combats.
Le 18 août, les autorités de Louhansk mettent en garde contre la propagation de maladies infectieuses dues à l'absence d'eau courante et à l'accumulation des ordures, non ramassées à cause de la guerre. Donetsk connaît des pénuries alimentaires ainsi que de médicaments faute d'approvisionnement.
Le 3 septembre, le Protocole de Minsk prévoit de mettre en œuvre des mesures afin d'améliorer la situation humanitaire dans les régions du Donbass, Donetsk et Louhansk.

#### Réfugiés de guerre
Selon l'ONU, la guerre du Donbass a entrainé le déplacement de près d'un million et demi de personnes.
À la mi-juin 2014, plusieurs dizaines de milliers de personnes s'étaient réfugiées en Russie selon les autorités russes (principalement dans la région de Rostov-sur-le-Don) et d'autres dans d'autres régions d'Ukraine.
D'après le Haut Commissariat des Nations unies pour les réfugiés (UNHCR), entre janvier 2014 et le début d'août 2014, 168 000 personnes se sont réfugiées en Russie et environ 117 000 personnes ont été déplacées, dont 102 600 de Louhansk et Donetsk, et 15 200 de Crimée. Pour leur venir en aide et afin de prévenir l'hiver approchant, il recommande au gouvernement ukrainien de mettre en place en urgence un registre des migrations internes. Il rappelle en outre que la Russie a comptabilisé 730 000 Ukrainiens arrivés sur son territoire depuis le début de l'année, ces derniers ayant profité du régime d'exemption de visa mis en place avec l'Ukraine.
Le 17 août, les observateurs de l'OSCE constatent que 55 bus, remplis de civils fuyant les zones de combat du Donbass, attendent au poste frontière de Kherson, près de Tchonhar, afin de pouvoir se rendre en Crimée.
Le 20 janvier 2015, l'ONU évalue à plus d'un demi-million, le nombre de migrants qui ont quitté l'oblast de Donetsk (4,37 millions d'habitants en 2013) et l'oblast de Louhansk (2,25 millions d'habitants en 2013), soit environ 7,5 % de leur population totale.

### Justice
Le 8 mars 2017, l'Ukraine saisit la Cour internationale de justice (CIJ) et accuse la Russie de soutien à des groupes terroristes, visant les séparatistes. Le 19 avril 2017, la CIJ condamne la Russie pour le traitement infligé aux Tatars de Crimée mais demande des preuves à l'Ukraine en ce qui concerne le soutien de la Russie à des groupes terroristes. Le 31 janvier 2024, la CIJ condamne la Russie pour violation de la Convention internationale pour la répression du financement du terrorisme, car la Russie n'a pas mené d'enquête sur les faits dénoncés par l'Ukraine. La CIJ ne condamne cependant pas la Russie pour soutien à un groupe terroriste, car seul l'aspect financier est pris en compte, alors que le transfert d'armes, comme le lance-missile BUK envoyé aux séparatistes, ou les camp d'entrainement, ne le sont pas. La Russie est également condamnée pour violation de la Convention sur l'élimination de la discrimination raciale mais pas pour des discriminations raciales envers la communauté des Tatars de Crimée. L'Ukraine accusait la Russie de discriminations raciales envers la langue ukrainienne en Crimée. La Cour affirme cependant avoir constaté un pratique généralisée de la discrimination raciale en Crimée.

### Économie
La Russie tente de contourner l'Ukraine pour approvisionner l'Europe en gaz via de nouveaux gazoducs comme le Nord Stream, créé en 2012, puis le Nord Stream 2. Ainsi, l'Ukraine représentait 80% du transit de gaz vers l'Europe en 2000, contre 40% en 2014 et seulement 34% en 2018. Cela a un coût important pour l'Ukraine qui reçoit des droits de passage dont l'économie en est dépendante.

## Filmographie
- 2015 : Donbass, documentaire réalisé par Anne-Laure Bonnel[412], considéré par Olivier Tonneau comme étant « devenu un outil de propagande délétère »[413].
- 2017 : Cyborgs, film de guerre sur la Seconde bataille de l'aéroport de Donetsk réalisé par Akhtem Seitablayev[414]
- 2018 : Donbass, film de fiction réalisé par Sergei Loznitsa (prix de la mise en scène au Festival de Cannes 2018, sélection Un certain regard)
- 2019 : Beshoot (Ilovaïsk 2014), film de guerre sur le Siège d'Ilovaïsk réalisé par Ivan Tymchenko[415]
- 2020 : Inner Wars[416] de Masha Kondakova[417]
- 2021 : Tranchées, documentaire réalisé par Loup Bureau
- 2022 : Sniper : The White Raven, film de fiction réalisé par Marian Bushan[418]